# トリコの登場人物
トリコの登場人物（トリコのとうじょうじんぶつ）は、島袋光年の漫画『トリコ』に登場する架空の人物の一覧。担当声優は特記無い限りテレビアニメ版・映画版共通のもの。

## 主要人物
トリコ
声 - 置鮎龍太郎 / 近藤隆（ラジオドラマ、JSAT2009、JSAT2010）
本作の主人公。「美食屋四天王」の一人。人並み外れた筋肉質の肉体と身体能力を持つ大男。生まれ付いてのグルメ細胞持ち で、赤鬼オーガーと青鬼、そして謎の鬼の三種類の悪魔を宿す。コバルトブルーの髪と顔の左側にある三本傷が特徴。
IGO（国際グルメ機構）に所属する美食屋の中でも折り紙付きの超人で、世界に存在する30万種類の食材の内、およそ6,000種類を見付け出したと言われるカリスマ的存在。アカシアとフローゼの子供でスタージュンとは兄弟（弟）に当たる。
頭脳明晰且つ知識も豊富で、自分が訪れる大自然の生態系等も完全に把握している。戦闘や狩りは素手で行い、「ナイフ」「フォーク」「釘パンチ」を基本とした破壊力のある技を使用する。その一方で必要以上に大量のエネルギーを消費するという弱点があったが、食林寺の修行での「食義」及び「食没」の習得後は少しのエネルギーで強力な威力を持つ技を繰り出せる様になった。また、集中力を高め、技のイメージを固める行為としてよく両手を擦り合わせている（この時金属音がする）。常人の1万倍以上 の「超嗅覚」の持ち主で、生物の体臭を察知する事でその生物の居場所や体調、精神状態まで正確に把握する事が出来る。また、自分や仲間が残した匂いを逆に辿る事で複雑に入り組んだジャングルや迷宮からも迷う事無く脱出出来る。
様々な生き物を捕獲して食べるハンティングを生業としてはいるが、食材に対する感謝の気持ちを常に忘れず持ち続けている為、食べる目的以外での無意味な殺生をせず、「食べないなら殺さないし、殺してしまったら食べる」というルールを己に課している。それ故に生き物の命を徒らに奪うものに対しては怒りを露わにする。また、人間が他の生き物の捕食対象になる事に対しては「人間を食う動物を恨んだりはしないが、素直に食われる気は無い。」と考えている。「四天王一の食いしん坊」と呼ばれ、最大食事量は1日8t以上で好き嫌いは無い。食材の味にも拘るが、決して独り占めはせず、皆で食べた方が美味いと思っている。反面、食材が絡むと周りが見えなくなり人の話を聞かずに行動する事も多々あるが、基本的には非常に豪快且つ大らかな性格で、業界の種類を問わず世界中に数え切れない程大勢の友人や知人がおり、一般的に嫌われている生物に対しても偏見を持つ事も無い。「『思い立ったが吉日』ならその日以降は全て凶日」をモットーとしており、行動力はピカイチ。また、愛煙家であり初期の頃は葉巻樹の枝をよく喫していたが、最近の風潮から禁煙の店が増えた事を不満に感じている（最近では喫煙シーンは殆ど見られない）。
幼少時は貧しい生活をしていた孤児であった が、IGO会長の一龍に引き取られ、現在に至っている。
他の美食屋同様、世界中の珍しい食材を使った「人生のフルコースメニュー」を作ることを目標とする。最終的には伝説の食材「GOD」を狙っており、例え「GOD」出現によるグルメ戦争が勃発しても、世界中の人々に分け与えて阻止すると心に決めている。
クッキングフェスの最中に襲撃してきた美食會の副料理長・スタージュンと交戦。死闘の末に右足と左腕を失った上に右足をへし折られる瀕死の重傷を負って敗北するが、小松が拉致される前に蘇生包丁を一振り施した為、目覚めた時には右足と左腕が再生していた上に傷が完治しており、更に八王が感知する程の強さを得ていた。しかし、小松を守れなかった事から意気消沈し食欲も失っていたが、トリコが発見した食材を持ってやって来た人々の感謝と励ましによって食欲を取り戻して立ち直った。
そして、単身グルメ界に突入して約半年後に小松を救出し、その際アカシアのフルコースを一つずつ三虎の元に届け、フルコースが全て揃ったら人間界の人々と三虎で一緒に食事をすると三虎と約束している。一年後に小松と共に人間界に帰還し、一龍のフルコースメニュー「ビリオンバード」を発見・誕生させ、見事に人間界の食糧難を解決した後、四天王と小松と共に三度グルメ界へ旅立った。
ちなみに、グルメ界に出発する前にリンとの婚約を快く受けている。
エリア6では味仙人のジジによる眼力の選抜によって、グルメ日食が起こる一ヶ月以内にアカシアのフルコースを全て揃える為に小松達と別れて、アカシアのメインディッシュ・GODを入手する為にスタージュンと共にエリア2に向かい、GODを巡って狼王ギネスと対峙する。その後、小松達と再会し、彼らが持ってきたアナザ・ニュース・アース・アトムを実食した。更にエリア8で入手した金の缶詰を小松がメルクに作ってもらった金の缶切りで開けた後、缶詰の中に封印されていたオウガイの匂いを嗅いだ事でトリコの中の3体目の“食欲の悪魔”が目を覚ました。そして、地中から出現したGODとGODを狙うアカシアと対峙。小松達が調理したGODを食べようとするが、アカシアの奇襲で負傷した所をチチが自らの命を使い復活させ、三虎・スタージュンと共にネオを取り込んだアカシアとのバトル。スターが敗北し自分の出生を聞かされ、食運がGODとセンターを運び食べさせる。赤鬼オーガーは自らトリコの食欲の一部となり、アカシアを圧倒。怒りのフルコースをお見舞いする事で決着を着けた。闘いの後、ネオが吐き出したエンドマンモスをフルコースの肉料理に決め、自身のフルコースを完成させ、ネオに食材を分け与えた。その後、約束通りリンと結婚し、結婚披露宴で自分と小松のフルコースを皆で分かち合った。その数年後に、未知の食材を求めて小松と共に宇宙へと旅立った。
年齢：25歳（第1章）→29歳（第2章）、誕生日：5月25日、血液型：O型、星座：ふたご座、身長：220センチメートル、体重：230キログラム、視力：2.0、足のサイズ：45センチメートル、好きなもの：食事全般、嫌いなもの：食べ物を残すこと、好きな言葉：いただきます。
- 技

ナイフ
右手の手刀から強烈な斬撃を繰り出す。
フライングナイフ
右手からナイフを「飛ばす」ことで、遠距離にいる対象を切り裂く。威力やスピード、射程距離を落とす代わりに連続で飛ばす「連射型」のタイプもある。
レッグナイフ
右足の蹴りからナイフを放ち、相手を切り裂く。右手のナイフの3〜4倍の威力があり、その切れ味は大地を一刀両断するほど。アルティメットルーティーンの習得後は釘パンチの様に「○○連」で一度に放つことが可能になった。
レッグブーメラン
食義と直観でより繊細なコントロールが可能になった追尾型のレッグナイフ。
ナイフネイルガン
アルティメットルーティーンの習得によって可能になった技。至近距離からナイフをネイルガンの要領で放つ。
ジェットナイフ
グルメ細胞の右腕で放つナイフ。大陸はおろか、海を裂くほどの威力。
ジェットレッグナイフ
アカシアのフルコースを食べたトリコの強力なレッグナイフ。
フォーク
左手の親指を除く4本の指で相手を刺し貫く。
フライングフォーク
左手からフォークを「飛ばす」ことで、遠距離にいる対象を貫く。フライングナイフと同じく「連射型」のタイプもある。
キャノンフォーク
食義の習得によって可能になった技。空中に無数のフライングフォークを展開し、それを巨大な一本に纏めて放つ。
ジェットフォーク
グルメ細胞の左腕で放つフォーク。宇宙に届くほどの威力。後に連射型も使える様になった。
フライングジェットフォーク
ジェットフォークを無数に飛ばす。
フォーク釘パンチ
アルティメットルーティーンの習得によって可能になった技。多数のフライングフォークを釘パンチの様に一列に連ねて飛ばすことで貫通力を上げた技。また、腕を曲げることで遠隔での操作を可能にしている。
レッグフォーク
左足の蹴りからフォークを放ち、相手を貫く。左手のフォークの3〜4倍の威力があり、浮き島をも貫く貫通力。
フォークシールド
左手から大きく頑強なフォークを繰り出し相手の攻撃を防ぐ。アルティメットルーティーンの習得後は釘パンチの様に「○○連」で何層にも重ねて繰り出すことで防御力を上げている。
フォークアーマー
アルティメットルーティーンの習得によって可能になった技。フォークを変形させ鎧の様に全身を覆う。
釘パンチ
一瞬で腕の筋肉を伸縮・硬直させることで、数回のパンチを同時に打ち付ける。当たると釘を打ち付けるかの如く破壊は奥へと浸透し、相手や対象を内部から破壊する。また、「拡散型」と「集中型」の二つのタイプがあり、普段は拡散型の釘パンチを使用している。集中型は拳のブレを極限まで無くすことで強力な貫通力を出すが、その分腕への負担が大きい。現在は「無限」まで連射可能。
ツイン釘パンチ
サニーから教わった直観から編み出した技。両手で同時に釘パンチを放つ。両手で放つ分、威力は「○○連＋○○連」ということになる。
アイスピック釘パンチ
指先をアイスピックの様に纏めた状態から貫通力を高めた集中型の釘パンチを放つ。
ジェット釘パンチ
巨大化させたグルメ細胞の左腕で釘パンチ。
ネイルガン
「○○連」の釘パンチをより強く速い「一撃」で放つ。その威力は「50連」で山並みのサイズの岩を粉々に破壊するほどだが、一撃で放つため腕への負担がかなり大きい。
ツインネイルガン
アルティメットルーティーンの習得によって可能になった技。両手で同時にネイルガンを放つ。
ジェットネイルガン
アカシアのフルコースを食べてより強力になったネイルガン。
レッグ釘キック
アルティメットルーティーンの習得によって可能になった技。足の蹴りから釘パンチを放つ。
デビルフォーク
体内に宿す青鬼が使用。右腕をフォークのように展開させる。
自食作用（オートファジー）

シバリング

アルティメットルーティーン
愛丸から教わった「王の所作」と言われる究極のルーティーン。その実態は「何が起きても動じない集中力」「自己暗示にも似た圧倒的な思い込み」「一分の隙もない自信」により、「自分が既に闘いに勝利したイメージ」を作り出すというもの。いわば言霊に近い効果であり、強烈な「イメージ（思い込み）」で体をコントロールすることでそのイメージが相手に共有され、それが現実となることで技の威力を大幅に上げたり次々と新しい技を作り出すことも可能になる。但し、「困難なイメージ」を実現するということであるため、「莫大な量のエネルギー（本人曰く「マンモス級のカロリー」）」を消費してしまう弱点がある。
- 合体技

音速釘パンチ
ゼブラの声で加速し、更にゼブラの音壁で相手の逃げ場を無くした状態から釘パンチを放つ。
ポイズンフォーク
フライングフォークとココの劇毒の雫との合体技。毒を纏ったフォークを乱射。
王食晩餐（おうしょくばんさん）
一龍が教えた奥義で四天王全員の合体技。4人がかりでグルメ細胞から「食欲」のエネルギーを具現化させ、口を持つ巨大な球状のエネルギー体を作る。それが対象の猛獣に食い掛かり、その旨みで大きく成長していき、最終的に食らい尽くす。全員の食欲と精神が一致しなければ出せず、尚且つ力を溜めるのに時間が掛かるという弱点があるが、ゼブラによると成長すれば一人でも発動できる様になるらしい。
この技の発動は、トリコ達のグルメ細胞内に眠る圧倒的エネルギーを持つ正体不明の「悪魔」を目覚めさせる切っ掛けになった。
猿武　四天王正拳
猿武によって四天王四人の左腕を合体させた巨大な腕で殴る。
ファイアージェットフォーク
トリコの赤鬼がスターのグルメ細胞の悪魔の炎を纏い、炎に包まれたジェットフォークを放つ。
魔王の嗅覚（デビルセンス）
トリコの赤鬼が周囲の匂いを嗅ぐ。詳しい効果は不明。

小松（こまつ）
声 - 朴璐美 / 岸尾だいすけ（ラジオドラマ、JSAT2009、JSAT2010）
IGO料理人世界ランキング「100位圏外」→世界ランク「88位」。IGO直轄の「ホテルグルメ」の料理長を務める青年料理人。小柄な体格の為ために幼く見られることが多いが、実はトリコと同年齢。かつての料理人の修行仲間である大竹と仲梅からは「小松っちゃん」と呼ばれる。
トリコに憧れており、初めは食材調達の依頼目的で彼の下に訪れたが、自分が扱う食材の生きている姿を実際に見てみたいという好奇心と探究心から、危険を承知の上でトリコの旅に同行。臆病でビビりやすい性格だったが、幾多の死線を潜る経験を得ることで逞しく成長していき、ベジタブルスカイでトリコからパートナーの誘いを受け、正式にコンビを組むに至る。
四天王には無い優れた「味覚」の持ち主で、食べた料理の食材や成分を正確に分析できる。誰に対しても礼儀正しく、自分よりも相手のことを第一に思いやる心優しい性格で、他の四天王達や旅先で出会った人々からもその円満な人柄や料理の腕前を認められている。その一方、金槌でフグ鯨の捕獲の際やクッキングフェスの初戦では溺れていた。
料理人としての腕前は一流で、道具を扱う技術も一流である。本人はあまり自覚が無いが、“食材に好かれる類稀なる才能”「食運」の持ち主でもある。その優れた才能は、単なる生まれ付きだけのものではなく、普段からの熱心な努力と勉強によって培われたものである。夢はグルメ時代に恥じない一流の料理人になり、最高の食材に最高の調理を施す事である。美食人間国宝の節乃が30年掛かっても完成出来なかった「センチュリースープ」を僅か半年余りで完成させたり、食義を習得してからはこの世で最も繊細で扱いが非常に困難な「シャボンフルーツ」の調理を短期間で成功させる 等、トリコとの冒険を重ねていく内に料理人としての実力と名声も急速に高まっている。
グルメ界から全人類を食い尽くさんとして現れた四獣本体が「緑の雨」を人間界に降らせて数億人の人類が生命の危機に晒された際には、特殊調理食材の為に調理が非常に困難とされる解毒料理の「薬膳餅」を一般レベルの料理人にも簡単且つ更に美味しく作れる調理法を僅か10分以内 に編み出し、世界中の500万人に及ぶ料理人達の協力も得て大量の薬膳餅の製造に成功。一躍人類の危機を救った立役者として世界中から注目を集める事となった。
自身が出場していたクッキングフェスの最中に美食會が襲来、トリコに重傷を負わせたスタージュンに拉致された。そして、NEOによって廃業寸前になった美食會総本部で三虎に料理を振る舞って満足させた（フローゼ以外の料理人では不可能だった、食事で三虎を笑わせる事に成功させる）事で三虎に帰還を許されるが、トリコが自分を助けに来る事を信じてその場に残り、約半年後にトリコに救出された。その一年後にトリコと共に人間界に帰還し、一龍のフルコース「ビリオンバード」をトリコと共に発見・誕生させ、料理人達と共に調理し、人間界の食糧難を解決する切っ掛けを作り、トリコ達四天王と共に再度グルメ界へ旅立った。
しかし、エリア8でトリコ達や妖食界の皆でアカシアのサラダ・エアを実食した直後に、背後に突然現れた鉄平に心臓を抉り取られ、アタシノ達の治療で一命は取り留めたものの、心臓が再生出来ない状態のまま、予断の許さない昏睡状態が続いていたが、マッピーがくれたお守りによって命を繋ぎ、裏の世界からカカに教えられた方法でトリコと共にペアを捕獲。ペアの効力で小松の心臓が見える様になったトリコによって心臓を元の位置に戻されて復活し、食材の声を聞く力が以前よりも鋭くなった。
そして、グルメ日食が起こる一ヶ月以内にアカシアのフルコースを全て揃える為に、ユダたち大勢のメンバーと共にエリア6に残ってアカシアの魚料理・アナザの捕獲を目的とし、アナザの住む魂の世界の入口、食霊の門の一つがある深海のグルメ都市ブルーグリルに到着。国のプロジェクトの事を知り、フローゼの“グルメ細胞の悪魔”の協力を経てプロジェクトを完了させ、魂の世界で60万年は掛かるアナザの調理を体感時間65年まで大幅短縮して完了し、他のメンバーと共にゼブラ・サニー・ココ達と合流した後、エリア2へと向かい、そこでトリコ達と合流しアカシアのフルコース4種を実食した後、出現したGODの舌に捕らわれ口に飲み込まれるが、ゼブラとサニーの能力によって無事が確認され、大竹や仲梅と共にGODを体内から調理した。その後、ホテルグルメでのトリコとリンの結婚披露宴では、トリコと自分のフルコースの調理を担当した。その数年後、トリコと共に宇宙へ旅立った。
なお、トリコ達の様にグルメ細胞を宿していないと思われていたが、グルメ界編でGODの匂いが僅かに染み込んだリンゴを見た際には、トリコ達の様に“食欲の悪魔”が表に現れる程では無かったが、両目の周り罅割れの様な反応を見せており、小松本人は自覚しておらずチチだけが気付いていた。その後、エリア8でのアカシアのサラダ・エアの調理の終盤に、グルメ細胞が発現しエアの調理を完了させており、エリア7で合流した援護組の一員である珍師範から自身がグルメ細胞と“食欲の悪魔”を宿している事を告げられた。
年齢：25歳（第1章）→29歳（第2章）、誕生日：3月31日、血液型：A型、星座：おひつじ座、身長：155センチメートル、体重：51キログラム、視力：0.7、足のサイズ：24.5センチメートル　好きなもの：料理を食べた人の笑顔、嫌いなもの：危険な猛獣、好きな言葉：美味しい。

ココ
声 - 櫻井孝宏 / 真殿光昭（JSAT2010）
「美食屋四天王」の一人。美食屋兼占い師。黒い全身タイツを着ており、頭にはターバンを巻きマントを羽織っている。体内にグルメ細胞の悪魔、ポイズンデビルを宿す。
人並み外れた数の錐体細胞と視細胞を持ち、通常の光だけではなく赤外線や紫外線等あらゆる電磁波を視認して、暗黒の洞窟の奥まで正確に見通す事が出来る「超視覚」の持ち主。この視力を生かして相手の体の波長を見て運勢を占ったり、「死相」を見る事も出来る。
生まれ付き毒に強い体質で、約500種類もの毒の抗体を持つが、短期間で多種の毒を取り込んだ為、体内で毒が混合してしまい新たな毒を生み出せる「毒人間」となってしまった。戦闘では毒を使った技を主に使用。肉弾戦はあまり得意とせず、遠距離から素早く毒を放ち、相手を弱らせたり、毒に火を着け爆発させる等高度な技能を駆使した戦闘を得意とする。毒を使い過ぎると脱水症状になる（白髪になる）為、いつも水筒を持ち歩いている。食義習得後は、食没により大量の毒が生産可能になり、今までとは違う毒も作れる様になった。相手の毒を分析し、瞬時に抗体を作る事も可能。
我の強い四天王の中では比較的常識人。穏やかで物腰が柔らかく、トリコ曰く「四天王一の優男」。温厚な口調だが、毒人間故か時折悪意の無い毒舌を言う事もしばしば。
かつてはその特殊な体質の為、研究目的で科学者達から追い掛け回されたり、第一級の危険生物として隔離されそうになったことがあったため、世間を疎んじて美食屋の表舞台から姿を消していたが、トリコ達の旅に同行した事で再び美食屋としての情熱を取り戻した。
ジダル王国ではアカシアのドリンク・アトムの情報を得る為にグルメカジノに赴き、メテオガーリックを求めるトリコ、ライブベアラーの悪事を止めるマッチと出会い、行動を共にする。グルメカジノで行われたライブベアラーとのグルメテイスティングではライブベアラーのイカサマに圧倒されるも、電磁波を視認する能力や洞察力と采配で見事トリコたちを勝利に導いた。しかし、アトムの情報を知るジョアは既に姿を消しており、アトムの情報を入手する事は出来なかった。
グルメ界編では、トリコたちと共にグルメ界へ旅立った。そして、エリア7でサンドリコの花をフルコースの前菜に入れ、グルメ日食が起こる一ヶ月以内にアカシアのフルコースを全て揃える為にタイランと共にエリア3へ向かい、アトムを入手し小松達と合流した。
フルコースのメニューは栄養バランスが良い物を揃えている。食事に関してはテーブルマナーを大事にしているので、豪快な食べ方をするトリコに注意する（品の無い食べ方だと思っている）事もある。作中、フルコースは完成しなかったが、トリコとリンの結婚披露宴の数年後に、最後の一個（メインディッシュ）を探しにトリコ達より先に宇宙へ旅立った。
年齢：27歳（第1章）→31歳（第2章）、誕生日：10月29日、血液型：A型、星座：さそり座、身長：200センチメートル、体重：100キログラム、視力：10.0、足のサイズ：32センチメートル、好きなもの：ティータイム、嫌いなもの：下品な行い、好きな言葉：中吉。
- 技

ポイズンドレッシング
指先から噴出した毒を対象にばら撒く。
ポイズンライフル
指先の毒の射出口を限界まで縮小し、回転を加える事で命中率の高い毒の弾丸を発射する。
毒膜（どくまく）
体表に薄い毒の膜を張り、相手の攻撃を防ぐ。その分大量の毒を消費するという弱点がある。
ポイズンアーマー
全身から噴出した毒を鎧の形にして身に纏う。
毒砲（どくほう）
腕から噴出した毒の塊を相手に飛ばす。スピードが遅い為避けられやすい。
劇毒機関銃（マシンガンポイズン）
腕から相手の体を溶かす劇毒の弾を高速で連射する。
ポイズンソード
血液を毒に変換し、その際に血液中の血小板の作用を残して毒を凝固化させ、猛毒の刀を作る。
毒地獄（ヘルポイズン）
体内の老廃物質を分解して火山性・可燃性である硫化水素系の毒ガスを生産し全身から噴出する。作中ではギドの操るGTロボの中に王水を打ち込む為の囮として使用した。
王水
濃塩酸と濃硝酸の2つの毒を作り、3対1の比率で混ぜる事で金をも溶かす圧倒的な酸化力と腐食性を持つ毒液を生成する。毒人間のココでも微量しか作れない。
毒妨害（ポイズンジャミング）
ギドの操るGTロボに対して使用した技。上記の王水をGTロボの体内に打ち込み核アンテナに付着させて電波障害を発生させる。
熱毒（ねつどく）
分厚い氷を溶かすほどの熱量を持った毒を噴出する。
毒人形（ポイズンドール）
食義の習得によって可能になった技。毒で精巧な自分の分身を作り、それを囮にして敵の攻撃を避ける。第二部では毒自体を自分だけでなく他人をも全く同じ生物に出来るようになった。
毒弓（どくゆみ）
毒で弓矢を作り出す。矢の先端には「ポイズンウイルス」という新種の毒が精製されており、ウイルス自身が抗体に適合しない毒に変化するという特性がある。
モウルドスピア
カビの胞子に類似した毒で槍を作り出し、それを光速にまで加速させて相手に投げつける。当初はまだ一本分しか作れなかったが、グルメ界編では複数出せるようになった。
モウルドスピアマシンガン
愛丸が譲ってくれた菌を含んだモウルドスピアを連射する。
デビルポイズン
王食晩餐の発動以降使用可能になった技。自身のグルメ細胞から飛び出した「怪物」の口から強力な「グルメ細胞の毒」を相手に飲ませ、依存率100%の中毒で相手を懐柔する。使用すると髪が白髪になるほどにエネルギーを持っていかれてしまう。
ポイズンブーメラン
毒でブーメランを作り出す。ポイズンミストを散布する事も出来る。
毒傘
毒で傘を作り出す。
- 合体技

ポイズンサウンドアーマー
ココの致死性の猛毒が付いたゼブラの音の鎧を対象者に纏わせる。
王食晩餐（おうしょくばんさん）

サニー
声 - 岩田光央 / 鈴村健一（JSAT2010）
「美食屋四天王」の一人。地面まで届く程の長いカラフルな頭髪が特徴の美青年。体内にグルメ細胞の悪魔、ヘアモンスターを宿す。
20万本もある頭髪の先端から太さ0.1マイクロメートルの非常に細い触角を自由に出し入れ出来、これを使って対象物の性質や状態を細かく分析出来る「超触角」の持ち主。髪の色によって違う感覚点を持ち、青は冷点、ピンクは温点、緑は圧点、白は痛点を備えている。この触角は一本に付き張力約250kg（直観習得後に約300kgに増えた）という驚異の強度を誇り、戦闘やノッキング、移動にも活用する等自在に操る事が出来、戦闘では髪の長さを生かした攻撃を得意とする。最初は考えながら膨大な触覚を動す分、精度が落ち脳も疲労する等本来の力を発揮出来ていなかったが、愚衛門から直観を教わり髪は30万本近くに増え、更に食義の習得で本数は100万本まで達した。
単語を奇妙に縮めて話す独特の喋り方をする（例えば「俺」を「俺（れ）」、「美しい」を「美しい（つくしい）」）。不潔と気味の悪いものを嫌う極度の神経質で、自分が嫌だと思う事は死んでもやらない。闘いや行動等にも独自の美意識を持ち、他人に対しても自分の美学を押し付けようとする傾向が強い為自己中心的に見えるが、本質は熱い心でありトリコと同じ様に無意味な殺生をする者を嫌う。また、自分の考えで決めた事は身の危険も顧みずにやり遂げようとする強い意志も持つ。筋金入りのナルシストだが、美しいもの若しくは美しいと思えるもの（他人への思いやりや熱意など）を持つ者に対しては高く評価する。当初は小松を美しさが無いと見下していたが、同行している内に小松の調理を切っ掛けに彼の人柄や料理への熱意を気に入り、それ以降は「松」と渾名で呼ぶ様になった。更に小松をさり気なく、自らのコンビに勧誘した事もある。
サンサングラミー捕獲の際には、愚衛門との修行で得た直感でトリコと協力してデスフォールを攻略し、デスフォールの内側の洞窟に潜むサンサングラミーの捕獲を助けた。
グルメ界編では、トリコたちと共にグルメ界へ旅立った。そして、グルメ日食が起こる一ヶ月以内にアカシアのフルコースを全て揃える為にライブベアラーと共にエリア4へ向かい、アカシアのデザート・アースを入手し小松たちと合流。以前よりフルコースのデザートに決めていたアースをフルコースのデザートに入れ、自身のフルコースを完成させた。
食材の味・見た目・栄養バランス等に拘りが強く、嫌いな食べ物は2941種類もある。「調和」を何より大事にしており、食材は勿論、それに携わる食器・調理器具から、店の内装・BGMなど食事をする際のコーディネートにも拘る。フルコースは美しさを保つ為の食材で構成されており、トリコからは「四天王一の偏食野郎」と称された。グルメ界編序盤で実妹のリンがトリコと婚約、その後に結婚した為、トリコの義兄となった。
年齢：24歳（第1章）→28歳（第2章）、誕生日：9月7日、血液型：AB型、星座：おとめ座、身長：187センチメートル、体重：200キログラム（髪の毛の重さを入れて）、視力：1.5、足のサイズ：29センチメートル、好きなもの：美しいもの、嫌いなもの：醜いもの、好きな言葉：調和。
- 技

フライ返し
触角で相手の物理攻撃を流動させ、全く同じ力で返すカウンター技。相手の攻撃に応じ、触角の耐久力が必要になる。
スーパーフライ返し
直観習得によって可能になった技。相手の攻撃を何倍にも威力を倍増して跳ね返す。返す力は触角の数に比例し、一万本で1倍、二万本で2倍の力で返せる。
魔王のフライ返し
グルメ細胞の左腕でフライ返し。
ダイニングキッチン
別名「サニーゾーン」。触角が届く範囲内にいるもの全てを自由に調理し、味見する。ほぼ無敵だが触角の性質上、ストレスを受けやすく長時間の使用は出来ないという弱点があり、距離によっては本数も制限される。しかし直観の習得後はそのリスクはなくなり、全ての触角を射程距離の限界まで操れる様になった。更にクッキングフェスでのトミーロッドとの闘いでは、切られた髪を遠隔操作する事も可能になっている。現在の射程距離は300m。
髪（ヘア）ネット
触角を網目状に編み込んで相手の攻撃や対象者を受け止める。
髪（ヘア）ロック
触角で相手を縛りつける。
髪（ヘア）ノッキング
触角で相手にノッキングをする。
髪誘導（ヘアリード）
触角の先で相手の攻撃を受け流す。
髪（ヘア）パンチ
全ての触角を纏めて巨大な「化け物」の形にし、その腕で相手を殴りつける。
スーパーヘアショット
髪パンチを自らに放ち、それをスーパーフライ返しで返し続け、威力が増大した一撃を相手に放つ。
ヘアラフト
触角をまとめてイカダを作る。
ヘアカッター
触角で対象を切り取る。
ヘアマリオネット
食義習得によって可能になった技。繊細さを増した触角で相手の神経に侵入し、動きを乗っ取る。
ヘアトルネード
触角を纏めて振り回し、対象を吹き飛ばす。
ヘアスピット
触角を鋭利な針状にして多数の対象を一気に串刺しにする。
ヘアウイング
髪を翼状にして突風を起こす。
リモートヘアー
触覚で対象を追跡する。
ヘアフール
リモートヘアを何百本も前方に飛ばし、連結させた髪で自らを引っ張り高速移動する。
ヘアドーム
自分の周囲を第三者に見られぬ様に髪で作ったドームで覆い隠す。
触角手術（ヘアオペレーション）
触角で対象者に手術を施す（本人曰く「本格的な治療を行うまでの応急処置」）。
魔王の髪（サタンヘア）
王食晩餐の発動以降使用可能になった技。全ての触角を旺盛な「食欲」を持つ金色の「悪魔の触手」に変え、触れた対象を一瞬で食らい尽くし消化する。髪自体の強度も格段に上がっているが、使用するには身体への負担がかなり大きくコントロールも非常に難しい。第二部でエアを食べてからは髪で食べた物を吐き出せる様になった。
魔王の吐瀉物(サタンボミット)
魔王の髪で食べた物を吐き出す。
- 合体技

王食晩餐（おうしょくばんさん）
ヘアビートラリアット
ゼブラと共にラリアット。

ゼブラ
声 - 松田賢二
「美食屋四天王」の一人。トリコを上回る大男で、口唇左側のみが頬まで大きく裂けている（幼少の頃は裂けていない）凄まじい風貌の持ち主。第一級危険生物として認定され、「四天王一の問題児」「四天王一短気で喧嘩っ早い」等と称される男。体内にグルメ細胞の悪魔、ボイスデーモンを宿す。作者の一番のお気に入りキャラ。
最大約70km先の音を聞き分ける という「超聴覚」の持ち主であり、音を増幅させて発する力を持つ。戦闘では声を自在に操り、「激烈な衝撃波」「振動」「超音波」「爆音」「猛獣の嫌う奇声」を放つ。そのパワーや破壊力は四天王随一と言われる。自分の声を最大約120km先 まで飛ばしたりと、応用性も非常に高い。しかしこれらの技は消費カロリーが非常に高く、使い過ぎると喉が枯れてしまうのが弱点。声を使わなくとも、トリコと正面から互角に殴り合える程の超肉体派。呼吸音や脈拍音から相手の心理状態をも見抜いてしまう為、彼の前では一切の嘘や隠し事は通用しない。激怒する事で瞬時にエネルギーを生産できる。
性格は極めて短気で喧嘩っ早く、生物や自然環境を問わず「調子に乗っているもの」や「嘘を吐くもの」を最も嫌う。その上、自らを環境に例えて「俺に適応出来ない生物は絶滅する」 と豪語する程の自信家である。そのあまりに自分勝手で凶暴な性格の為、他のIGO関係者も彼を快く思っていないが、戦闘スタイルが近く自分と素手で互角に殴り合える唯一の仲間であるトリコとは比較的仲が良い模様。
危険人物なのは間違いないが、その反面律儀で義理堅く、面倒見の良い性格でもあり、自分が実力を認めた小松に対しては何かと面倒を見ており、小松を自分のコンビにしたがっている。ちなみに当の小松の事は、自分と同い年なのを知ってか知らずか「小僧」と呼んでいる。
過去26種類の生物を絶滅させた罪 で、グラスの決断によって再生屋の鉄平と与作に逮捕され、ハニープリズンに収監された。美食會のスタージュンがIGOの各ビオトープを荒らした際、IGO内で美食會対策の為にゼブラを釈放する話が挙がっていたが、ゼブラの逮捕を決断したグラスの面子に配慮した茂松は出所許可を出さなかった。
しかし、メロウコーラ捕獲の為トリコ達のグルメピラミッド同行に伴い、500人の指名手配犯確保と100種の新種食材発見の条件付きで釈放された。その出所の影響により全世界に数千兆円の経済損失をもたらすとされ、世間では天災以上に恐れられているが、一方で彼の存在による経済バランスの変化ので紛争が止まった地域や、害獣を絶滅させられたことで食糧問題が解決した地域もあり、そのような地域の住民からは英雄視されている。ハニープリズンに収監される前にマッチと闘った事があり、その際にたった一撃で彼の全身に無数の傷を負わせている。
他の美食屋とは違い人生のフルコースを作ろうとはしなかったが、小松との旅を経て人生のフルコースを作る事を決めた。前述の出所条件を済ませた後に鍋池で小松と再会した時の作ったフルコースメニューの捕獲レベルはほぼ全て90以上・レベル不明というもの。食事に関してはトリコと同じで見た目より量を選ぶタイプだが、トリコ以上にテーブルマナー等は全く無視して本能の赴くままにひたすら貪り食う事を好む。
グルメ界編では、トリコたちと共にグルメ界へ旅立った。そして、グルメ日食が起こる一ヶ月以内にアカシアのフルコースを全て揃える為に残りのフルコースを手分けして同時に集めることを提案。ブランチと共にエリア5へ向かい、アカシアの肉料理・ニュースを入手し小松達と合流。GODとの戦いではジジから教わったGODの調理方法を音弾で大竹に伝授する。作中、フルコースは完成しなかったが、トリコとリンの結婚披露宴の数年後に、最後の一個（メインディッシュ）を探しにトリコ達より先に宇宙へ旅立った。
年齢：25歳（第1章）→29歳（第2章）、誕生日：2月9日、血液型：B型、星座：水瓶座、身長：255センチメートル、体重：310キログラム、視力：1.5、足のサイズ：55センチメートル、好きなもの：小松の料理、嫌いなもの：チョーシにのっているもの、好きな言葉：絶滅。
- 技

音弾（おとだま）
自分の声を特定の相手に向けて飛ばす。
吠え弾（ほえだま）
対象の猛獣に声を飛ばし、その音波で自身の幻影を作り、威嚇する。
サウンドバズーカ
周囲360°に向けて強烈な声の衝撃波を放つ。
ボイスバズーカ
水中の敵に対して使用するサウンドバズーカ。
ボイスミサイル
直接相手に声の衝撃波を放つ。
ボイスバースト
ボイスミサイルの強化版。
ボイスプレス
相手に強力な声の圧力を掛ける。
レーザーボイス
一直線上に声のレーザーを放つ。
爆反響ボイス
自らの声を反響させ、耳鳴りを起こす。
サンダーノイズ
空中に球状の声の塊を打ち上げ、それが内部で反響を繰り返して増幅し、膨張した音が落雷の様に相手に降り注ぐ。複数の相手を同時に攻撃可能。
メテオノイズ
サンダーノイズの強化版。空中に巨大な球状の声の塊を打ち上げ、増幅すると同時に隕石の如く相手に落下する。
ボイス流星群
上空から無数の音の塊を降らせる。
声噴火（ボイスイラプション）
流星群を粉々にする程の炎を吐く。
ボイスカッター
声を複数の斬撃状にして相手を切り裂く。
一刀（いっとう） ボイスカッター
一点に放つボイスカッター。
超音波ボイスカッター
ボイスカッターに毎秒4万回もの超音波振動を加え、切れ味を増したもの。
超音波ボイスカッター村雨
超音波ボイスカッターを連発する。
エコーロケーション 反響マップ
超音波を発しその反響で周囲の状況を知るエコーロケーションで、周囲の地形を把握する。しかし使用するには高い集中力が必要で、数十km近く広げる場合、他の技は使えなくなる。
エコーロケーション 魚群探知機（ボイスソナー）
水中の対象に対して使用するエコーロケーション。地上の4.5倍のスピードを誇る。
サウンドアーマー
対象者に音の鎧を纏わせ敵の攻撃から身を守る。
ボイスライフジャケット
対象者に音のライフジャケットを纏わせる。
音壁（おとかべ）
声で壁を作り相手の攻撃を防ぐ。
マシンガンボイス
声の弾丸を連続で撃つ。
連鎖爆弾（チェーンボム）
声の時限爆弾を吐き出す。
死音（しおと）
「死神の足音」を声に変えて相手の息の根を止める。200万キロものカロリーを消費する上、自らが瀕死の時に使うと自滅する危険性がある。
ビートパンチ
拳に音の振動を乗せた状態から相手を殴り飛ばし、組織を内部から破壊する。
サウンドナックル
音を宿した拳で相手を吹き飛ばす。
デスナックル
グルメ細胞の左腕「死神の拳」で殴る。
コルクボイス
声で栓をする。
ジェットボイス
全身に声を纏わせ高速で移動する。他者にも使用できる。
音速移動
一瞬で相手の背後に回り込む。
- 合体技

音速釘パンチ
ポイズンサウンドアーマー
王食晩餐（おうしょくばんさん）

## IGO

### 上層部
一龍（いちりゅう）
声 - 堀内賢雄
IGO会長。アカシアの一番弟子。
見た目はお調子者な褐色肌で金髪の派手な老人。酒を一滴も飲めない。グルメ細胞の悪魔、ドン・スライムを宿している。トリコ達四天王の師匠で、彼らの親代わりでもあった模様（トリコは一龍を「オヤジ」と呼んでいる）。弟子達の事を絶えず気に掛ける深い思い遣りを持ち、自分に宿ったグルメ細胞の悪魔、ドン・スライムには食を分け合う気持ちを長い年月をかけて説いていた。ブルーニトロを裏切った味仙人に対しては名前を付け、彼らを匿い面倒を見てきた。約500年前は次郎・三虎と共にアカシアの弟子で、正確な年齢は不明（また、当時は長兄という立場からか3人の仲でも比較的真面目な性格だった）。
既に美食屋を引退している身であるが、その驚異的な身体能力と戦闘力は未だ衰えていない。トリコが「四天王」と呼ばれる様になった今でもトリコを完全に子供扱い出来る強さを誇っている。その真の強さは、ボスの三虎を除く美食會の幹部全員が束になっても勝てない程と言われる。一龍という存在そのものが引き寄せる人間力にも似た引力を操る能力を持ち、その大きさは一個の惑星にも例えられている。また、平方根の法則により自身や周囲の少数派の原子を操り、それを利用して空を飛ぶ事も可能。
「GOD」の出現がアカシアの予想通りに新たな戦争を招くであろう事態を危惧し、戦争の勃発を事前に阻止する為、自らの命を賭けて最後の使命に臨もうとしており、トリコに対してはグルメ界に適応出来る力を付けてもらう為、7つの食材を探す様命じた。その後自らグルメ界に赴き、美食會のボスであり弟弟子でもある三虎と再会。「GOD」を独占しない様説得するも、三虎はあくまでも独占を誇示した為交渉決裂となり、美食會と本気で戦う事を決断した。後に美食會が「C」の存在に気付いたとの報を珍から聞き、第0ビオトープ職員総出で美食會より先にアカシアのフルコースを全て回収する事にした。
グルメ界に於ける美食會とのアカシアのフルコース争奪戦ではのろま雨の丘にて三虎と対峙。舞台を遥か上空のはぐれ島に移してドン・スライムの力を使わずに対決したが、老いと同時に実力は衰えており、更にはミラーニューロンで自身のマイノリティワールドを会得した三虎に敗北（だが、止めは刺されなかった）。重傷を負いながらも三虎にアカシアがブルーニトロと結託していた事と真に倒すべき相手を告げようとしたが、突如現れたブルーニトロのエアに止めを刺され、息を引き取った。その遺体は三虎によって、思い出の地であるグルメ界・食没の岬に葬られた。
死後、食霊として魂の世界でドン・スライムと再会。彼に復活を迫られるが申し出を断り、食欲のエネルギーが何処から来て何処へ向かおうとしているのか、目の前で胎動するネオが何なのかを考えていた事を明かした。その後、ネオらしき物の中を探索し、その中で無数のブルーニトロや無数の食材を調理するフローゼの姿を発見する。最終決戦後、トリコとリンの結婚披露宴にアカシア達と共に列席した。
フルコースメニューは無限に食べられる食材「ビリオンバード」とそれを調理できる段階まで育てられる食材で構成されており、第1〜第8ビオトープに隠していた。
アニメのクッキングフェス編ではブルーニトロに奇襲されずに生存しており、三虎によって人間界へ帰される。小松の提案で再び次郎、三虎達と食卓を囲む。
年齢：不明、誕生日：1月1日、血液型：O型、星座：山羊座、身長：175cm、体重：502kg、視力：9.5、足のサイズ：27cm、好きなもの：弟子を含めた弟(息子)達、嫌いなもの：酒、好きな言葉：団欒。
- 技

箸（はし）
自身の「食欲」のエネルギーで二本の巨大な箸を具現化させる。
移り箸（うつりばし）
多数の二本の箸を具現化させ、相手の攻撃を摘まむ。
刺し箸（さしばし）
二本の箸を相手に突き刺す。
せせり箸（せせりばし）
二本の箸を相手に連続で突き刺す。
にぎり箸 箸砲（にぎりばし はしほう）
二本の箸をそれぞれ両手で握り、相手に投げ飛ばす。繊細さは落ちるが威力・射程距離は抜群。
乱れ箸（みだればし）
箸砲を連続で相手に放つ。
奥義「一本箸（いっぽんばし）」
相手の頭上に超巨大な極太の一本の箸を落とす。
万膳 王食箸（ばんぜん おうしょくばし）
一龍渾身の奥義。腕から箸の形をした極太のエネルギーを連続で放つ。
マイノリティワールド
周囲の少数派原子を操って他の原子を支配する。それによって相手の意識的な動きの誤差率を大きくして精度を落としたり、地面を柔らかい性質に変化させたりする。更に少数派原子の支配が高まると相手の体を機能させている全ての臓器にまで及び、「生」を維持するシステムが逆に「死」に向かう様になる。また、傷を治そうとする分子を最大勢力の多数派に変える事で驚異的なスピードでの治癒も可能。

茂松（しげまつ）

マンサム
声 - 小杉十郎太
IGO開発局長兼グルメ研究所所長。IGOでは一龍・茂松に次ぐ実質的なナンバー3と言われている。
トリコにも劣らぬ筋骨隆々の体格をしているスキンヘッドの中年男。細かい事には拘わらない豪放な性格。名前を呼ばれる度に「今ハンサムって言った?」と聞き違い、周囲からは即座に否定されるのがお約束になっている（アニメでは盗賊だった頃から、このやり取りを行っていた）。常に酒瓶を持ち歩いている程の大変な酒豪で、フルコースを全て酒に関する食材で統一し、彼のグルメ細胞に適合する食材は酒になっている。
超人的なパワーを誇る格闘術の達人。痛覚を麻痺させており、腹や喉元を貫かれたりしても何事もなかったかの様に振る舞う。また、両肩をノッキングする事で筋肉を異常に肥大化させるといった肉体操作も可能。頭部には常にボルトの様な物が刺さっているが、これはノッキングを固定している為であり、それにより身体に様々な作用を施している。
かつては盗賊であらゆるものを略奪していたが、一龍に喧嘩で初めて負け、その時に彼に諭され改心して以降は自分の力をノッキングで封印していた。また、一龍以外の誰にも負けない事を決心している。
一龍の死後、IGOの新会長に就任し、再び頭髪が生えていた。その後、トリコたちが送ってきたアカシアのサラダ・エアを食べて、自分の中の“食欲の悪魔”の左腕が目覚めた。最終決戦では、無力な自分に爆笑していた。
最終決戦後、トリコとリンの結婚披露宴に列席した。
年齢：55歳（第1章）→59歳（第2章）、誕生日：8月8日、血液型：B型、星座：獅子座、身長：205cm、体重：180kg、視力：1.5、足のサイズ：35cm、好きなもの：酒、嫌いなもの：二日酔い、好きな言葉：迎え酒。
- 技

フライパンチ
力任せに相手を殴り飛ばす。
フライパンサンドイッチ
両手でのフライパンチで相手を挟み込む。
ウォンテッドパンチ
ノッキングを解き力を解放させた状態から、相手を殴り飛ばす。超巨大GTロボを一瞬で破壊する威力。

### 局長
ウーメン梅田（うめだ）

グラス
声 - 小池謙一
IGO法務局長。
オールバックの髪形をした男性で、顔の右半分に火傷の様な跡がある。ゼブラの逮捕を決断した人物。クッキングフェスではIGO本部での局長会議で、レイ以外の他の局長共々ウーメンの手で殺害された。

ワイン
声 - 吉開清人
IGO管理局長。眼鏡を掛けた青年。

武流（ブル）
IGO財政局長。豪胆そうな初老の男。

ナーロイド
IGO広報局長。サングラスを掛けた黒人の男性。

レイ
声 - 遠近孝一
IGO防衛局長。
美形の青年。トリコ達によるメロウコーラ捕獲記念のパーティーの最中にマンサム・ラップと共に現れ、トリコとゼブラが仕留めたニトロを引き取りに来た。クッキングフェス編では、他の局長がウーメンに殺害される中生存しており、騒動終結後にマンサムの治療を行った。原作のみ作中で唯一マンサムの問いかけに対して「ハンサム」と返答した人物でもある。

### GOURMET7（グルメセブン）
通称「G7（ジーセブン）」。IGO主要加盟国から選出された7人の味覚マスター。25mのプールに落ちた一粒の砂糖の味をも見分けるという驚異的な味覚の持ち主達で構成されている。ホテルやレストランの星の数や料理人のランク等グルメ時代に於ける重要事項の決定に携わり、IGOの監査役も務める。因みににG7は全員が男性であり、女性は一人も居ない。
パッチ
声 - 梅津秀行
「G7」の一人。下方向に鋭く伸びたヒゲを持つ面長の中年男性。
「センチュリースープ」をテイスティングしにホテルグルメにやって来たが、トリコ達が先客だった為一先ず断念した。小松が「センチュリースープ」の再現を成功させた事で今後は悪人から狙われる事を危惧し、小松に腕の立つ護衛を付ける様提案した。
アニメではクリスマスに再登場し、貧困国の子供に届ける為の甘露の木を探しに死季の森へと向かうも、遭難した。

アポロン
声 - 岩崎征実
「G7」の一人。
丸眼鏡を掛けシルクハットを被り、黒服を着た男。横に長く伸びた髭を生やし、単語を伸ばして喋る癖がある。
「ビックリアップル」をテイスティングしに仰天祭にやって来た。
アニメではグルメサービス大会の審査員を務めた。

キット
「G7」の一人。
非常に大きい鼻と細長い白目が特徴の長身の男性。
同じG7のパイノミと共に小松が世界ランク88位にランクインした事やクッキングフェスの出場権を得た事を知らせに来た。

パイノミ
「G7」の一人。丸刈り頭と尖った口が特徴の小柄な初老の男。

ノマーチ

トッポ

アーモン

### その他
鈴（リン）
声 - 田野アサミ
IGO専属の猛獣使いで、サニーの妹。
黒のショートカットと赤い道着の様な衣装が特徴。一人称は「ウチ」で、語尾に「〜だし」と付けて話す。若干口の悪い部分もあり、兄のサニーに似ている所がある。サニーとは口喧嘩が絶えないが、決して仲が悪い訳ではない。
兄やトリコと同じく、グルメ細胞を持っている。動植物から抽出した様々なフェロモン物質をフレグランスに変えて両腕に付けている放射装置から放射し、動物達を操る。
トリコに好意を抱いており、彼への憧れからトリコを真似て自分で顔に傷を一本付けている（ただ、間違えてトリコとは逆の頬に付けている）。
第2章では会長に就任したマンサムに代わり、グルメ研究所所長となりトリコと婚約。その後、ユダ達と共に援護組の一員としてグルメ界へ赴き、エリア7でトリコ達と合流。エリア6でトリコと別れる際に、ホテルグルメで結婚式を挙げようと告げられ、小松達と共にアカシアの魚料理・アナザを入手する為に深海のグルメ都市ブルーグリルに到着、アナザ調理後はフルコースを届ける為に人間界に帰還。最終決戦終了後、約束通りホテルグルメでトリコと結婚式を挙げた。
年齢：20歳（第1章）→24（第2章）、誕生日：12月20日、血液型：O型、星座：射手座、身長：168cm、体重：ナイショ、視力：1.5、足のサイズ：26cm、好きなもの：トリコ、嫌いなもの：トリコにカンケーないもの、好きな言葉：思えば思われる。
- 技

フレグランス攻撃
バトルフレグランス
「バトルフラワー」という花から搾り取ったエキスを濃縮したフレグランス。相手を興奮状態にさせる効果がある。
スーパーリラクゼーション
「ニコニコマナティ」という世界一の平和主義動物の体から出る鎮静フェロモンを濃縮したフレグランス。気が張っている動物を一瞬でリラックスさせる効果がある。
エンドルフィンスモーク
脳から鎮痛作用のあるエンドルフィンを分泌させる効果があるフレグランス。
サンダーペパーミントフレグランス
「サンダーペパーミント」という香りが強い葉を乾燥させ抽出したメントールを濃縮したフレグランス。まるで雷が落ちたようなメントールとミントの強い刺激臭で一度嗅げば5日は眠れない程の気付け効果がある。
デビルドリアンフレグランス
「デビルドリアン」という半径1kmには虫一匹近付かない程の悪臭を放つ実のエキスを搾り取ったフレグランス。
スーパーデオドラントスモーク
特殊な煙で匂いを消す効果があるフレグランス。
キングスリープフレグランス
「キングナマケモノ」という一年の内364日と23時間を寝て過ごす生物の細胞から抽出した強力な睡魔を誘うフレグランス。一嗅ぎしただけで1ヶ月以上は目が覚めないという。
フレグランスバズーカ
背中に背負った銃からフレグランスを圧縮した弾丸を撃つ。
フレグランスソード
両腕の機械から剣状のフレグランスを噴出する。
フレグランスソード パフュームマックス
アニメオリジナル。両手のフレグランスソードを一つの大剣にして振るう。

ヨハネス
声 - 川田紳司
IGO開発局食品開発部長。サングラスを掛けており、礼儀正しい。
第二部ではIGO開発局長に昇格しており、対グルメ界食材用捕獲レベル測定器ことリドルチャプターが完成した事をマンサムに報告した。最終決戦後、トリコとリンの結婚披露宴に列席した。
アニメでは出番が増えており、無許可且つ強引に取材を求めるティナの事を快く思っていないが、四獣編では小松による薬膳餅の簡単な調理の中継の手伝いをティナに求めた。
エルボー
声 - 高口公介
IGO防衛局管理・第18関所監視長。煙管を咥えた、腰の曲がったチョビ髭の中年男性。トリコを快く関所に通した。

トール
グルメポリス・特別グルメ機動隊隊長。経験豊富な元美食屋で、IGO首脳陣の間にもその実力の高さが知れ渡っている程の男。IGOの入手した情報によると、洞窟の砂浜の外でスタージュンの操縦するGTロボの捕獲に失敗し逆に殺害されたという。アニメには登場しない。
マリリン
声 - 岩崎征実
グルメコロシアム総司令官。サングラスを掛けた黒人男性。
スミス
声 - 利根健太朗
小松の務めるホテルグルメの総支配人。小柄な中年男性。トリコと旅に出ている小松の帰りをいつも待ちわびている。

### 第0ビオトープ職員
与作（よさく）
声 - 銀河万丈
第0ビオトープ職員の一人。ライフに拠点を構える凄腕の再生屋。鉄平の師匠。「赤い再生屋」「血まみれの与作」の異名を持つ。
社会の常識に一切囚われない豪快な性格の中年男で、如何なる場に於いても「ルールを破る」事を信条としている。グルメ界へ入る事の出来る数少ない人物の一人。四天王であるゼブラを逮捕し、サニーを赤子同然にあしらう程の実力の持ち主。
トミーロッドとの闘いで左腕を失ったトリコの為に腕の再生を可能とする「再生の種」を使い、治療に協力した。その後、サニーとは対等に闘える様になったら自分が再生作業中のアカシアのデザート「アース」の場所を教える事を約束し、彼の弱点を克服する為愚衛門を紹介した。後に大きな仕事があるという事で、昔馴染のリュウを誘ってグルメ界の第0ビオトープへ向かった。
グルメ界に於ける美食會とのアカシアのフルコース争奪戦では、アースがあるエリア4のグルメの園にてマナンと共にカイトラと対峙し、モーヤンシャイシャイの居所を聞き出そうとしたがブルーニトロに奇襲されて敗北。しかし一命を取り留め、後から来たサニーを約束通りアースの場所まで案内した。
年齢：55歳（第1章）→59（第2章）、誕生日：12月8日、血液型：AB型、星座：射手座、身長：195cm、体重：140kg、視力：2.0、足のサイズ：30cm、好きなもの：血の色、嫌いなもの：生きる気力の無い生物、好きな言葉：型破り。
- 技

気付けショック
ショルダータックルで気を失った者を目覚めさせる。
ペーストスピトル
唾を吐いて対象者の千切れた身体の部分を接着させる。
ペーストフレム
大量の唾を吐いて、自身の千切れた身体の部分を接着させる。
ウッドパンチ
強烈な右ストレートを放つ。

初代メルク
声 - 中博史
第0ビオトープ職員の一人。メルクマウンテンの山頂に住む、「鬼のメルク」と恐れられる世界最高の研ぎ師。IGO会長一龍の古い友人。
トリコを上回る筋骨隆々の巨体で、髪と髭は伸び放題な上に全身切り傷だらけで隻眼の大男。恐ろしげな外見に似合わずお喋りで気さくな性格だが、声が異常に小さくつい最近見付けたという「ガンセキコンドル」の声帯から出来る「拡音石」が無いと普通の人間には声が聞き取れない（本人にはその自覚が全く無く、この事をトリコから聞かされ驚いていた）。そのため周りからは無口だと思われており、「娘に二代目を託し引退する」という説明も伝わっておらず、二代目からはずっと行方不明だと思われていた。
現在は引退しており、仕事の邪魔が入らないように蠍魔牛の子供を手懐け、見張りをしてもらいつつヘビーホールで一龍依頼のサラダ「エア」を捌く為の包丁を造り、第0ビオトープでの会食で再登場した時点で完成させていた。トリコが持っていた小松の包丁に高い関心を示し、小松をフローゼ・節乃・ザウスにも匹敵する料理人になると評価している。
グルメ界に於ける美食會とのアカシアのフルコース争奪戦では、サラダ「エア」があるエリア8、のろま雨の丘ではアタシノと共に三虎の連れて来た猛獣のランペイジ・トルネードラドンと対峙する。
第二部では左腕を失っており、妖食界で住民に包丁の作り方を伝授している。エアの調理法をトリコ達に教え、エア調理後は他の実力者とオクトパスイカに乗ってエリア8の食材を人間界に運ぶ事にした。最終決戦後、娘と共にトリコとリンの結婚披露宴に列席した。
年齢：72歳（第1章）→76歳（第2章）、誕生日：11月16日、血液型：AB型、星座：蠍座、身長：270cm、体重：380kg、視力：2.0、足のサイズ：60cm、好きなもの：会話、嫌いなもの：沈黙、好きな言葉：刃は心の鏡。

ラブ
声 - 松井菜桜子
第0ビオトープ職員の一人。グルメ刑務所ハニープリズン所長。
蜂のコスプレをしている小柄な女性で、見た目は幼女。トミーロッドと同様背中に翅が生えており、それを使い飛行する事も出来る。一人称は「あちし」。
数百種類のフェロモンを自在に操り、女王蜂の如くスタッフや猛獣達に指令を出し、ハニープリズン全体を統率している。その力は食材しか興味が無いトリコすら魅了する程だが、強い精神力でフェロモンを打ち消すゼブラにだけは効果が無い。
彼女が一龍の要請も拒否して長い間ゼブラの出所に反対していた理由は、実は彼女がゼブラに惚れており、彼をずっと傍に置いておきたいという私情によるものであった。
グルメ界に於ける美食會とのアカシアのフルコース争奪戦では、魚料理「アナザ」があるエリア6の星屑の川にてララやタックと共にクロマドと対峙し、重傷を負った。その後、ブルーグリルで生存が確認されたが、魂を交換させられており、その証として仮面を被っていた。アナザ調理完了後は無理矢理元の身体を取り戻し、小松達にグルメ日食まで残り一週間である事を告げ、人間界に戻った。
年齢：不明（本人曰く「ババア」らしい）、誕生日：7月11日、血液型：O型、星座：蟹座、身長：100cm、体重：ヒ・ミ・ツ♡、視力：5.0、足のサイズ：13cm、好きなもの：ゼブラ、嫌いなもの：フェロモンですぐに落ちる男、好きな言葉：ストライクド直球。
- 技

鎮静フェロモン
フェロモンでスタイルの良い自分の幻を見せ、相手を魅了する。

ラップ
声 - 竹内良太
第0ビオトープ職員の一人。美食屋。
青い（アニメでは赤）戦隊ヒーローの様な服を着た大男で、その体格はゼブラに匹敵する。まだ若手ながら、グルメ界に入れる程の実力者と言われており、些か横柄な態度。
メロウコーラ編終了直後にレイ、マンサムと共にトリコ一行の前に現れ他の人達を追い払い、ニトロについてトリコ達に説明した。
グルメ界における美食會とのアカシアのフルコース争奪戦では、始まりの大陸にてリュウと共に全員の戻りを待ち、ナイスニィと対峙して重傷を負った。
年齢：不明、誕生日：9月3日、血液型：A型、星座：乙女座、身長：255cm、体重：270kg、視力：4.0、足のサイズ：55cm、好きなもの：バイク、嫌いなもの：口煩い人、好きな言葉：能ある鷹は爪を隠す

愚衛門（ぐえもん）
声 - 岩崎ひろし
第0ビオトープ職員の一人。美食屋。別名「グルメ番長」。
リーゼント頭に往年の番長の様な格好をしている中年男性。三途の道に只一人陣取り、グルメ界からやって来る猛獣を食い止めている。長年に渡り他人との接触が全く無い場所に居た為か、普段からボーッとしており物忘れが激しく妙に鈍い所がある。
剣術の達人で、莫大な量の訓練と実戦経験から生み出された直観力により、考えるよりも早く体が動きエネルギーを無駄に消費しない最も効率的な戦闘の技術を体得している。
サニーの優れた才能と素質を認める反面、神経質でエネルギーの無駄遣いが多いサニーの弱点をも見抜き、サニーの弱点を克服する為に必要な直観力の極意を伝授した。
グルメ界に於ける美食會とのアカシアのフルコース争奪戦では、スープ「ペア」があるエリア7の産声の樹にてマリーと共にドレスと対峙し、ブルーニトロの奇襲で瀕死の重傷を負うが、マリーのノッキングによって仮死状態となり、魂だけの状態でトリコ達と再会を果たす。ペア捕獲後、ノッキングをプキンに解いてもらって復活し、エリア7の食材を人間界に運ぶ事にした。
年齢：48歳（第1章）→52歳（第2章）、誕生日：2月29日、血液型：B型、星座：魚座、身長：199cm、体重：200kg、視力：5.0、足のサイズ：30cm、好きなもの：ボーっとする事、嫌いなもの：倫理的な奴、好きな言葉：なる様になる。

珍鎮々（ちん ちんちん）
声 - 屋良有作
第0ビオトープ職員の一人。食林寺師範にして「美食人間国宝」の一人。
禿頭で背の低い小太りの老人。眼鏡を掛け、中国服を着ている。やたらと人の名前を覚えず呼び間違える癖があるが、千代の様な優れた才能があると認めた者の名前のみ覚えられる。千代とは元コンビで夫婦でもあった。
見た目は飄々とした雰囲気の人物だが、トリコを遥かに凌駕する超人的な戦闘力・体力・生命力の持ち主で、本気で闘う時は筋骨隆々の巨体になる。また、「食没」も体得しており、その時の体重は1tにも達し、エネルギーを無駄に使わなければ数か月間の絶食にも耐えられるという。
トリコが「食義」の修行をマスターした後、最終修行としてトリコに食没を伝授するが、その直後に千代の食林寺襲撃を察知し千代と全力の闘いを展開するも、彼女が食林寺を裏切った動機を聞かされて動揺し、その隙を突かれて致命傷を負わされた。しかし、千代が去った後、現場に駆け付けた千流の蘇生包丁とトリコが持ってきた「シャボンフルーツ」の効果で一命を取り留めた。
メテオスパイスによる人間界の壊滅後、ライフで千代が一命を取り留めて目を覚ました時には側に居て、涙を流して喜び、彼女と和解した。
第二部では千代と共に援護組の一員に加わっており、エリア7で小松がグルメ細胞と“食欲の悪魔”を宿している事を見抜いて小松達に伝えた。その後、アナザ捕獲の為エリア6に同行し、ブルーグリルのプロジェクトの一環で食没で貯めたエネルギーを使ってGODの肉片を調理した。アナザ調理後は、エリア3でココ達と合流後にフルコースを届ける為に人間界に帰還した。
年齢：不明、誕生日：6月6日、血液型：A型、星座：双子座、身長：150cm、体重：300kg、視力：0.3、足のサイズ：24cm、好きなもの：千代の作った料理、嫌いなもの：無礼者、好きな言葉：礼に始まり礼に終わる。
- 技

食技 スプーン
腕を振り上げ、燃え盛る炎を掬い取ったり、巨大な山をもたやすく刳り貫く事が出来る。また、腕を振るった勢いで空中を高速で移動する事も可能。
スプーンドーム
両手を合わせると同時に両側から出現した巨大なスプーンで自分ごと相手を挟み込み、ロックする事で閉じ込める。本人曰くロックしたら自分以外には開ける事は出来ないらしいが、千代に敗れた際に解除されている。

リュウ
第0ビオトープの新入り職員。元グルメヤクザ組長兼美食屋。
黒い長髪に髭を生やしている鋭い目付きの男で、顔を含む全身に弾痕がある。与作とは旧知の仲で、傷を負った時はライフに来ていたという。
後に与作から「デッカい仕事がある」と誘われ、組長の座をマッチに託し、数名の幹部と共にグルメ界へ旅立ち第0ビオトープ職員に加わり、アカシアのフルコース争奪戦では始まりの大陸でラップと共にナイスニィと対峙する。
年齢：不明、誕生日：10月5日、血液型：O型、星座：天秤座、身長：230cm、体重：200kg、視力：1.5、足のサイズ：42cm、好きなもの：グルメヤクザの組員、嫌いなもの：仁義を通さない存在、好きな言葉：義理人情

アタシノ
声 - 菊池こころ
第0ビオトープ職員の一人。グルメ外科医にして料理人を務め 、さらに美食屋としても実力派の美女  。あらゆる病気やケガを包丁一本で捌き治す天才。
黒い長髪の人物で、口をマスクで覆っており素顔は不明。「アトム」の仕込みを任されている。
第二部の妖食界で再登場した時は右目を負傷しており、ダルマ仙人を看ていた。エアの実食後、初代メルクと共にエリア8の食材を人間界へ運んだ。
年齢：31歳、誕生日：1月4日、血液型：A型、星座：山羊座、身長：162cm、体重：ナイショ、視力：1.5、足のサイズ：24cm、好きなもの：外科手術、嫌いなもの：メスで捌けない物、好きな言葉：鬼手仏心

マリー
声 - 竹内良太
第0ビオトープ職員の一人。グルメ整体師にしてノッキング職人で、内臓の悪い組織をノッキングで止め、適応する食材によって体を回復させる整体術の達人。
丸刈り頭と特徴的な顎鬚を持ち、緑色の道着を着た中年男性。冷静且つ礼儀正しい性格。愚衛門と共にエリア7でドレスと対峙する。
その最中、ブルーニトロの奇襲を受けた時に自身と愚衛門にノッキングを施し仮死状態になり、魂だけの状態でトリコ達と再会を果たす。ペア捕獲後、ノッキングをプキンに解いてもらって復活し、エリア7の食材を人間界に運ぶ事にした。
年齢：不明、誕生日：4月2日、血液型：A型、星座：牡羊座、身長：190cm、体重：100kg、視力：1.5、足のサイズ：29cm、好きなもの：瞑想、嫌いなもの：大騒ぎ、好きな言葉：健康は1日にしてならず

栗坊（くりぼう）
声 - 塩屋浩三
第0ビオトープ職員の一人。「世界最高の鍋職人」の異名を持つ鍛冶屋。
第0ビオトープ職員の中でも一、二を争う大男で垢抜けない田舎風の格好をしており、東北弁の様な訛りのある喋り方をする。彼の作る「栗坊鍋」は、料理人達にとっては羨望の調理器具と言われている。
クッキングフェスでは一龍に頼まれ光才老とは別にクッキングスタジアムに訪れる。NEOの会談を盗み聞きしていた仲梅を捕え、光才老・ザウスと共に節乃と交戦する。
その経緯から彼もNEOの一員かと思われていたが、実際は光才老の裏切りを確信した一龍の指示でNEOに潜入していた二重スパイであり、ジョアが撤退する際、NEOのメンバーが透影に回収されていく中で彼だけは回収される直前に姿を消し、別行動に移った。
第二部のエリア7でカカが拉致された直後にトリコ達の前に現れて、自身のスパイ活動で収集した情報を伝え、次のキャンピングモンスター「亀球」を用意しエリア6の案内を務め、七獣の素材から金の鍋を作った。アナザの調理後、アカシアのフルコースを人間界へ運ぶ為に人間界へ戻った。
年齢：43歳、誕生日：1月7日、血液型：B型、星座：山羊座、身長：285cm、体重：520kg、視力：5.0、足のサイズ：65cm、好きなもの：ちょんまげ、嫌いなもの：裏切り、好きな言葉：パンはパンでも食べられないパンがある。
- 所持道具

偽鍋（ギミックフライパン）
体の一部そっくりに変化する鍋。作中では腕に似せて節乃を拘束したがあっさり潰され解かれた。

タック
声 - 木村雅史
第0ビオトープ職員の一人。ゴロ族の戦士にして美食屋。食の精霊を呼び寄せる「グルメシャーマン」の生き残り。
頭部に羽根飾りを着けた先住民の様な格好をしており、筋肉質な体格とドレッドヘアが特徴の中年男性。
グルメ界に於ける美食會とのアカシアのフルコース争奪戦では、魚料理「アナザ」があるエリア6の星屑の川にてララやラブと共にクロマドと対峙し、重傷を負った。第二部ではブルーグリルで生存しており、再会した珍と千代に声を掛け、国内で行われているプロジェクトと魂の取引について教えた。アナザの調理後、アカシアのフルコースを人間界へ運ぶ為に人間界へ戻った。
年齢：42歳：8月2日、血液型：A型、星座：獅子座、身長：260cm、体重：300kg、視力：1.5、足のサイズ：53cm、好きなもの：星と精霊、パイプ、嫌いなもの：ウソ、好きな言葉：今日は食すにはいい日

メリスマン
声 - 松井菜桜子
第0ビオトープ職員の一人。グルメ文豪にして「美食人間国宝」の一人。
中性的な雰囲気を持つ左目を隠す薄い桃色のショートヘアの色黒の女性。寡黙にして口が悪く、棘のある人物。
グルメ界におけるアカシアのフルコース争奪戦では、ドリンク「アトム」がある知恵熱橋にて桜と共にカリウ・ボンレスと対峙する。
年齢：不明（但し、作中の216年前にブルーグリルを訪れた一龍が彼女の著作を持っていたことから、少なくとも216歳以上と思われる）、誕生日：4月23日、血液型：A型、星座：牡牛座、身長：158cm、体重：45kg、視力：0.1、足のサイズ：23cm、好きなもの：インクの香り、嫌いなもの：バッドエンド、好きな言葉：ペンは剣より強し

マナン
第0ビオトープ職員の一人。グルメ手品師（マジシャン）にして美食屋。
ビンから注いだ酒をコンニャクの様な固体に変えるなど不可思議な能力を見せる緑黄色の肌の痩身の男。初代メルクのか細い声を聞き取る事が出来る。
アカシアのフルコース争奪戦では、グルメの園で与作と共にカイトラと対峙。第二部では、ライブベアラーの口から生存している事が明かされた。
年齢：不明、誕生日：12月3日、血液型：AB型、星座：射手座、身長：168cm、体重：60kg、視力：3.0、足のサイズ：26cm、好きなもの：人の驚いた顔、嫌いなもの：沈黙、好きな言葉：すべては実現可能

ゴブリン・ラモン
声 - 坂巻学
第0ビオトープ職員の一人。グルメ山賊。
髭と凶悪な顔つきが特徴で、手足が長い長身の中年男性。好戦的な性格で、メガロドラスに「何人殺せるか」と誘っていた。
グルメ界に於けるアカシアのフルコース争奪戦では、アカシアの肉料理「ニュース」がある食域の森にてメガロドラスと共にアルファロと対峙する。
年齢：不明、誕生日：3月9日、血液型：B型、星座：魚座、身長：250cm、体重：180kg、視力：0.8、足のサイズ：48cm、好きなもの：勝負事、嫌いなもの：平穏、好きな言葉：伸るか反るか

メガロドラス
第0ビオトープ職員の一人。暗殺者。
目元以外を覆う仮面を常に被っており、素顔は不明。
グルメ界に於けるアカシアのフルコース争奪戦では、アカシアの肉料理「ニュース」がある食域の森にてゴブリン・ラモンと共にアルファロと対峙する。
年齢：不明、誕生日：3月17日、血液型：A型、星座：魚座、身長：210cm、体重：150kg、視力：5.0、足のサイズ：37cm、好きなもの：夜の闇、嫌いなもの：大きな音、好きな言葉：一寸先は闇

桜（さくら）
声 - 千葉進歩
第0ビオトープ職員の一人。武術家にして美食屋。
額に髑髏の様な飾りを身に付け、マントを羽織った青年。丁寧な口調で喋る。
グルメ界に於けるアカシアのフルコース争奪戦では、ドリンク「アトム」がある知恵熱橋にてメリスマンと共にカリウ・ボンレスと対峙する。
年齢：不明、誕生日：3月25日、血液型：A型、星座：牡羊座、身長：175cm、体重：69kg、視力：5.0、足のサイズ：27cm、好きなもの：春、嫌いなもの：騒音、好きな言葉：心頭滅却

ララ
声 - 木村雅史
第0ビオトープ職員の一人。グルメ天文学者にして美食屋。
片眼鏡を掛けている体格の良い男で、グルメ日食の時期の研究をしている。
グルメ界に於ける美食會とのアカシアのフルコース争奪戦では、魚料理「アナザ」があるエリア6の星屑の川にてタックやラブと共にクロマドと対峙し、重傷を負った。第二部では魂を入れ替えられており、その証として仮面を着けていた。アナザ調理後は無理矢理元の身体を取り戻し、ブルーグリルに残ってジャイアントシェルを宇宙船として使う為の研究をする。
年齢：不明、誕生日：2月15日、血液型：A型、星座：水瓶座、身長：190cm、体重：80kg、視力：10.0、足のサイズ：30cm、好きなもの：星、嫌いなもの：花、好きな言葉：紳士的

光才老（こうさいろう）

### ハニープリズン
ラブ

オーバン
声 - 星野貴紀
ハニープリズン副所長。
ドラキュラとフランケンシュタインを合わせた様な外見で見た目は恐ろしいが、性格は良識的で口調も丁寧。ゼブラに執着するラブに頭を悩ませていた。最終決戦後は、トリコとリンの結婚披露宴に出席。美食會のスタージュンとアルファロが来ていた事に驚いていた。

プリコム
声 - 岩崎征実
ハニープリズン看守長。
左目に眼帯を着け、右頬や首筋に弾痕を持つ男。右側がアフロ、左側がストレートで、帽子で隠れている真ん中は禿げているという妙な髪形をしている。囚人には乱暴な態度で接するが、格上の者には礼儀を重んじる。

チュパリー
声 - 嶋田真
ハニープリズン受付係。
コック帽を被り、小さな白目に巨大な鼻、お歯黒が特徴の常に不気味な笑顔を浮かべた男。囚人達の情報を把握している。

## 美食屋
アカシア
声 - 田中秀幸
「美食神」。500年ほど前にこの世の全てを「食破」し、「美食の神」と謳われた伝説の美食屋。学校でもグルメ時代の創始者として彼の事を習う為、その知名度は高明な宗教家や大統領の比では無いとされる。
「GOD」をメインディッシュとするグルメ界各大陸の伝説の食材をフルコースメニューに入れているが、彼の遺志により封印されている。前菜に至っては存在自体が秘匿され、残る7つも名前以外の詳細は伏せられている。
グルメクラゲとグルメ細胞の発見者であり、晩年に全ての食材の頂点に立つ幻の食材「GOD」を発見したと言われる。当時100年以上にも渡って繰り広げられていたグルメ戦争を食によって終結させた功労者でもある。世界最大の神社であるグルメ神社では彼を神として祀っており、フルコースに因んだ食殿が礼拝の順路として用意されている他、本殿には彼の等身大の像が祭られている。
晩年は自らが得た食のいろはを後世に残す為、孤児であった一龍・次郎（二狼）・三虎を引き取り、弟子にしていた。その後、グルメ日食の前にペアを含むブルーニトロに連れられて姿を消し、暫くしてトリコとスタージュンを身籠ったままGODを調理した為に衰弱したフローゼを抱えて帰って来る。三虎を助けて死んだフローゼの墓を立てると、弟子達に最後の教えを説いて、戦争を終わらせる為に旅立っていった。世界に於ける上記の様な扱い等から判る様に、公的には既に死亡したものとして扱われていた。
第二部に於いて生存が発覚。体内にグルメ細胞の悪魔・ネオを宿した異形の姿で、エリア1「最果ての厨房」でブルーニトロ達にネオ完全復活の為の調理を施されていた。フルコースの取り込みが進むにつれ食欲も増進していき、GODの到着を待たずにブルーニトロの元を離れ単独行動を開始した所をドン・スライムに発見されるも、交戦の果てにこれを撃破。その後ペアの要請に従いブルーニトロと交戦していた次郎を殺害し、そのタイミングでGODが覚醒した為これを捕食しにエリア2に向かう。この時点でブルーニトロ達の目的が「GODを含めたフルコースをアカシアに食べさせる事でネオの身体を完全復活させ、その後ネオがアカシアを取り込みグルメ細胞の悪魔として完全復活した瞬間に金の缶詰に閉じ込める事でネオを永久に封印する」であったことが判った。エリア2に於けるトリコ一行及び八王との激戦の末にGODを食し更にネオの身体が復活した後にセンターも実食、このままネオに取り込まれる事でブルーニトロの目的を完遂するかと思いきや逆にネオを取り込み「自身の食欲の行き着く果てである食の理想郷、最果ての地へ向かう」とブルーニトロ達を裏切る事を宣言。同じく自身の食欲を取り込んだトリコと更なる激戦を繰り広げるも、その場に居た全員の食運に加えネオが苦手とする感情である「怒り」のフルコースをも取り込んだ結果、食欲が完全にパンクして敗北。最後はトリコ達に真意を伝えた上でネオを託し、自身は消滅した。
第二部最終盤に於いて、極めて複雑な意図と計画、そして深い愛情を持って行動していた事が発覚した。美食屋として活動中のアカシアは自身の食欲の正体を知る為にこの世の全てを食破するも、なお食欲は尽きず正体も判らないままだった。そんな中グルメ界エリア7に於いて瀕死の重傷を負い、同じく瀕死となっていたブルーニトロ・ペアと互いの細胞を食い合い、その際に自身のグルメ細胞の悪魔がネオである事をペアを通じて知る事となる。ペアからネオの封印計画を聞き当初はそれに賛同するも、「ネオの中に捕食されたブルーニトロの同胞達が生き残っている可能性」「ネオが既に満腹になっている可能性」を感じ取り、それらを解放する事こそが自身の使命であり食欲の正体（ネオが宿った意味）であると信じ、ネオの苦手な味について独自の研究を進める。ネオの食欲をパンクさせる事でブルーニトロ達を解放する計画をペアに打ち明けるも、失敗した時のリスクが高すぎる（満腹になっていないネオが無限の食欲と共にただ自由になってしまうのみ）と一蹴される。その後はペア達ブルーニトロの封印計画に乗っているかのように動きつつ解放計画を捨ててはいなかったのだが、ペアに指摘されたリスクは自身でも認識しており、自分が進もうとしている道が正しいものであるかどうかの確信が持てず苦悩のあまり自身の生死を一龍に預ける程であった。ネオが苦手とする感情が「怒り」である事から、最終決戦に於いてはどの人物からも徹頭徹尾怒りを向けられる様悪人として振る舞う。特にトリコに対しては「純粋な食欲であるネオを相手に怒りを向ける事が出来ない」とトリコの人間性を看破した上でその怒りを焚き付ける様な言動を繰り返していた。上述の通り最終的にネオの食欲はパンクし、ブルーニトロ達やネオが食べ続けてきた食材達も全て生還。結果的に、全てアカシアの計画通りに結末を迎えた形になる。
美食屋時代の戦闘能力等は明らかになっていないが、世界最強級の強者である一龍・次郎・三虎の師匠であることや、特にノッキングマスター次郎のノッキング技術はアカシアが教えたものである事等から、やはりアカシア自身も世界最強級の実力を持っていた事がうかがえる。最終決戦時に於いては、GODを捕食してネオが飛び出る直前の状態で捕獲レベル8000相当、飛び出たネオが捕獲レベル22000相当、そのネオを取り込んだ最終形態が捕獲レベル30000相当であったとされる。
年齢・誕生日・血液型・星座・身長・体重・視力・足のサイズ：不明、好きなもの：フローゼの作った料理、嫌いなもの：戦争、好きな言葉：冒険。
- 技

「裏のチャンネル」ハード
外で経過した1秒が1ヶ月の体感時間に感じる「裏の世界」を発生させる。
美食の手(グルメハンド)
巨大な掌による張り手。
美食の拳(グルメパンチ)
強力な拳による攻撃。
美食の連撃(グルメバイキング)
「美食の拳」を連続で放つ。
美食の仕置き(グルメスパンク)
巨大な掌の形をしたエネルギーを叩きつける。
神の掴み取り
巨大な掌の形をしたエネルギーで握り潰す。
美食の鉄鎚(グルメハンマー)
巨大化させた両腕で叩き潰す。
豪雨 王食晩餐
ネオを食った際、溢れた食欲が「王食晩餐」となって雨のように降り注ぐ。

ゾンゲ
声 - 高木渉 / 志村知幸（ラジオドラマ）
美食屋。原始人の様な毛皮の衣服に髭を生やした割れ顎の男。トリコ達からは毎度の如く「ゾンビ」等と名前を間違われる。
田舎出身の世間知らずで、自身を優れた美食屋だと勘違いしている。ゲームの知識はそれなりにある。トリコの行く先々で数々の自然の脅威や猛獣に出会い酷い目に遭うも、必ず無事生還する悪運の持ち主。
斧を武器に使う。捕獲レベル1程度の猛獣なら単独で仕留められる程度の腕はあり、常人よりはかなり強いが、世間の常識や食材の知識にはかなり疎い。
何かと自分のフルコースを披露したがるが、全品大したものではない（メインディッシュのガララワニでさえ赤ん坊だった）。
常に二人の手下を引き連れている。いつもは手下にすら呆れられる程口先だけの見栄っ張りだが、面倒見が良く手下達のことも見捨てず大切にしている為、憎めない存在として慕われている。
第二部では経緯は不明だが人間界からの援護組の一員として選ばれグルメ界入りするも、エリア7でペアを飲んだ事で女体化してしまう。さらにその姿が猿王の恋人「バンビーナ」と瓜二つで、大陸の猿達から恐れられ、猿王からは亡くなった恋人と間違われて彼から離れられなくなり、エリア7に取り残された。さらにその際、猿王に無理矢理キスをされたが、何故か産声の樹に掛けられた通常の「ペア」が大量に降り注ぐ現象が発生した。GODが現れた時はキッスに連れられ、エリア2へと向かう。最終決戦の直後、彼の持つ食運によってエリア2にセンターの原液が溢れ、闘いで傷付いた者が復活し、三虎が彼の食運をコピーした事で地球再生の切っ掛けとなった。
トリコとリンの結婚披露宴ではデザートとして出されたドドリアンボムの臭いをものともせず美味しそうに食べ、おかわりを要求していた。
アニメでは出番が増えており、ティナと関わる事が多く彼女からは呆れられている。
年齢：27歳（第1章）→31（第2章）、誕生日：7月8日、血液型：B型、星座：蟹座、身長：182cm、体重：100kg、視力：1.2、足のサイズ：28cm、好きなもの：ゲーム、嫌いなもの：危険な事、好きな言葉：イベント発生。
- 技

ゾンゲスラッシュ
斧を縦横に振り回すだけ。
ゾンゲスマッシュ
斧を敵に投げ付けるだけ。
白川周作、坂巻学
声 - 白川周作、坂巻学
ゾンゲの部下。スキンヘッドの白川はゾンゲの煽て役で、逆立った髪の坂巻は二人の突っ込み役。ゾンゲを正しい名前で呼ぶ数少ない人物。
グルメ界編では、ゾンゲに同行してグルメ界へ向かったが、猿王によってゾンゲと共にエリア6に残される。その後、四天王のパートナーアニマル達によってエリア2に連れて行かれる。
次郎（じろう）
声 - 森川智之
白髪をリーゼントヘアにした、マンサムと並ぶ作中随一の酒好きの老人。「ノッキングマスター」と呼ばれている伝説の美食屋。アカシアの二番弟子。
市販されていないオリジナルのノッキングガンを使い、自身の肉体を強化したり、死んで間もない生物の心臓を再び鼓動させる事さえ可能なあらゆるノッキング法を熟知する。普段は小柄で腰が曲がっているが、ノッキングによって強化された状態では筋骨隆々とした大男と化す。グルメ界で登場した時は白髪ではなく黒髪で、外見も若返っていた（これもノッキングの技術によるらしい）。
本名は「二狼（じろう）」。アカシアの弟子になる前は狼王ギネスに育てられニトロも食していた経緯があり「暴獣 二狼」と呼ばれる程の荒くれ者だったらしく、その余りにも強大な力と凶暴な性格を危惧したアカシアにより、腕力の一部を封印され技術を植え付けられた過去を持つ。またアカシアの弟子だった頃に悪さをした罰で崖の上に吊るされた事で高所恐怖症となっている（節乃とコンビになったのもこの頃）。数百年前の四獣襲撃の際はグルメ界にて四獣の本体を発見し、ノッキングで封印した。
現在は引退しているが、作中当初では「フグ鯨」のヒレ酒を目当てに活動していた。デビル大蛇をあっさりとノッキングし、「フグ鯨」を毒化せずに大量に捕獲する等、実力は未だ健在。そのパワーは本気を出せばグルメ界の巨大な猛獣さえも威嚇だけで屈服（本人曰く「威嚇ノッキング」）させてしまう程凄まじく、トリコや小松の命の恩人でもある。彼のフルコースのメニューは未だ世界中の殆どの人が口にした事が無く、捕獲レベルも測定不能。
前述の通り酒好きな為、様々な酒が楽しめる酒豪諸島には多い時では「週8」で訪れる。
クッキングフェスでは、テリーらの報告を受けクッキングスタジアムに現れる。そこで節乃達の窮地を救い、鉄平がジョアに洗脳され自分に攻撃を仕掛けてきた際には普段からは想像も付かない程の形相で怒鳴り付け、メテオスパイスが降り注いだ時は節乃と共に食い止め、人間界が壊滅した後は失意のトリコを励ました。アニメ版ではジョアから節乃を庇い、重傷を負いながらも鉄平と闘い、鉄平のグルメ細胞をノッキングして彼を鎮めた。
グルメ界編では、節乃と共にグルメ界・食没の岬へ赴き、人間界へは二度と戻らぬ覚悟でトリコたちを待っていたが、その後節乃、チチと共にエリア1を訪れ、ネオの分裂に襲われるがビッグバンで宇宙に吹き飛ばす。チチからネオ及びアカシアの事を聞かされ、彼を倒す為に最果ての厨房を訪れるも、アカシアの完全復活を目論むブルーニトロ達に阻まれる。ノッキングを解いて暴獣・二狼としてブルーニトロと対峙し、封印を完全に解いて彼らを圧倒するが、アカシアが乱入した事で戦況が変化。アカシアにフローゼの死で流した涙が真実かどうかを問い正そうとするが、ダメージノッキングを解除された事で地球が何個も崩壊する程のダメージに耐え切れずに死亡した。死後、魂の世界で一龍に自分にはやる事があると諭され、エリア0で鉄平に地球をノッキングする方法を伝授し、ノッキングマスターの名を彼に譲った。
年齢：約500歳、誕生日：2月2日、血液型：B型、星座：水瓶座、身長・体重・視力・足のサイズ：不明、好きなもの：酒、嫌いなもの：高い所、好きな言葉：酒は百薬の長。
- 技・所持道具

威嚇ノッキング
ノッキングで身体を巨大化させ猛獣を威嚇する。
グランドノッキング
拳を地面に叩きつけ、その場にいる者全員をノッキングする。地球の自転が止まりかけるほどのノッキングで、その影響により津波や竜巻といった天変地異を引き起こした。
ビッグバン
右腕に力を集めた一撃。ネオの分裂を宇宙に吹き飛ばす程の威力。
ダメージノッキング
受けたダメージをノッキングするが、体内で生きたまま止まるだけに過ぎず、解除すると自身の肉体に今までのダメージを受けてしまう。
ヘッドシェイカー
対象の頭部を振るう。一振りで絶命を免れない。
ノッキングブレス
息を吐いて対象をノッキングする。
ノッキングダイム
地面を殴り、ほんの数秒間だけ相手の動きを止める
エターナルノッキン
両手で相手を永久にノッキングする。
ミリオンノッキング
四方八方から相手を連続でノッキングする。
狼王の牙（ろうおうのきば）
7本の牙が付いたガントレット。
昇狼（しょうろう） ギネスパンチ
狼王の牙を拳に装着した状態で、宇宙にまで昇っていくという狼の形をしたエネルギーを上空に放つ。

ブちゅポン
フグ鯨を捕獲しに洞窟の砂浜にやって来た美食屋。バンダナと髭面が特徴の男性。トリコとココがデビル大蛇と闘っている隙に猛獣の気を引く為小松を拐い、別のデビル大蛇への生け贄にしたがデビル大蛇に食べられ、死亡する。アニメではデビル大蛇から逃げられたが、逃げた先にいたサソリゴキブリの群れに襲われた。
ブルボ
声 - 大林洋平
美食屋にしてグルメ賞金稼ぎ。短気で威勢の良い性格だが、大したフルコースは持っていないらしい。
アイスヘルの旅路に参加し、他の美食屋共々凍り付いて動けなくなっていた所をトミーロッドに殺害された。アニメではドランカー同様、四獣編のフードパーク広場で生存が確認されている。

ドランカー
声 - 利根健太朗
美食屋。別名「南の島の大食いチャンピオン」。褐色肌でドレッドヘアの髪型を持つ小太りの男。大食い自慢だが、トリコにはまるで敵わないとの事。
アイスヘルの旅路に参加。実はグルメタウンにいた頃からボギーウッズに乗り移られていたが、使えないと判断されカーネルの砕氷船の中で早々に乗り棄てられた。

愚衛門（ぐえもん）

ラップ

マナン

タック

桜（さくら）

ララ

ノッシュ

### グルメヤクザ
リュウ

マッチ
声 - 鳥海浩輔
グルメヤクザ副組長→グルメヤクザ組長。
顔を含む全身に無数の切り傷がある男性。かつてゼブラに戦いを挑んで敗北しており、全身の傷はその時に一撃で付けられたものだという。20代なのだが、厳つい外見や自らを「おじさん」と呼ぶ事からよく中年に間違われる。立場上敵対する者には容赦しないが、義侠心に厚い性格で、トリコとはアイスヘルでの過酷な旅を共にした関係から深い友情で結ばれている。彼も部下達も犯罪都市ネルグの貧しいスラム街の出身。「貧困」こそ子供達を犯罪者に変える最大の悪だと考えており、自らと同じ境遇に育ったスラム街の子供達には様々な食料を恵んでいる。
居合術を主体とした剣術の達人で、「レオドラゴン」の牙で出来ている名刀「竜王」を所持している。「脱力」という技法を持ち、力を抜けば抜く程居合のスピードと破壊力が増す（その反面、身体への負担は大きくなる）。
「センチュリースープ」をスラム街の子供達に飲ませる為にアイスヘルへの旅路に参加。その途中でバリーガモンと交戦し、苦戦を強いられながらも大切な部下達を倒された怒りで勝利した（その後、小松が作ったスープをスラム街に持ち帰った）。後に、グルメ界に旅立った前組長のリュウから指名を受けて新しい組長となる。ネルグ街に麻薬食材をばら撒く地下料理界を止める為にジダル王国に赴き、トリコと再会。グルメテイスティングではディーラーを務め、ライブベアラーの悪足掻きの際、雑魚掃除に一役買った。クッキングフェスでは、観客として小松やライブベアラーの活躍を見守っていた。美食會襲撃時には料理人達と並んで闘うべくグルメ騎士と共に美食會の支部長達と対峙し、愛丸との連携でジェリーボーイを倒した。
グルメ界編では、援護組の一員としてグルメ界へ向かった。そして、小松たちと共にエリア6に残り、アカシアの魚料理・アナザを入手する為に深海のグルメ都市ブルーグリルに到着。珍同様、GODの肉片を調理し、アナザ調理後はフルコースを届ける為に人間界に帰還した。
年齢：28歳（第1章）→32歳（第2章）、誕生日：4月27日、血液型：O型、星座：牡牛座、身長：191cm、体重：88kg、視力：1.2、足のサイズ：29cm、好きなもの：仁義、嫌いなもの：半端な事、好きな言葉：仁義忠孝。
- 技

居合い 三枚下ろし（さんまいおろし）
居合い斬りで対象を三つに切り分ける。
居合い 腹開き（はらびらき）
脱力した状態から居合い斬りで相手の腹を切り裂く。
目打ち 一輪挿し（めうち いちりんざし）
脱力した状態から竜王で相手の関節部分を貫く。
回転 かぶと割り（かいてん かぶとわり）
目打ち 一輪挿しで関節部分を貫いた状態から回して切断する。
一刀両断かぶと切り（いっとうりょうだんかぶとぎり）
竜王を振り下ろして対象を切り裂く。
居合い「竜王一刀両断（りゅうおういっとうりょうだん）」
最高の「脱力」と最大の「怒り」から繰り出される超高速の居合い斬り。

ラム、シン、ルイ
声 - 大林洋平（ラム）、白川周作（シン）、坂巻学（ルイ）
グルメヤクザ構成員。マッチの部下で、彼の事を非常に慕っている。「氷銃（アイスガン）」や「アイスマシンガン」といった冷気を弾丸として撃つ銃火器を持つ。
マッチと共にアイスヘルへの旅路に参加。バリーガモンとの戦いでマッチが「脱力」を完成させる時間を稼ぐ為に奮闘し、心肺停止状態に陥る。しかし極寒の気候が幸いして死後間もなく冷凍保存状態になっていた為、後に与作の手により全員復活した。

### グルメ騎士（ナイト）
愛丸（あいまる）
声 - 野島健児
「グルメ騎士」のリーダー。グルメ悪魔の悪魔を宿しているが、その事はメンバーには内緒にしている。
三つ編みの髪型で両頬に3本の刺青の様な模様がある。トリコとは口喧嘩はするものの昔馴染みで、彼からは「アイ」と呼ばれている。
「病食主義」の人間で、病人の体に宿っている病原体を食べる事でその病人を治す事が出来る。また、体内に100兆は居るという菌を全て病原菌に変える不思議な奥義を使えるらしい。弓矢を武器に持つ。
病原体を食べ続けた結果、その影響で自身が重い病に侵されてしまう。自らの命を自然のままに委ねるというグルメ教の掟に従って一切の治療を拒み、滝丸が持ち帰った天然の薬も拒否して死ぬ覚悟を決めていたが、近い内に「GOD」が出現するらしいという情報を聞き、生きる気力を取り戻して滝丸から薬を受け取った。
その後、粗食の丘で再登場し、元気になった姿をトリコに見せ、口喧嘩をしながらもお互いを認め合っていた。クッキングフェスでは観客としてフェスを観戦していた。美食會襲撃時には滝丸達を引き連れグルメヤクザと共に共闘し、マッチとの連携でジェリーボーイを倒す。
第二部では、援護組として他のグルメ騎士のメンバー達とグルメ界入りし、グルメ粘菌で残りのアカシアのフルコースへのルートを割り出した。この時、クッキングフェスの前にプキンが連れて来た鉄平と接触した事で、菌を寄生させて相手の精神を操る暗技の使い手が存在する事をトリコ達に伝える。そして、小松達と共にエリア6に残ってアカシアの魚料理・アナザを入手する為に深海のグルメ都市ブルーグリルに到着し、金の調理器具の材料である七獣パンドラの岩石を調達した。
アナザ調理後はGOD、センター捕獲のルート検索とジョアの菌対策の為、ジジの采配で四天王、小松と共にエリア2に向かい、GODと対峙する。直後、GODの舌で吹き飛ばされるが、グルメ粘菌と食欲の悪魔に導かれ、センターを捕獲する為ブランチにエリア0に連れて行ってもらい、地球の崩壊を止める為、鉄平をエリア0に連れ込んだ。
食林寺でトリコが来るまでは最後に「シャボンフルーツ」を手に入れた人物でもあり、フルコースメニューは捕獲レベルが非常に低く質素な食材ばかり。
年齢：25歳（第1章）→29歳（第2章）、誕生日：3月3日、血液型：A型、星座：魚座、身長：185cm、体重：77kg、視力：2.5、足のサイズ：28cm、好きなもの：自然にやさしい物、嫌いなもの：食べ放題、好きな言葉：無為自然。
- 技

プリショットルーティーン 千矢の教え
千本の矢を束にして相手に飛ばす。
アルティメットルーティーン
トリコとは違い普段から小食である為エネルギーの消費量が多く、2〜3ヶ月に一回しか使えない。

滝丸（たきまる）
声 - KENN
グルメ騎士の新入りメンバー。
アシンメトリーの髪型をした青年で、ターバンを巻いている。礼儀正しい性格。
幼い頃に「呪い」（グルメ界からもたらされた病気）に侵されていたという過去を持ち、医者からも余命僅かだと宣告されていた。周囲の人間は病気を恐れ彼に寄り付かず、孤独な日々を過ごしていた所を愛丸に拾われ、彼に命を救われる。但し病気自体は完治せず、ウイルスの一部が左目に残ってしまった為、左目全体の色が常人のものとは異なっている（普段は前髪で隠している）。
病に侵された愛丸を治療する薬を買う金を手に入れる為にアイスヘルへの旅路に参加。その途中でボギーウッズと交戦し人間離れした技で苦戦するも、ボギーウッズの弱点である「仙骨」を抜き取り、痛み分けに持ち込む。その後、鉄平に治療され生還。与作から愛丸の為の薬を譲ってもらい、愛丸の下へ帰った。粗食の丘でトリコと再会した時は、エコランドに彼を案内した。
グルメ界編では、愛丸達と共に援護組の一員としてグルメ界へ向かった。そして、小松達と共にエリア6に残ってアカシアの魚料理アナザを入手する為にブルーグリルに到着し、七獣サンゴーレムの胴体を調達する。アナザ調理後はフルコースを届ける為に人間界に帰還した。
年齢：18歳（第1章）→22歳（第2章）、誕生日：3月8日、血液型：B型、星座：魚座、身長：177cm、体重：68kg、視力：0.5、足のサイズ：28cm、好きなもの：教義、嫌いなもの：呪い、好きな言葉：素食。
- 技

プリショットルーティーン
一定の動作を行う事で集中力を高め技の成功するイメージを固める準備行為。作中では技の威力を上げるものと、愛丸から教わった集中力を持続するものがある。
栓抜きショット
プリショットルーティーンで集中力を高めた状態から、両腕を相手の身体に当て骨格や関節を外す高度な技。
コルクスクリュー
栓抜きショット奥義。両腕を相手の身体に当てた状態で回転させて相手の一部の骨を抜き取る。
栓抜きプレス
両肘と膝で対象を挟み込む。
秋丸（あきまる）
声 - 菊本平
グルメ騎士「四季組」の一人。軌道が曲がる矢を放つ事が出来る。
グルメ界編では、愛丸達と共にグルメ界へ向かった。アナザ調理後はフルコースを届ける為に人間界に帰還した。
雪丸（ゆきまる）
声 - 白川周作
グルメ騎士「蒼天組」の一人。
グルメ界編では、愛丸達と共にグルメ界へ向かった。アナザ調理後はフルコースを届ける為に人間界に帰還した。
雷丸（らいまる）
声 - 大畑伸太郎
グルメ騎士「蒼天組」の一人。
グルメ界編では、愛丸たちと共にグルメ界へ向かった。アナザ調理後はフルコースを届ける為に人間界に帰還した。
影丸（かげまる）
声 - 高橋英則
グルメ騎士「葉隠れ組」の一人。
グルメ界編では、愛丸達と共にグルメ界へ向かった。アナザ調理後はフルコースを届ける為に人間界に帰還した。
月丸（つきまる）
声 - 金本涼輔
グルメ騎士「銀河組」の一人。
グルメ界編では、愛丸達と共にグルメ界へ向かった。アナザ調理後はフルコースを届ける為に人間界に帰還した。

## 料理人とその関係者

### 世界ランク100位圏内
ザウス

節乃（せつの）
声 - 雨蘭咲木子 / はやみけい（ラジオドラマ）
世界ランク「2位」。「美食人間国宝」の一人。グルメタウンの外れに「節乃食堂」という小さな店を構えている。
IGO会長の一龍や美食會ボスの三虎とも昔馴染みで、かつては次郎とコンビを組んでいたという伝説の女性料理人。一人称は「あたしゃ」。次郎とコンビを組んでいた為、彼女のフルコースメニューは次郎の食材を調理したものになる。
数え切れない程の食の功績を持ち、「フグ鯨」を世界で初めて毒化させずに捌いたのも彼女である。クッキングフェスでの優勝回数も歴代1位の28回。アカシアや一龍、三虎との出会いは次郎がコンビとして連れて来た事が切っ掛けである。現在は茸の様な髪型とジャージにエプロンというスタイルだが、若い（次郎とコンビだった）頃は触手の様な二房の前髪と、毛皮を巻き付けたワンピース状の服という野生的な風貌だった。
見た目は腰の曲がった小柄な老婆だが、その戦闘能力は次郎を始めとするトップクラスの美食屋にも匹敵する程で、三虎の側近であるアルファロでさえ闘いを避けざるを得なかった。気圧を操る能力を持ち、圧力鍋の様に高圧で食材や生物を一瞬で調理し圧死させる（北斗神拳の秘孔が炸裂したかの様に爆発する）事が出来、逆に低下させる事で相手を酸欠状態にし、空気抵抗が少なくなる事で自身のスピードを上げる事も可能（但しこれは節乃と同等の実力者も速くなる）。
普段は気さくな性格で、「セツ婆」や「せつのん」等のニックネームで呼ばれる事を好む。店は各界の著名人や大富豪達で10年先まで予約が満杯だが、開店するかどうかは「食材（と本人）の気分次第」である為、営業している事は滅多に無い。小松に「料理人が食材を選ぶのではなく、食材が料理人を選ぶ」という料理人としての心構えを諭した。
第50回のクッキングフェスにも参加し、予選第1回戦の「トライアスロンクッキング」ではザウス・ユダと熱戦を繰り広げるが、小松とブランチのコンビに僅差で追い抜かれる。その後の美食會襲撃の際には自身も闘いに参加し、圧倒的な戦闘力で灰汁獣を退散させる。その直後に現れた千代、そして乱入してきたザウス達と激闘を繰り広げる。その後、突如現れたジョアと対峙するが、彼がフローゼの包丁である「シンデレラ」を所持していた事に驚愕する。その直後、彼によって復活したレッドニトロに襲われそうになるが次郎に救われる。
グルメ界編では、次郎と共にグルメ界・食没の岬へ赴き、ジョアや三虎の相手は自分達がしなければならないと語り、この場所でトリコ達を待っていたが、後に次郎やチチと共にエリア1を訪れる。その後は、気圧ドームで人間界を次郎の攻撃で破壊されない様守るが、もう一度地球崩壊級の攻撃が来たら耐えられない程に追い込まれ、アカシアの放った豪雨 王食晩餐が直撃しそうになるも、三虎によって救われる。
年齢：不明、誕生日：12月24日、血液型：O型、星座：山羊座、身長：148cm、体重：ヒ・ミ・ツ♡、視力：5.0、足のサイズ：23cm、好きなもの：次郎ちゃん、ピンク色、嫌いなもの：礼儀を知らん奴、好きな言葉：恋は仕込み。
- 技・所持道具

大圧力鍋（だいあつりょくなべ）
周囲の気圧を操り、多数の敵を圧死させる。作中では技のイメージを見せることで美食會の猛獣の闘争心と忠誠心を圧し折りそのまま退散させた。
気圧の壁
気圧で作った壁で敵の攻撃を防ぐ。
気圧ドーム
気圧で人間界を覆う程の巨大なドームを展開する。自らの命を削るらしい。
滝唾（たきつば）
世界に一本しか無い節乃専用の名包丁。ギザギザ状の刃が特徴で、形状を真っ直ぐに変化させる事も可能。
奥義「味流し（あじながし）」
滝唾を振るい、相手の強力な攻撃を受け流す。作中ではジョアの攻撃に対して使用したが完全には防ぎきれなかった。
クックロード
形状を変化させた滝唾を振るい、上空に螺旋状の一撃を放つ。

ブランチ
声 - 檀臣幸→小西克幸
世界ランク「3位」。別名「天狗のブランチ」。怪奇食堂「天狗の城」のシェフ。　
その異名の通り、天狗の様に高く長い鼻と赤い肌が特徴の男。学ランの様な服を着用し高下駄を履いている。関西弁で喋り、一人称は「ワシ」。グルメ界、妖食界の天狗山出身の妖食三獣士の一人であり、ダルマや河童、鬼等の「化け物」達と共に育ってきた。
クッキングフェス司会であるムナゲから「ゼブラが美食屋の不良代表なら間違い無く料理人の不良代表」と称される様に、ゼブラに負けず劣らずの粗暴且つ自己中心的な性格で、悪知恵も働く。しかし、言動とは裏腹に料理人として食材に対する愛情は深い。主に「怪奇料理」を扱うが、彼の店「天狗の城」は人間界に支店が無い為、たまに人間界で出店する「妖食物産展」やごく限られたアンテナショップでしか料理を食べる事が出来ないが、そうした状況の中でランキング3位にランクインする等料理人としての実力は高い。ランキング上位に入りながらクッキングフェスでは過去に一度しか出場していないが、その一度出たフェスではダントツで優勝する程の実力を持ち、戦闘能力も非常に高い。フルコースもゼブラと同じ様に捕獲レベルはほぼ90台・不明の物ばかりである。
全ての細胞が電気の増幅回路の様になっており、それによって体内に大量の電気を生産し、電撃を自在に操る能力を持つ。電圧は平均1億V（ボルト）、電流は10万A（アンペア）で、放電のスピードは0.1秒程。攻撃・移動の際には秒速200km（約マッハ600）の「先駆放電（ステップトリーダ）」で敵や対象まで空気中に電気の通り道を作り、そこに秒速1万km（マッハ3万）の「帰還電撃（リターンストローク）」を流し込む事で、多数の相手にも一人一人正確に電撃を当てたり、稲妻並の速度での移動を可能にする。一方で自分で電気を生産する事は出来ず、普段は首元に電池を埋め込む事で充電・増幅をしているが、発電所の様に外部からのエネルギーを全て電気に変換する事も出来る。
自分と同じ上位に君臨している節乃達に引導を渡す為に第50回のクッキングフェスに出場。しかしそこで寝坊してしまい、予選第1回戦の「トライアスロンクッキング」から既に出遅れながらもスタートし、同じく全体から遅れていた小松と顔を合わせる。小松を当初は自分がトリコ達から聞いていたイメージと違っていた為侮っていたが、小松が食材の声を聞き、他の料理人に選ばれなかった食材と向き合う姿に感化され、意気投合。そのまま小松を連れて他の料理人を牛蒡抜きにしながらトライアスロンクッキングを1位でゴールした。
美食會襲撃の直前には料理人の中でいち早くその気配を察知し、襲撃の際には他の料理人達と共に美食會を返り討ちにするべく立ち上がる。そして灰汁獣を倒している最中、現れたエルグと対峙。電撃系の技を駆使してエルグを終始圧倒し、その度に再生し電気抵抗を上げて襲ってくる彼に徐々に追い詰められるが、エルグの攻撃のエネルギーを逆に電気に変換して反撃に転じ、勝利する。メテオスパイスで人間界が壊滅した後には、食材の配給の為に妖食界に戻った。
第2部では妖食界を訪れたトリコ達と再会し、彼等と共にアカシアのサラダ・エアの捕獲に向かい、初代メルクが残した包丁でのろま雨の丘に充満していた高密度の空気を捌いた。エア調理後は三虎に依頼されたトリコからの依頼でエアを美食會の新たな本拠地・海山に運ぶ。
その際、アカシアのフルコースが全て揃ったら部下が拐った料理人全員を解放する約束を三虎に取り付け、エリア6でトリコ達と合流した後、ゼブラと共にエリア5へ赴き、アカシアの肉料理・ニュースを捕獲、調理し、残りのフルコースを少量貰って再び美食會の元へと向かったが、三虎とは再会出来ず。
大竹との会話で三虎は戻って来ないと悟って大竹と共にエリア2へと向かい、エリア2でトリコ達と合流した後で地中から出現したGODと対峙。直後、GODの舌に吹き飛ばされた愛丸をエリア0へ連れて行き、エリア0の入口で汲んだ療水で鉄平を回復させる。
年齢：24歳（第1章）→28歳（第2章）、誕生日：4月4日、血液型：B型、星座：牡羊座、身長：227cm、体重：195kg、視力：5.0、足のサイズ：42cm、好きなもの：ケンカ、嫌いなもの：ゼブラ、好きな言葉：ごぼう抜き。
- 技

並列「エレキパンチ」
拳を突き出すと同時に電撃を放ち、複数の相手を消し炭にする。
並列「エレキチョップ」
腕を振り下ろすと同時に相手の頭上に電撃を落とす。
並列「エレキカッター」
電撃を鋭利な刃物状にして多数の相手を同時に切り刻む。
稲妻包丁（いなずまぼうちょう）
電撃を巨大な包丁の形にする。
渦雷微塵切り（うずらいみじんぎり）
稲妻包丁で切り掛かり、相手を粉々の消し炭にする。
風雷鎌鼬（ふうらいかまいたち）
全身から放電させた状態で敵陣を飛び回り攻撃する。
エレキナイフ
放電させた腕で手刀を繰り出す。
奥義 直列大帯電撃（おうぎ ちょくれつだいたいでんげき）
細胞が朽ちない限り相手の身体に帯電し続ける、強大な「直列」の電撃を相手に叩き付ける。使用すると体力の消費が激しい。
体電磁石（たいでんじしゃく）
体内で生産する大量の電気で体全体を磁化する。

ダマラスカイ13世
声 - 菊本平
世界ランク「4位」。年商10兆円のカレー屋「ダマラスカレー」のオーナーシェフで、「カレーの王様」の異名を持ち、右目に義眼を装着している中年男性。物事を食材や調味料に例える癖がある。一龍のフルコース食材の声を聞いた料理人の一人。ザウス・節乃・ブランチ・ユダら他のランキングトップ5の料理人と違い、クッキングフェスでの優勝経験は無い。
四獣進行の際には解毒料理を作る為に節乃・千流・ライブベアラー・つららママ・ルルブー・すみれと共にヨハネスの呼び掛けで小松とユダの下へ現れた。その後、小松によって「薬膳餅」の調理の簡略化が可能になった際にも節乃らと共に自身の「ダマラスグループ」に呼び掛けて大量生産に携わった。クッキングフェスに於ける美食會襲撃時には他の料理人達と共に闘いを開始し、後続部隊襲撃時にニトロに倒されたユダに代わって闘いの指揮を取っていた。
グルメ界編では、援護組の一員としてグルメ界へ向かった。そして、小松達と共にエリア6に残ってアカシアの魚料理・アナザを入手する為に深海のグルメ都市ブルーグリルに到着。料理対決の3回戦でメイメイに敗北。アナザ調理後は、フルコースを届ける為に人間界に帰還した。
- 技

スパイスマジック
両手から特殊なスパイスを放ち相手を怯ませる。

ユダ
声 - 石住昭彦
世界ランク「5位」。グルメタウンのグルメタワー・ナイフビルの最上階に十星の中華風レストラン「膳王（ぜんおう）」本店を構える薬膳料理の重鎮。背中を覆う程の長髪と非常に長い口髭が目立つ痩身の老人で、数百もの特殊調理食材の調理法特許を持つ。
彼のフルコースはゼンの「世界中の人々の病を治す」という想いが詰まった「無敵のフルコース」。ゼンのフルコースの弱点である味の不味さを美味しく調理して改善されている。
かつて不肖と嘆いた天才時代、老師からは天才故に最も大切な事を体得していないとして店の看板を譲って貰えず、何が足りないか悩んでいた所、病に侵された村に辿り着き、薬膳料理を調理して村人達を助けたが、ゼンだけは料理の仕込みを1ミリ間違えた事で救えず、天才故の過信から1ミリの油断をしてしまった事を思い知らされ、この失敗から1ミリの失敗を許さない様になった。
トリコ達四天王とは顔馴染みで、クッキングフェスでは過去2回の優勝経験がある世界でも屈指の料理人。何かに付けて「1ミリ」という表現を多用するため、「1ミリのユダ」とも呼ばれている。食林寺で食義を習得して非常に繊細なシャボンフルーツを短期間で調理出来る様になった小松の才能を高く評価している。
気難しそうな顔付きに似合わず温厚で気さくな人物だが、グルメ界の凶悪な猛獣にも十分に対抗出来る程の戦闘力の持ち主で、初代メルクが作刀した「万能薬刀」という刀を武器に持つ。
グルメ界から全人類を食い尽くさんとして現れた四獣本体が「緑の雨」を人間界に降らせ、数億人の人類が生命の危険に晒された時には解毒の効果を持つ「薬膳餅」の作り方を小松達料理人に伝授した。クッキングフェスに於ける美食會襲撃時には灰汁獣を相手に奮闘し、後続部隊のニトロの攻撃の前に一時戦闘不能となるが、何とか復活し再び戦いに加わる。
グルメ界編では、援護組の一員としてグルメ界へ向かった。そして、小松たちと共にエリア6に残り、アカシアの魚料理・アナザを入手する為に深海のグルメ都市ブルーグリルに到着し、十貝五人衆との料理対決ではコンドルウインドーと1回戦で対決。コンドルがリーフィッシュを自分より速いスピードで調理する中、調理の前に多重力空間を捌く事で調理場の環境を整え、コンドルに勝利する。アナザ調理後は、フルコースを届ける為に人間界に帰還した。
年齢：120歳（第1章）→124歳（第2章）、誕生日：8月27日、血液型：A型、星座：乙女座、身長：202cm、体重：78kg、視力：5.0、足のサイズ：29cm、好きなもの：1ミリの狂いも無い物、嫌いなもの：統一性の無い物、好きな言葉：完璧帰趙。
- 技

一ミリ千切り
万能薬刀を振るい、相手を一ミリの細さに切り刻む。
医食同源（いしょくどうげん）「蘇生切り（そせいぎり）」
万能薬刀で自らの体を切り裂き復活させる。
医食同源 気血アップ
身体の筋肉を肥大させる。
医食同源 阿修羅舞
目にも止まらぬ早業で剣を振り回す。

あんよJr．
世界ランク「6位」。スイーツ店「Prince」のオーナーシェフ。　
「デザート王子」の異名を持つ。ティアラを被った中性的な容姿をした人物。クッキングフェスでは予選で敗退。
- 技

甘味調味料「シュガーカーテン」
特殊な調味料でカーテンを形成し相手の攻撃を防ぐ。

CMゴロン
世界ランク「7位」。レストラン「フリーテイスト」のオーナーシェフ。　
「驚愕のオリジナル料理」の異名を持つ。バイザーを着用している。未知の味が味わえる「オリジナル料理」を扱う。

ぴぴ
世界ランク「8位」。パン屋「Pippi」の代表。　　
「天才パン職人」の異名を持つ。おさげが特徴の童顔の女性。店は世界中から客が押し寄せ7年もの予約を待つという。
クッキングフェスでは予選で敗退。その後フェスを襲撃してきた美食會との戦闘の最中、自身の技で隠れ家を作りそこへすみれ達非戦闘向きの料理人を避難させていた。
- 技

エンジェル酵母 隠れみの部屋
巨大なパンの家を出現させ身を隠す。

倉影（くらかげ）
世界ランク「9位」。ラーメン屋「KURAKAGE」のオーナーシェフ。　　
「ラーメンマスター」の異名を持つ。バンダナと顔の左側にある刺青が特徴の男性。一店舗のみで年商2,000億円を叩き出している。

すみれ
声 - 菊池こころ
世界ランク「10位」。「仲梅料理学校」の給食室室長。
縦ロールの髪型で穏やかな顔付きをしている初老の女性。一龍のフルコース食材の声を聞いた料理人の一人。クッキングフェスでは予選で敗退。

蜜朗（みつろう）
世界ランク「11位」。ケーキ屋「マジックハニー」で働いている。　
「スイーツマジシャン」の異名を持つ。個性的な顔をした小柄な中年男性。クッキングフェスでは予選で敗退。

クララマン
世界ランク「12位」。民族料理「ノスタルジア」のオーナーシェフ。　
「エスニックキング」の異名を持つ。今最も勢いがあると言われるコックで、目が隠れる程大きいターバンを頭に巻いている。

ホリス
世界ランク「13位」。串焼き屋「三つ串」の店長。「串使い」「三つ目のホリス」の異名を持つ。
横一列に並んだ三つ目と三つのレンズが付いたサングラスが特徴。その三つ目で同時に数百本の串を焼き上げるという。1本1万はするという「光の串」を持つ。
- 技

三眼 光速串打ち（さんがん こうそくくしうち）
無数の光の串を相手の全身に突き刺す。

わぶとら
声 - 川田紳司
世界ランク「14位」。渇揚げ料理「オイルキング」のシェフ。　
「油使い」の異名を持つ。渇色肌に福耳、スキンヘッドが特徴の男性。良識的且つ礼儀正しい性格。本も書いており、『きさまと俺は水と油』というタイトルで発売し、小松からも愛読されている。フルコースメニューは全て油物で統一されている。
油を自在に操り、水面をスピードスケートの如く移動する事が出来る（アニメでは更に手から油を出す事が出来る他、汗が油となっている）。
グルメ界編では、援護組の一員としてグルメ界へ向かった。そして、小松たちと共にエリア6に残ってアカシアの魚料理・アナザを入手する為に深海のグルメ都市ブルーグリルに到着する。料理対決の2回戦でピクニックボンバーに敗北。アナザ調理後は、フルコースを届ける為に人間界に帰還した。
アニメでは、原作のクッキングフェスに先駆けて登場。店の厨房のモルス油を調達する為にデスフォールを訪れ、同じくモルス油を捕獲する為に訪れたサニーと遭遇するが、彼の発言に激怒してどちらが先にモルス油を手に入れるか競う事になる。油で滝の水を弾く事は成功したが落ちてきた岩を防ぐ事は出来なかった為、結局サニーにモルス油を分けて貰った。クッキングフェスでは予選二回戦の「天秤デスクッキング」で小松と対決するも、敗北。原作と異なり油に関する表現を多用し、手から油を出す事も出来る。
- 技

奥義「油田揚げ（ゆでんあげ）」
相手を油でこんがりと揚げダメージを与える。
秘技「油差し」
アニメオリジナル。自転車の車輪に油を差して、加速する。
秘技「油攻め」
アニメオリジナル。温度が急激に上がる油を使用して素早く料理を揚げる。

千流（ちる）
声 - 渕崎ゆり子
世界ランク「15位」。十星の料亭「雲隠れ割烹」の現在の料理長。
忍者のような格好で覆面を着けた女性で、常に礼儀正しい敬語で話す。「繊細料理」を扱う。
暗技「蘇生包丁」を初歩程度ながら習得している等、料理人としての実力は高い。一龍のフルコース食材の声を聞いた料理人の一人。
クッキングフェスに於ける美食會後続部隊の襲撃時には、他の料理人達と共に灰汁獣に立ち向かった。
グルメ界編では、援護組の一員としてグルメ界へ向かった。そして、小松達と共にエリア6に残ってアカシアの魚料理・アナザを入手する為に深海のグルメ都市ブルーグリルに到着する。料理対決の5回戦でアサルディーと勝負するが、勝負が中断された為に決着は着かず。アナザ調理後は、フルコースを届ける為に人間界に帰還した。
- 技

食技「荒波切り（あらなみぎり）」
使用する前に不発に終わった為、技の全容は不明。
食技「桜花乱舞（おうからんぶ）」
アニメオリジナル。両手で包丁を振るい、無数の斬撃を放つ。

ゆうじ
世界ランク「16位」。「グルメ横丁」にある八ッ星のホルモン焼きの店「土竜」の店長。　
「ホルモンの達人」の異名を持つ。捻り鉢巻をした角刈りの中年男性。クッキングフェスでの美食會後続部隊の襲撃時には力也と共にグルに捕獲されてしまう。

ライブベアラー
声 - 大塚明夫
世界ランク「17位」。グルメカジノのオーナーで、違法料理や麻薬食材を専門に取り扱う「地下料理界」のボス。
全身に刺青をいれた桃色の肌の巨漢。常に不気味な笑顔を浮かべており、オネエ言葉を喋る。裏VIPエリアの賭け（ゲーム）で倒した者の脳から「食歴」の記憶を奪い、食材を脳からデータで食べる偏食家。性格は卑劣で、勝つ為ならイカサマをも厭わない。
IGO料理人ランキング上位に入る一流の料理人でもあるが、それは数多の料理人の脳から盗み取った技術力による所が大きい（アニメではエレキバナナの毒抜き方法も知っている）。その過程で、一龍のフルコースのメインディッシュであるビリオンバードのデータも食した事がある。また、身体にも様々な改造を施しており、格闘能力も高い。
互いの記憶を賭けてトリコ達に食の神経衰弱・グルメテイスティングを申し込み、イカサマで優勢に立っていたが、ココの巧みな誘導でゲームに敗北。逆上して襲い掛かるもあえなく敗北を喫する。しかしその後、小松の「メテオガーリック」の調理の過程でひたむきな彼の姿を見た事で若かりし日の自身の姿を思い出して改心し、真っ当な料理人として出直す事を決める。そしてグルメカジノの経営権をグルメヤクザに譲渡した後、地下料理界総出で王国の治安維持に携わる。
クッキングフェスに美食會が襲撃してきた際には灰汁獣を相手に闘っていたが、後続部隊襲撃時に襲ってきたニトロに攻撃を仕掛けるも返り討ちに遭い、身体を真っ二つに引き裂かれてしまう。その際、再生屋が即座に応急処置をした事や瞬時に痛覚を麻痺させていた事もあり、一命を取り留めたが戦線離脱になった。
グルメ界編では、援護組の一員としてグルメ界へ向かった。そして、グルメ日食が起こる一ヶ月以内にアカシアのフルコースを全て揃える為に、サニーと共にエリア4へ向かい、アカシアのデザート・アースを入手した後で小松たちと合流し、フルコースを届ける為に人間界へ帰還した。
年齢：32歳（第1章）→36歳（第2章）、誕生日：10月28日、血液型：B型、星座：蠍座、身長：260cm、体重：330kg、視力：1.2、足のサイズ：55cm、好きなもの：賭け事、嫌いなもの：損、好きな言葉：損なく得取れ。
- 技

闇料理「ドーピングクッキング」
両手に持った刀で相手がミンチになるまで切り刻む。
ブレインカット
相手の頭部を狙って包丁で切りつける。作中ではニトロに対して使用したが通用しなかった。

零春（れいしゅん）
世界ランク「18位」。十星中華料理「零」の店長。　
「中華の皇帝」の異名を持つ。水色の中華服を着た美形の男性。彼の持つフルコースに私財を使い果たす程のめり込むグルメ家が後を絶たないという。
クッキングフェスでの美食會後続部隊の襲撃時にはザラギラに捕獲され、檻獣に放り込まれてしまう。

タイラン
声 - 菊本平
世界ランク「19位」。IGO非加盟国にある「毒の巣」の店長。
「毒料理のタイラン」の異名を持つ。色黒の肌で左頬と鼻には十字の傷があるワイルドな風貌の男性。ライブベアラーの知人で、IGO非加盟国の人間でありながらIGO料理人ランキングに入る程の実力を持つ。「毒料理」を扱い、フルコースメニューは毒関連の食材で統一されている。
四獣本体が降らせる「緑の雨」の毒を3時間のみだが遅延化する方法を知っており、四獣の襲撃の際には小松達料理人が前述の薬膳餅を完成させるまでの間、テレビ放送の画像を通して「緑の雨」の毒に汚染された人々に毒を遅延化する方法を教える活躍を見せた。
第二部では、援護組の一員としてグルメ界へ向かった。そして、グルメ日食が起こる一ヶ月以内にアカシアのフルコースを全て揃える為にココと共にエリア3へ向かい、アカシアのドリンク・アトムを入手した後で小松たちと合流し、フルコースを届ける為に人間界へ帰還した。
- 技

デトックスナイフ
複数の対象を同時に切り付ける。

原（げん）ちゃん
声 - 梅津秀行
世界ランク「21位」。おでん屋「原ちゃん」の店主。　
「煮込みの革命爺」の異名を持つ。頭にバンダナを巻いた非常に立派な黒い口髭を持つ小柄な老人。店は20kmの行列が出来るという。フルコースメニューはおでんの具材で統一されている。
クッキングフェスでは予選で敗退。
- 技

爺の爺の爺の代からの継ぎ足し汁
相手の鼻に浴びせて気絶させる。

ルルブー
声 - 下山吉光
世界ランク「22位」。グルメタウンのグルメタワー最上層階312階にある七ッ星の料亭「ガッツ」のオーナー。目が隠れる程の太い眉毛と立派な口髭が特徴の小柄な老人。

モー
世界ランク「23位」。鉄板焼き「神鉄」のオーナーシェフ。
料理だけでなく高い実力を持つ世界ランカーの料理人で、太めの体型とカイゼル髭が特徴の中年男性。「鉄板の魔術師」の異名を持つ。クッキングフェスにも出場し、決勝トーナメントにも勝ち残った。

コプリ子（こぷりこ）
声 - 田野アサミ
世界ランク「24位」。ゲテ物料理店「はらわた」のオーナーシェフ。　
「ゲテ物女王」の異名を持つ。褐色肌に露出度の高い格好をした女性。フルコースメニューはゲテ物系で統一されている。
- 技

ギロチンスライス
上から複数の斬撃を降らせ対象を切断する。

ダリン
世界ランク「25位」。ジャイアントレストラン「ジャンボフード」のオーナーシェフ。高い鼻を持つ大柄な男。「巨人料理」を扱う。

こゆび
世界ランク「26位」。歌料理「カラオケ食堂」店長
「シンガーシェフ」の異名を持つ。捻り鉢巻とサングラスが特徴の色黒の中年男性。異名の通りシンガーも兼任しているがファンは「皆無」らしく、その代わり料理人としてのファンは数億人との事。

アッポロ

マミ
世界ランク「29位」。「竜宮塔」のオーナーシェフ。　
「海中レストランの先駆者」の異名を持つ。口に布を巻きマントに身を包んだ赤い肌の人物。滅多に公には出ないと言われる料理人で、魚介系の美食屋・マッキーをコンビに持つ。泳ぎが得意で自ら漁に出る事もある。「海中料理」を扱い、フルコースメニューは魚介系で統一されている。

力也（りきや）
世界ランク「30位」。300年の歴史を持つ寿司の名店「魚奇」で働いている。　
　「にぎりの達人」の異名を持つ。顔の右側に大きな傷があるパンチパーマの男性。店では特殊調理食材を多く扱っている。
クッキングフェスでの美食會後続部隊の襲撃時には、ゆうじと共にグルに捕獲されてしまった。

つららママ
声 - 茂呂田かおる
世界ランク「31位」。スナック「つらら」の大ママ。
京言葉で話す和装の女性。首とこめかみには、小さなボルトのようなものが数点埋め込まれている。元々は腕利きの美食屋。
- 技

つららママのほろ酔い漬け
一瞬で相手を泥酔状態にさせる。

トン
世界ランク「33位」。「マッハ」店長。
「マッハクッキング」の異名を持つ。非常に高く逆立った金髪が特徴の細身ながらも筋肉質な体型の男。一人称は「オイラ」。料理のスピードスターであり、四獣が進行してきた時、自分が居れば更に倍の数の薬膳餅を作れたと豪語していた。身体能力も高く、クッキングフェス予選の「トライアスロンクッキング」のスイムでは、節乃・ザウスと共に先頭集団を泳いでいた。

神笊（かみざる）
声 - チョー
世界ランク「34位」。「神蕎麦」店主。
「そば仙人」の異名を持つ。「コク」のある（小松曰く説得力のある）顔をした老人。

まくべえ
声 - 坂巻学
世界ランク「38位」。「たいしょう」店長。
「おにぎり大将」の異名を持つ。その異名の通りおにぎりの様な顔立ちをした巨漢。
クッキングフェスでは決勝トーナメントでムハンと闘う予定であった。美食會襲撃後は灰汁獣達を撃破していたが、背後からニトロの攻撃を受けて重傷を負った。アニメでは一人称が「ぼく」で、語尾に「なんだな」をつけて喋る。
- 技

結びの一番
アニメオリジナル。対象に突っ張りを放って吹き飛ばす。
おにぎり拳(こぶし)
アニメオリジナル。おにぎり形のオーラを握って放つ。

ムハン
世界ランキング「40位」。ソルトレストラン「塩味」のオーナーシェフ。
「ソルトマスター」の異名を持つ。ピエロの様な服を来た丸眼鏡の男性。使い調味料は塩のみで手品の如く多彩な食材の旨みを引き出すが、性格は砂糖の様に甘い。決勝トーナメントでまくべえと闘う予定だったが、美食會総本部に拉致された。

フトモ
世界ランキング「41位」。「青空コロニー」店長。
「BBQクイーン」の異名を持つストラップレスドレスの様な衣装を着た短髪の女性。クッキングフェスでは予選で敗退。その後は美食會総本部に拉致され、三虎に料理を作る事を拒否した。

ニース
世界ランキング「48位」。ベビーフード「baby baby」店長。
左目以外、頭が頭髪で覆われた人物。決勝トーナメントでアッポロと闘う予定だった。

カマ婆
声 - 金田朋子
世界ランク「54位」。　
「みそ汁オババ」の異名を持つ。「ヒッヒッヒ」という不気味な笑い方が特徴の老婆。小松やわぶとらを怖がらせた。

ねり丸（ねりまる）
声 - 梅津秀行
世界ランク「56位」。　
「ド根性うどん」の異名を持つ。ドレッドヘアと細目が特徴の大男。一人称は「おいどん」。

アーン
世界ランク「73位」。　
「スモークマスター」の異名を持つ。軍服の様な服を着た壮年の男性。葉巻を銜えている。
クッキングフェスでの美食會襲撃時には煙幕を辺りに張り撹乱させていた。

#### 元世界ランク100位圏内
千代（ちよ）
元世界ランク「5位圏内」。

大竹（おおたけ）
元世界ランク「99位」。

### その他の料理人及び料理人関係者
フローゼ
声 - 水樹奈々
「神の料理人」と呼ばれるアカシアのパートナー。現在は故人。
黒い短髪の女性。一龍は小松からフローゼに似た雰囲気を感じている様子。またアカシアの三弟子には母親の様に接し、世界中の飢えた人々に食材を配給していた。
トリコとスタージュンの実の母親であり、二人を身籠った際、二人を自らの母体から胎盤ごと取り出し、裏の世界で包み込み、分厚い食運と数百年分の栄養を込めて海に流した。
500年前、飢えて倒れていた三虎を拾い、彼に食の「施し」をして救った事で三虎から母親の様に慕われていた。ある日、アカシアと共にブルーニトロに連れられて姿を消し、帰って来た時には世界戦争を止める食材を調理した所為で酷く衰弱していた。それを見て自分を助ける為に療水を取りに行き、その際にデロウスに重傷を負わされた三虎を助けようと、衰弱した体で無理をしてグルメ細胞の力による料理をして食事を作ったため致命的なダメージを負い、まな板の前で包丁を握った状態で死亡した。死後、失意の三虎が彼女の墓に療水を与え続けたが、フローゼはアカシアの中に潜むネオを畏れ、アカシアの目的に賛同出来なかったのか蘇生する事を拒んだ。そしてフローゼの身体にジョアの魂とグルメ細胞の悪魔が乗り移る事でジョアが復活した。最終決戦では魂の世界でネオが今まで食った食材を調理。トリコとリンの結婚披露宴ではアカシアと弟子達と食卓を囲んでおり、三虎を食卓に誘った。
年齢・誕生日・血液型・星座・身長・体重・視力・足のサイズ：不明、好きなもの：皆で囲む食卓、嫌いなもの：食糧難、好きな言葉：家族。

ペン
声 - 松山鷹志
散髪と食事を同時に行える店「バーバーグルメ」を経営する中年男性。
切った髪が食事に掛からない程の腕前を持つカリスマ美容師であると同時に、料理人としても小松が感心する程の腕前を持つ。その為、散髪よりも食事目当ての予約で一杯だが、本人は料理よりも美容師としての腕前を買ってもらいたい模様。
アニメ版では散髪と食事はセットメニューとしており、食事のみの来店をお断りしている事やマッサージも上手く、髪質と色だけで客の状態が分かる事が判明した。

のの
声 - 菊池こころ
「節乃食堂」のただ一人のスタッフ。小松曰く年齢は20歳ぐらい。節乃の事は「先生」と呼んでいる。
寝惚けた様な顔をした無口な少女だが、食材の鮮度を保ったまま瞬間冷凍出来る能力を持ち、巨大な「鍋池」を一瞬で凍らせ、人間界の食糧難に備えて500m程の氷山に食材を冷凍保存していた。薬膳餅の件以降、小松に対して憧れを抱いている様な描写が見られる。
第二部では、人間界からの援護組の一員としてグルメ界へ向かった。エリア8では、トリコ一行の跡を追う為にエリア7への道を海を凍らせる事で作り、エリア6に同行する。そして、小松達と共にエリア6に残り、アカシアの魚料理・アナザを入手する為に深海のグルメ都市ブルーグリルに到着。料理対決の4回戦でカキノキッシュに勝利する。アナザ調理後はフルコースを届ける為に人間界に帰還した。

モンチー
声 - 家中宏
世界ランク「2714位」。客の求める食材を探し当てる「食の占い師」で、トリコの知り合い（アニメ版では初対面）の寿司職人。
覆面レスラーの様な格好をした男（調理中には何故か覆面がズレて自身の素顔がバレない事に気を使っている）。非常に口が悪く、誰に対しても「アホ」を立て続けに連発しながら罵倒するような口調で喋る。実は5つ子の一人で、兄にエコランドの村長「ノンチー（声 - 家中宏）」がいる（こちらは「バカ」が口癖）。
スキルガーデンに寿司屋「占い鮨」を構える。彼の作った恵方巻きが倒れた方角に恵方巻きを食べ進めば望みの食材の下へ辿り着けるが、材料は依頼者が自分で持って来なければ作ってくれない。
食林寺を探す為にトリコ達がマダムフィッシュを始めとした大量の食材を持って来た事で、丸2日掛けて超巨大な恵方巻きを完成させた。クッキングフェスでは「トライアスロンクッキング」のスタートの合図を務めた。
- 技

モンチープレス
ロープの上から飛び上がってからのボディプレス。寿司の仕込みに欠かせない基本技。
モンチーハイパーバックドロップ
バックドロップ。これでも立派な調理であり、モンチー流の食材への感謝、愛情表現。
モンチーラリアット
対象をロープに跳ね返らせてからのラリアット。
海苔巻きスープレックス
海苔を巻くためのスープレックス。

千輪（ちりん）
声 - 野田順子
「雲隠れ割烹」の従業員をしている小太りの少年。千流と同じく忍者の様な格好だが、態度は乱雑で実力も大した事は無い。

ジョア

アタシノ

仲梅（なかうめ）
声 - 高橋直純
かつて小松と大竹と共に修行していた料理人仲間。名門料理学校「仲梅」の御曹司。第二部では名前が「中梅」になっている。
坊主頭の小柄な青年。渾名は「梅ちゃん」。「仲梅料理学校」に在籍しているすみれの事も小さい頃から知っており、彼女を「すみれおばさん」と呼んでいる。
現在はグルメツーリストのマーマイ・モイの下で専属の料理人をしており、小松が料理人ランキング88位にランクインした頃にグルメ宇宙旅行からモイと共に帰還し、その後のクッキングフェス会場で小松と再会する。美食會襲撃時にはモイ達NEOのメンバーの会話を聞いてしまい、その直後に栗坊に捕えられてしまった。そのままNEOに拉致された様で、グルメ界編では茂松たちNEOメンバーと行動を共にしている。また、ダイニングプラネットへの道が複数見えている等、高い食運を持っている模様。何故かジョアの菌で洗脳されておらず、エリア1で目撃したアカシアとネオのあまりの恐ろしさに頭髪が白くなっていたが、ジョアの洗脳を逃れた鉄平と共にアジトを脱出する。その道中、ジョアが使用していた金の調理器具を手にした事で勇気を奮い立たせ、小松、大竹と共にGODを調理する。最終話では自身の料理学校で教師を務めており、GODを調理したという先生目当てに生徒が殺到した。
年齢：不明、誕生日：6月6日、血液型：A型、星座：双子座、身長：158cm、体重：50kg、視力：2.0、足のサイズ：24cm、好きなもの：梅干し、梅の花、嫌いなもの：気疲れする場所、好きな言葉：三人寄れば文殊の知恵。

## 再生屋
鉄平（てっぺい）
声 - 小野坂昌也
フリーの食の再生屋（グルメリバイバー）。緑色のリーゼントヘアと顔の傷が特徴的な若者。次郎の血を引いており、かつてはゼブラの逮捕に貢献した程の実力者。
自他共に認める非常なお喋りで、うっかり口を滑らせ致命的なミスをする事が多々ある。その為、「口は災いの元」を信条にしているが上手くいっていない上に字も汚い（アニメ版ではそれに付け加えて絵も絶望的に汚く、アニメ117話のおまけコーナーにて彼の描いた絵日記を問題の題材に用いており、解答時にユンがその汚い絵日記を見てショックを受けていた）。
再生屋として高い実力を持ち、様々な薬や急速成長する薬草の種を所持している他、指先に刃や注射器を仕込んでいる。次郎と同様猛獣への豊富なノッキング技術も持っている。
昔はよく次郎に連れられて狩りに行っていたが、土地と食材が死んで変わり果てた思い出の場所に落胆した次郎の表情を見て、食材を保護する再生屋の道を選んだ。それ故食材や生き物の命に対する思いは強い。
節乃の依頼を受けた与作の代わりとして、アイスヘルに「センチュリースープ」の調査にやって来た。初登場時は正体を隠す為、緑の仮面とスーツで素顔を隠していた。
トリコ達四天王と四獣の闘いではいち早く四獣本体の存在を察知し、本体が出現した際にも他の再生屋達と協力して周囲のビルを護る等の活躍を見せた。その後トリコ達に本体を操る黒幕の存在を伝えてからその黒幕・ジョアを追跡し、追い付いた所で逆に殺されそうになるが、そこへ警戒網を敷いていたプキンを含む再生屋達が駆け付けた事で命拾いをする。しかし、この時ジョアによって顔に傷を付けられており、助けられた時点ではまだ何ともなかったが、後のクッキングフェスでは洗脳されてNEOの一員となっており、ジョアと共にクッキングスタジアムに現れゼブラを縛り樹で拘束、メテオスパイスで人間界が壊滅した後、NEOの本部に移った。
第二部では裏の世界（チャンネル）を出入りする様になっており、トリコ達がエアを捕獲した直後に気配も無くいきなり空間から現れ、小松の心臓を抜き取り、握り潰した。そして茂松達を瞬殺する程パワーアップしたトリコの実力を知り、ジョアに報告する為に撤退した。
この事に関して、プキンはグルメ細胞の悪魔を発動させるには肉体にかなりの負担が掛かる為、鉄平は小松がグルメ細胞の悪魔の負担に耐えられる様にする為、小松の心臓を一度潰し、より強い心臓に再生させたと推測している。実はジョアに操られておらず、ジョアの持つ金の調理器具を持ち帰り、仲梅と共にNEOのアジトを脱出する。そしてエリア2のトリコの元に現れ、彼に小松の心臓を奪った事を弁明し、ブルーニトロの相手を引き受け、アトムにウチューリップを植え付けて戦闘不能に追い込む。その後愛丸に連れられ、次郎の魂の手伝いもあって地球の崩壊をノッキングで止め、ノッキングマスターの名を受け継いだ。
アニメのクッキングフェスでは自身にノッキングを施し、次郎、節乃と対峙し彼らを圧倒するが、次郎によってグルメ細胞をノッキングされ、戦闘不能となる。ジョアの洗脳が解けたかは不明。
年齢：27歳（第1章）→31歳（第2章）、誕生日：6月18日、血液型：A型、星座：双子座、身長：189cm、体重：85kg、視力：2.0、足のサイズ：28.5cm
- 技

インパクトノッキング ミディアム
指先に全神経を集中させ、鋭い打撃と共に相手にノッキングを繰り出す。
ウェルダン
インパクトノッキングを連続で繰り出す。
ネイル注射
下記のプロテクトツリーの強心作用を含んだ葉の汁を搾り、それを指先の注射器に染み込ませ気絶している相手に指して目覚めさせる。
茨の縛り樹
グルメ細胞の腕の茨で対象を拘束する。
- 所持道具及びそれによる技

プロテクトツリー
所持している「営林の種」を巨大な植物に急成長させ、対象物の保護や足場代わりに使う。
アンブレラツリー
巨大な樹木を急成長させ、傘代わりに使う。作中では四獣本体が降らせた「緑の雨」を防ぐ為に使用した。
遮音の樹（しゃおんのき）
音による攻撃を防ぐ樹を急成長させる。
耐震の根（たいしんのね）
強い振動に堪える根。遮音の樹と合わせて使用した。
縛り樹（しばりぎ）
耐震の根で相手を拘束する。
茨の縛り樹
茨で相手を拘束する。
ウッドスピア
木の根の様に変化させた腕で突く。
ウッドスペース
キャンピングモンスターの安全場所をヒントに作った安全地帯。
ウチューリップ
読者投稿の植物。対象の養分を吸って急激な勢いで育ち、宇宙まで伸びて花を咲かせる美食の花(グルメフラワー)で、放って置けば地球をも滅ぼしかねないS級の危険植物。
ジョアの船から奪った。

エツル
タンクトップと坊主頭が特徴の筋肉質の再生屋。他人の握ったおむすびを食べないほどの潔癖症。
クッキングフェス編ではニトロの目を眩ますため、日光蛍を使用した。

キュルム
前方に曲がった前髪が特徴の再生屋。サインの際は前髪を筆代わりに使う。
クッキングフェス編ではニトロによって上半身と下半身を真っ二つにされたライブベアラーの身体を体糊で接合した。

与作（よさく）

カイトラ

プキン
声 - 永野愛
ライフのすぐ近くに研究所を構える再生屋。モーヤンシャイシャイの弟子。
丸眼鏡を掛け三つ編みの髪型をしている女性で、4本の腕を持つ。
四獣が四天王に倒された後、裏で暗躍していたジョアを他の再生屋と共に捜索しており、彼を追跡しており殺されそうになった鉄平を助けた。
第二部では、援護組に加わっており、エリア7で仮死状態になった愚衛門とマリーを復活させる。そして、小松達と共にエリア6に残り、アカシアの魚料理・アナザを入手する為に深海のグルメ都市ブルーグリルに到着。
磁貝に残り、ユンの安全場所から裏の世界の時間の流れの遅さを解明し、後に金のエプロンを作った。アナザ調理後は、フルコースを届ける為に人間界に帰還した。

モーヤンシャイシャイ

ディナー

閻魔大王イカ

## 美食會
三虎（ミドラ）
声 - てらそままさき（幼少期:皆川純子）
美食會ボス。アカシアの三番弟子。
全身を覆う程に長くうねった黒紫色の髪が最大の特徴。茶色の顎髭を生やしている。生まれつきグルメ細胞を持っており、その影響で両目の下に縦型の大きな傷がそれぞれ三本ずつ付いている。一龍・次郎とは兄弟弟子の関係とされるが、彼等よりも若々しい外見を保っており、かつては一龍の事を「兄者」と呼んでいた。虚無的な面があり、それは「センチュリースープ」を以ってしても笑顔にはならない程。
「万物は全て餌」と豪語し、自身の伸縮自在で強靭な舌を操り、あらゆるものを一瞬で食らい尽くしてしまう。驚異的なミラーニューロンの才能を持ち、人の動きや技を真似する事に長け、カメレオンの様に体色を変えて周りの景色と同化して自身の姿を消す事が出来る。また、トリコ達四天王が4人がかりで発動した「王食晩餐」も一人で使用する事ができる。
世界中のあらゆる食材を牛耳る為に「GOD」を狙っている。底知れない食欲の持ち主で、近年は「GOD」の到来を示すグルメ日食が近付いているのを察して、急激に食欲が増している。彼の居城はグルメ界にあり、そこへ行ける者は部下達の中でもごく限られている。
グルメ戦争の時代に家畜（赤毛ブタ）の餌として生まれるが、生まれつきの天性の「捕食者」だった為喰われず、逆にその家畜の乳を吸って生き延びていた。そのため人々から異質な存在として畏怖され殺されそうになり、自身も人間への強い恨みを抱きながら食材を強奪し生きてきた。
しかし戦争が長引き食糧難が激化した事で奪い取る食材が無くなり、空腹が限界に達して倒れた所をフローゼに拾われる。そして彼女から食の「施し」を受け救われた事でフローゼを母親の様に慕い、同時に彼女のパートナーであるアカシアやその弟子の一龍、二郎とも打ち解け、アカシアから「三虎」と名付けられた。それから10年近くもの間、家族として彼らと共に黄金の様に輝いた日々を送っていたが、心の奥底にある憎しみの感情は消えておらず、フローゼが本来の自分の料理を悉く捨てて高級食材を求める民衆の為に偽って料理し続ける事や、彼女の「食を分かち合う大切さ」の考えを理解出来ずにいた。
ある日、アカシアとフローゼがブルーニトロに連れられて何処かに行ってしまい、グルメ日食が終わった頃に帰ってくるが、その時フローゼが世界戦争を止める食材を調理した所為で衰弱しているのを見て、彼女を助けようとフローゼの制止も聞かずに療水を採りに行った。しかしその場所はデロウスの子孫の棲家だった為瀕死の重傷を負わされ、水を汲んで帰ってきた時に倒れてしまい、フローゼは彼を助けるべく衰弱した体で無理をしてグルメ細胞の力による料理をした為に致命的なダメージを負って死亡してしまう。
そしてアカシアが一龍達に「フローゼの分まで生きろ」と言い残し旅立っていった以降は、深く悲しみながらフローゼの墓に汲んできた療水を与え続けた。その後、突如世界戦争が終わって世界中が歓喜に湧き上がる中で、フローゼの死は戦争をし続けた人間の所為だとして、人間に憎しみを抱く様になる。
クッキングフェス編ではアカシアのフルコース回収の為にグルメ界で第0ビオトープ職員に幹部を差し向ける。自身は一龍と激闘を繰り広げ、一龍の「マイノリティワールド」を会得し勝利を収める。「メテオスパイス」を降らせて人間界を壊滅させ、ブルーニトロのエアに殺害された一龍をミリオンの樹を墓標代わりに、食没の花を献花の代わりに食没の岬に葬った。
その後、壊滅寸前の美食會総本部に戻り、拐われた千人の料理人に自分を満足させる料理を作れたら人間界への帰還を許可すると告げ、それを聞いた小松が作った料理を味わった後、幹部達も一度も見た事が無い程大笑いし、小松に帰還を許すが、ここでトリコが自分を助けに来るのを待つという小松の言葉を聞いた。
約半年後、廃棄した美食會総本部に突入して来たトリコを小松と二人だけで待ち受け、トリコに小松を引き渡し、その際にトリコにアカシアのフルコース全ての捕獲を依頼。新たな拠点・海山ではアカシアのフルコースが揃ったら料理人全員を解放するとブランチに約束し、スタージュンにはブランチの案内を命じた。アカシアのスープ「ペア」が届いた後は「ペア」による性転換の作用から舌の矛を向ける相手を見つけ、捕らえた料理人を部下に解放させ、NEOのアジトに乱入した末にジョアと対峙。ジョアの食欲の悪魔がフローゼを侮辱した事で怒りを顕にし、高い戦闘能力でジョアを追い詰めるも、ジョアの菌と「食運」に太刀打ち出来ずに金の缶詰に封印された。しかしジョアの「食運」を習得し、缶詰から脱出。アカシアの「豪雨 王食晩餐」を掻き消し、始まりの大陸へと向かいジョアと対決し、勝利する。
最終決戦の後はゾンゲの「食運」をコピーし、自らの命を犠牲にして「グルメスパイス」を発動させ、地球を再生した。死後、遺体はトリコによって家族で過ごした思い出の場所に埋葬され、トリコ、リンの結婚披露宴に出席し、兄弟子やアカシア、フローゼと再び食卓を囲んだ。
アニメでは一龍との決戦後、彼を人間界に連れ帰り、小松の提案で四天王や兄弟子達と食卓を囲み、NEOと決着を着ける為グルメ界へ戻っていった。
年齢：不明、誕生日：3月3日、血液型：B型、星座：魚座、身長：265cm、体重：700kg、視力：5.0、足のサイズ：55cm、好きなもの：満腹感、嫌いなもの：空腹な自分、好きな言葉：独占。
- 技

メテオスパイス
自身のグルメ細胞から出現した「悪魔」の口から無数の光を放ち、上空から隕石の様に降らせて超広範囲を攻撃する。同時に強力な除草剤にも似た成分を有し、攻撃を行った土地を枯渇させ資源や食材を根絶させる。この技で人間界を壊滅状態に追い込み、グルメ時代の終焉をもたらした。
メテオレーザー
自身の「グルメ細胞の悪魔」の口から無数のレーザーを吐き出す。
グルメスパイス
全エネルギーを旨みに変えて「グルメ細胞の悪魔」の口から無数の光を放ち、地球を再生させる。
メテオバースト
口から高出力のエネルギーを吐き出す。
ハングリーブロー
渾身の力を込めたパンチ。
ハングリーボム
口から放ったエネルギーを爆発させる。
ハングリートング
自身の舌を伸ばし、対象を一瞬で食らう。この技は物体だけではなくその空間の大気をも飲み込み、これによって「ハングリースペース」が発動する。
茨の舌（いばらのした）
無数の棘を生やした多数の舌を伸ばす。
トングシールド
舌を渦巻状の盾にし、相手の攻撃を食らう。
マウンテントング
超巨大な舌を相手に伸ばす。
マシンガントング
舌を分裂させ、相手を一斉に攻撃する。
ハングリーウィップ
大きく伸ばした舌をムチのように叩き付ける。地球が破壊される程の威力。
ハングリースペース
「ハングリートング」で大気を食らい、真空状態となった空間に「見えない王食晩餐」を発動させ、軌道上に触れた獲物を食い漁る。更には一度触れたその獲物の味を覚えて今度は自ら襲い掛かってくる。
マイノリティワールド
周囲の少数派原子を操って他の原子を支配する。それによって相手の意識的な動きの誤差率を大きくして精度を落としたり、地面を柔らかい性質に変化させたりする。更に少数派原子の支配が高まると相手の体を機能させている全ての臓器にまで及び、「生」を維持するシステムが逆に「死」に向かう様になる。また、傷を治そうとする分子を最大勢力の多数派に変える事で驚異的なスピードでの治癒も可能。
食運（グルメラック）
あらゆる攻撃を受けない。

### 幹部
アルファロ
声 - 梅津秀行
美食會ギャルソン（ウェイター）で、三虎の側近。
8本の腕と大きな鼻を持つ男。冷静沈着で、言葉遣いは常に礼儀正しく、自分の部下達や敵に対しても丁寧な敬語で話している。捕獲レベル81のパラサイトエンペラーと捕獲レベル72のヘルボロスを2匹同時に瞬殺する程の実力者。
アイスヘルでヘルボロスに呑み込まれたバリーガモンとボギーウッズを偶然にも助け出し、更にトリコ達を始末しようとする。しかし、節乃の登場で闘いを避け、倒れているトミーロッドを回収して撤収した。その後、三虎に「センチュリースープ」を献上した。
グルメ界「食域の森」にて第0ビオトープのゴブリン・ラモン、メガロドラスと対峙する。メテオスパイスで人間界が壊滅した後、第0ビオトープ職員と対峙した他の幹部達と異なり、美食會総本部に帰還した。第二部では、三虎と共にNEOのアジトに乱入。切れた瞬間に再生するジョージョーの舌を、金の皿で切り裂いた。その後、三虎が放ったメテオスパイスで基地の崩壊に巻き込まれたが生存しており、最終決戦後、スターと共にトリコとリンの結婚披露宴に出席した。
年齢・誕生日・血液型・星座：不明、身長：217cm、体重：275kg、視力：5.0、足のサイズ：38cm
- 技

皿手裏剣（さらしゅりけん）
8枚の皿を投げ付けて対象をバラバラにする。
金の皿
切れた瞬間再生するジョージョーの舌をも切る程の威力。

ドレス

ナイスニィ

リモン
美食會ソムリエール。
足元まで届く程の黒い長髪でボディコン服を着た美女。両目の下に涙の形をした刺青の様な模様がある。
自らを「死のソムリエール」と名乗っており、自分が受けたダメージをそのまま相手に返す能力を持つ。アルファロによるともう少しでグルメ界へ行けるレベルの逸材で、支部長を凌駕する力を持つ らしいが、詳細は不明。
クッキングフェス襲撃時には支部長達と共にグルメ騎士やグルメヤクザと対峙する。その後の消息は不明。
- 技

ダメージテイスティング
相手の攻撃によるダメージを「体内熟成」し、「開栓」する事で相手に返す。

カイトラ

バイル
声 - 滝知史
美食會幹部。
豹柄のパンツを履いた猿の様な姿で、ライオンの様な顔をしている男。血の気が多い粗暴な性格。
グルメ界の総本部に現れた一龍には触れる事さえ叶わず、軽くあしらわれた。

マミーマロン
美食會食品開発室長。埴輪の様な顔付きで、縦ロールの髪型の巨漢。美食會の料理人でも主にデザートを担当している。
アカシアのフルコースを巡るIGO、美食會幹部の闘いに於いて、グルメの園で与作と対峙するカイトラに付き添っていた。

ファラム
美食會バーテンダー。梨の様な体型で、手の無い全身真っ黒の人物。顔には大きな穴が空いている。三虎の口に合うカクテルを模索している。アカシアのフルコースを巡るIGO、美食會幹部の闘いに於いて、グルメの園で与作と対峙するカイトラに付き添っていた。

ザラギラ
声 - 菊本平
美食會食品管理室長。
3本の角と尻尾が特徴の筋肉質な体型の青黒い肌の男で、衣服を一切身に着けていない。
クッキングフェスにグルと共にフェス襲撃の後続部隊として切り札であるニトロを引き連れて現れ、零春を一撃で倒し檻獣に叩き込んだ。その後、観客達全員の避難を終わらせ参戦してきたゼブラにグルと二人で襲い掛かるが、返り討ちに遭い瞬殺された。

グル
声 - 高橋直純
美食會スカウトマン。
鳥のような顔付をした薄い緑の肌の筋肉質の男。黒いコック帽とマント、南瓜のようなズボンを身につけている。
ザラギラと共にニトロを引き連れて現れ、ゆうじと力也の二人を一撃で倒し捕えた。その後は参戦してきたゼブラにザラギラと二人で襲い掛かるが、返り討ちに遭いザラギラ共々瞬殺された。

#### 料理長
クロマド

カリウ

ボンレス

#### 副料理長
スタージュン
声 - 三木眞一郎 / 速水奨（JSAT2010）
美食會副料理長の一人。
全身黒尽くめの衣装を纏い、黒い長髪に氷の様な冷たい目をした長身の男。通称「スター」。「シバの兜」という黒い仮面で顔を隠しており表情を窺い知る事は出来ないが、仮面の下はかなりの美男子である。三虎と同様グルメ細胞を生まれつき持っており、その影響で顔には火傷の様な大きな痣がある。目的達成の障害となる者全てを殺す事も厭わない等冷酷な性格だが、その一方で残忍極まる美食會メンバー達の中では比較的良識的で穏健な一面も持つ。また、任務に対する責任感も強い為、部下からの人望も厚い。
階級は副料理長だが実力的には美食會のNo.2で、最新式のGTロボですら自分の能力を思い通りに発揮出来ない程の恐るべき戦闘力の持ち主。掌や全身をマグマ級に高熱化させる能力を持ち、それにより触れた物体を瞬時に焼いたり、鉄の沸点2800度は下らない火力の炎を自在に操る事が可能。また、トリコのアルティメットルーティーンと同じ様に自分の技が成功するイメージ（思い込み）を相手に共有させ、威力・成功率を強化する事も出来る。
「宝石の肉」入手の為に黒色のGTロボを駆使してリーガル島へと赴く。そこでトリコと対峙し、一度は圧倒するも「宝石の肉」を食して進化したトリコにロボを破壊された。その後、トリコ達とはBar メリアで素顔で対面したがその時は任務中ではないという理由で直接の戦闘はせず、「ある食材を探している」事とグルメ戦争が必ず勃発する事を述べてバーを去った。また、小松の料理人としての潜在能力も高く評価している。美食屋も兼任しており、自分をも踏み台にしようとした野心を気に入り、美食會に捕らえられていた大竹をパートナーにした。
クッキングフェスでは他のメンバーと共に集まっている料理人達を拐う為に強襲し、決勝トーナメント第一回戦の小松対ザウスの試合に乱入。その直後にトリコと生身での壮絶な「野生の勝負」を繰り広げる。互いの技が成功するイメージがぶつかり合う激闘の末にトリコの右足を切断、左腕を焼失させた上で窮地に追い込むものの、トリコのグルメ細胞から飛び出した「怪物」の腕により腹部を貫かれ重傷を負ってしまう。しかし、それでも小松を連れ去りクッキングスタジアムに戻った。
ジョアと対峙した際には、自身のグルメ細胞の覚醒の影響により額に第三の眼を開眼させた。メテオスパイスが人間界に降り注いだ際に撤退し美食會総本部に帰還するが、美食會総本部はNEOによって壊滅寸前になっており、その時にジョージョーの裏切りに気付いた。アニメではトリコとの闘いの最中、ジョアがやって来た所で闘いを中断。ジョージョーの裏切りにクッキングフェスの会場に到着した時点で気付いている。
第二部では、三虎の指示でブランチを案内する形でエリア6を訪れ、トリコ達と再会。そして、アカシアのメインディッシュ・GODを捕獲する為、トリコと共にエリア2へ赴き、狼王ギネスと対決した。その後、アナザを食べて長年探し求めた食材が食運である事や、トリコの兄である事を思い出した。GODを巡る最終決戦ではグリンパーチとトミーロッドと共闘し、クロマド、ナイスニィ、ドレスを下し、ジョアと対峙するも、ジョアの食運の前に敗北し、アカシアに胴体を喰われ、細胞が負けを認めてしまい瀕死に追い込まれるも、絶命寸前に三虎にノッキングされ、闘いの後、エリア2に溢れたセンターの原液で復活。その後、トリコとリンの結婚披露宴に出席した。

年齢・誕生日・血液型・星座：不明、身長：232cm、体重：307kg、視力：7.5、足のサイズ：48cm、好きなもの：炎、嫌いなもの：目的達成に水を注す者、好きな言葉：活火激発。
- 技・所持道具

熱消毒
手を高熱化させる事で付着したココの猛毒をも打ち消す。
キャンプファイアー
全身を高熱化し、周囲を発火させる。
キャンプファイアー「中火」
周囲を完全に焼き払う。
キャンプファイアー「強火」
全身から強烈な炎を放出する。
火炎ドーム
炎のドームで対象を閉じ込める。
火盾（ひたて）
掌に炎を纏い、相手の攻撃を一瞬で焼き消す。
ボーンフライ
両手の火盾で相手の肉体による攻撃を体ごと焼き尽くす。
バーナーパンチ
炎を纏った腕で強烈なパンチを放つ。　
バーナーショット
バーナーパンチを連続で放つ。
ファイアースピア
腕から発生させた炎を槍状にして、相手の体の一部分を焼失させる。
アルティメットルーティーン
「王の所作」と言われる究極のルーティーン。その実態は「何が起きても動じない集中力」「自己暗示にも似た圧倒的な思い込み」「一分の隙もない自信」により、「自分が既に闘いに勝利したイメージ」を作り出すというもの。いわば言霊に近い効果であり、強烈な「イメージ（思い込み）」で体をコントロールする事でそのイメージが相手に共有され、それが現実となる事で技の威力を大幅に上げたり次々と新しい技を作り出す事も可能になる。但し、「困難なイメージ」を実現するという事である為、「莫大な量のエネルギー（本人曰く「マンモス級のカロリー」）」を消費してしまう弱点がある。
バーナーナイフ
両刃の長剣の形をしたスタージュンオリジナルの特殊調理食材用包丁。炎を纏わせることで「切る」と「焼く」を同時に行なう事が出来、一振りで大地を溶かし一刀両断する程。トリコとの闘いで初めて人間相手に使用したが、トリコの右足を切断するのと引き換えに折られた。
火炎旋風（かえんせんぷう）
バーナーナイフを振るい巨大な炎の竜巻を起こす。
バーナー 炙り刺し（あぶりざし）
炎を纏ったバーナーナイフで相手を刺し貫く。
一刀 焼き切り（いっとう やききり）
炎を纏ったバーナーナイフを振り下ろし相手を切り裂く。
星切り
右腕に宿した炎「サタンバーナー」で切り裂く。
ボルケーノ
グルメ細胞の悪魔の技。炎を放つ。
バーナースコール
炎を纏った腕を振り下ろし、炎の雨を降らせる。
グルメ千里眼
第三の眼でロックオンした獲物を例え宇宙の果てまで逃げようとも常に映し続ける。
火炎烈風
アニメオリジナル。蹴りと共に炎を放つ。
- GTロボの技

ピーラーショット
GTロボの強化アラミド繊維で出来た体毛を高速で飛ばし、相手の肉を削ぎ落とす。
ミキサーパンチ
GTロボの腕を回転させた状態で、相手の体を抉るパンチを放つ。

グリンパーチ
声 - 三ツ矢雄二
美食會副料理長の一人。
スタージュン以上の長身で、肩や顔に刺青がある上半身裸の男。通称「グリン」。歯と爪が黒く、両目に瞳孔が3つずつある複眼と、4本の腕を持っている（脇腹の腕は、かつてライバルから奪ったものらしい）。飄々とした掴み所の無い性格で、敵対しているトリコにあっさりと組織の内情を話したり、命令を面倒だからと放棄するなど適当な行動が目立つ。
脅威的な肺活量を持ち、「デビルモスキート」という蚊の針を加工して作った巨大なストローを使い、あらゆる生き物の体を跡形もなく吸い尽くしてしまう。また、大量の息を爆発的な勢いで吐き出して飛び道具とする技を有する他、食道・臓器・血管内までもが濾過装置の様になっており、ストレスを感じない性格と相まって、ココの猛毒を喰らっても全く効かない程の異常なまでの免疫力を持つ。
「宝石の肉」争奪戦後にギドが操縦していた巨大GTロボを回収する為にリーガル島を訪れるが、そこにマンサムと茂松が待ち構えていた事で回収を諦めた。その後はウール火山でトリコと偶然遭遇し、戦闘になるがクロマドからの呼び出しを喰らって勝負を中断。トリコとは一見互角の勝負を繰り広げた様に思えたが、実は全く本気を出しておらず、成長したトリコとの再戦を望んでいる。
クッキングフェス襲撃の際には更に腕を2本増やし計6本腕になっている。ココと対峙して彼を圧倒し、ココと共に自身の攻撃で地面に空いた大穴に落ちていった。その後、ココにデビルポイズンを食わされて狂った様にバズーカの息を吐きながら大穴を這い上がった。メテオスパイスが人間界に降り注いだ際に撤退し美食會総本部に帰還するが、その時にはデビルポイズンの影響で茫然自失になっている。その際、アルファロから死を宣告されるも、グルメ界編では最終決戦でココのデビルポイズンに釣られ、始まりの大陸を訪れスタージョンとトミーロッドと共闘してクロマド達に勝利するが、その直後対策をしていなかった為ジョアの菌で溶かされ殺害された。
アニメでは、ロックオークで作ったストローでココのポイズンソードと互角に渡り合った。
年齢・誕生日・血液型・星座：不明、身長：240cm、体重：290kg、視力：5.0、足のサイズ：50cm、好きなもの：お吸い物、嫌いなもの：吸えない者、好きな言葉：吸っていい?。
- 技

ブレスバズーカ
ストローを通して大量の息の塊を吐き出す。トリコの「10連」釘パンチと同等の威力。
ブレスミサイル
ブレスバズーカの遠距離砲。自身の視界すら封じる程の超大量の息の塊を吐き出す。
息銃（ブレスガン）
口内で圧縮した息を弾丸にして連続で吐き出す。威力は高くないが、的確に相手の急所に命中させる事が出来る。
ワームブレス
トミーが生み出した芋虫を無数に吐き出す。

トミーロッド
声 - 石田彰
美食會副料理長の一人。
道化師の様な風貌の男で、背中には昆虫を思わせる翅を持つ 通称「トミー」。一見ほっそりとした体型でトリコより小柄だが、手足に付けているバンドを外すと筋肉質で巨大な体躯へと変貌する。性格は非常に残忍かつ卑劣で、トリコとは対照的に無意味な殺しを心底から楽しんでおり、部下と言えども役に立たない者は平気でゴミ扱いするが、自分が認めた強者には敬意を表すといった一面も持つ。一人称は「ボク」で、飄々とした口調。
体内に様々な種類の凶暴な寄生昆虫の卵を宿しており、それらを瞬時に孵化させ成長促進エキスで急成長させて飛び回らせる遠距離攻撃を得意としている。また、虫を産み出す毎に1500キロものカロリーを消費するが、それを踏まえた上で千匹以上産み出せるという驚異的な体力を持つ。他にも口内に隠している非常に鋭利な牙、可視光線や微弱な電磁波をも捉える100万個の個眼から構成される複眼、体の一部を切り離されても動かせる昆虫の神経節を体内に持つ等、虫に頼らずとも非常に高い戦闘能力を誇る。
「センチュリースープ」を入手する為にバリーガモン・ボギーウッズと共にアイスヘルへと赴く。そこでトリコ達と対峙し、ユンの両親の殺害や自身の虫に対する扱いからトリコを激怒させる。闘いの中でトリコを認め、彼の左腕を爆破した上、敬意を表し本気の力で圧倒して戦闘不能に追いやるもトリコが闘いの中で編み出したレッグナイフやレッグフォークで自身も胸部に穴が開き、右腕を切断される等の重傷を負い、更にそこへ現れた鉄平にノッキングされ、最後の力で切り札のパラサイトエンペラーを産み落とし、力尽きて倒れる。その後、アルファロによって連れ帰られ、胸部の穴と右腕を治して完全復活した。
クッキングフェス襲撃の際には新たな寄生昆虫を体内に宿し、サニーと対決。彼との戦いでかつてのトリコとの闘いに似た爽快感を再び感じる。死闘の末、サニーのヘアマリオネットで体の自由を封じられ、魔王の髪に跡形も無く食べられるも、その瞬間敗北を悟り満足そうな笑みを浮かべていた。
グルメ界編では最終決戦でサニーに吐き出され（その際にはサニーによって失った片腕も戻っていた）、スタージョンとグリンパーチと共闘しクロマド達と闘い勝利するも、その直後にジョアの菌で溶かされた。
年齢・誕生日・血液型・星座：不明、身長：175cm、体重：200kg、視力：2.5、足のサイズ：27cm、好きなもの：蜜、嫌いなもの：役立たず、好きな言葉：身中の虫。
- 技

シバリング
ボムエッグ
シバリングで体温を上げた状態で、口から虫の卵を孵化させずに高温高圧で相手に連射する。相手の体内に入ると沸騰気化した卵の水分が弾けて水蒸気爆発を起こす。
ボムエッグストーム
回転しながら周囲にボムエッグを連射する。
ウイングシールド
背中の翅を硬質化・巨大化させ自身を覆うように相手の攻撃を防ぐ。
繭保存
口から糸を吐き、相手を拘束する。

### 支部長
エルグ
声 - 高橋広樹
美食會第1支部（調理補助チーム）支部長。
上半身に包帯を巻き、下半身はグルメ界の伝説の幻獣である馬「ヘラク」の子供の胴体と融合した事によりケンタウルスを思わせる風貌をしている。
「不老のエルグ」の異名を持ち、「ヘラク」と融合した事で不老不死の存在になっている（美食會の料理人の中では最年長で本人曰く「200年生きた」らしい）。プラナリアと同じノウダラケ遺伝子による驚異的な再生能力を持ち、例え体を粉々にされてもその破片一つ一つが本体へと再生する。基礎戦闘能力も非常に高く、ブランチからも「（相手が）ワシじゃなかったら死んでる」と評されている。
クッキングフェス襲撃時にはブランチと対峙（アニメではその前に滝丸を倒している）。「ヘラク」の再生能力と手数の多さで追い詰めるも、直列大帯電撃で強力な電撃を体に帯電させられ敗北。不死身故に永遠に電撃を喰らい続ける羽目になるが、結局は自身のグルメ細胞が再生を諦めた事で不死身の再生能力を失い、本来の醜い素顔とそのコンプレックスが露わになる。しかしそれを見たブランチから「本物の化け物ばかり居た自分の村の中では全く普通で寧ろ（ダルマ仙人が見たら羨ましがる程の）イケメンの部類」と評され、それを刺激的な言葉と受け止めて何度も咀嚼しながら、身体が灰の様に散っていき死を迎えた。 
- 技

ヘラクキック
下半身の「ヘラク」の前脚で強烈なドロップキックを放つ。

ユー
声 - 前野智昭
美食會第2支部（情報収集チーム）支部長。
中世ヨーロッパの貴族の様な中性的な姿をしており、言葉遣いも丁寧。天賦の才を持ち、支部長の中でもトップクラスの戦闘技術を持つ。美食會の中で唯一、操作が難しいミクロ型GTロボを操れる。
ハエに乗った白いミクロ型GTロボを用いてトミーロッドらとは別経路でアイスヘルに赴き、小松から「センチュリースープ」を強奪した。クッキングフェスではリモンや他の支部長達と共にグルメヤクザやグルメ騎士達と闘う。クッキングフェス襲撃以降の消息は不明。
美食會でも1、2を争うGTロボの使い手であり、アニメ版では「インフィニ・ビー」を捕獲する為に新型GTロボで出撃し、金色小麦の実る島で偶然居合わせたトリコと交戦する。その後、トリコと互角に闘う程の実力を見せるも、ロボがプロトタイプであった為故障し、目的である「インフィニ・ビー」を見付けた為闘いを中断。すぐさま捕獲して撤収した。
- 技

刺激調味料「解塩（かいえん）」
空中に特殊な調味料を大量にばら撒き、複数の相手を溶かしていく。

ジェリーボーイ
声 - 高橋英則
美食會第3支部（食材開発チーム）支部長。
額から鼻にかけて浮き出た血管と血走った目、牙が特徴の男。
一龍がグルメ界の総本部に乗り込んで来た際にはエルグやユーと共にいた。クッキングフェスではグルメヤクザやグルメ騎士を相手に闘っていたが、マッチと愛丸の連携で千本の矢を腹に打ち込まれて倒された。
- 所持道具

木っ端微塵鞭（こっぱみじんむち）
無数の棘が付いた鞭で、振った際には爆発を起こす。マッチの居合い斬りで切られた。

バリーガモン
声 - 木村雅史
美食會第4支部（調理器具調達チーム）支部長。
自然界でも指折りの強度と耐久性を持つ「クラッシュタートル」の甲羅で作られた防具で身を固めた髭面の巨漢。上半身は地肌の上に防具を纏っている。
不凍液を体内で生成する事が出来、それによって極低温のアイスヘルでも常に高いコンディションを発揮・維持すると同時にアイスマシンガンの弾丸をも滑らせる事が出来る。戦闘ではその巨体を活用した格闘技を使用する。
「センチュリースープ」を入手する為にアイスヘルへと赴く。そこでマッチやラム達と交戦し、彼らを完膚無きまでに叩きのめすがその事でマッチの怒りを買い、必殺の居合い斬りを受けて倒された。後に皮膚の下に仕込んでいたゴリニラの粘着成分によって復活し、氷山を脱出しようとするがボギーウッズ共々復活したヘルボロスに丸呑みにされてしまう。その後はアルファロによって偶然に助け出され、共に撤収した。
アニメでは、クッキングフェスでマッチと再戦するが再び倒された。
年齢：28歳（第1章）、誕生日：4月29日、血液型：B型、星座：牡牛座、身長：230cm、体重：250kg、視力：1.5、足のサイズ：43cm
- 技

オイルショック
全身から不凍液を噴出し、弾丸等の攻撃を滑らせる。
肉たたきヘッド
頭突きで相手を叩き潰す。
甲羅シールド
身をかがめて防具の部分で相手の攻撃を受け止める。
ミンチクラッシュ
パンチを繰り出す。
ミンチラリアット
ラリアットを繰り出す。
ミンチタックル
体当たりで相手を押し潰す。

ボギーウッズ
声 - 竹本英史
美食會第5支部（仕込みチーム）支部長。
赤いジャージの様な服を着た短髪の男。また、会議やクッキングフェス襲来の際にはヤドカリの貝殻の様な仮面を被っていた。
見た目は通常の人間とあまり変わらないが常人とは骨格が数も形も異なり、骨が約4,000個もある（通常の人間の骨は約200個）。また、関節や筋肉も柔軟で取り外しが出来る為、伸縮自在で変幻自在な動きが可能。「宿」として骨を抜いた他者の体内に入り込み、相手を操作する事も出来る。また、今までに入り込んだ宿をコレクションしている。戦闘では柔軟な体を利用して相手に軌道を読まれない様にする攻撃を得意とし、この骨格を工夫してそれぞれの手に鎌と分銅を持てば鎖鎌の様な使い方もできる。
「センチュリースープ」を入手する為にドランカー→カーネル配下のグルメSP(声：中谷一博)の体を借りてアイスヘルへと赴く。そこで滝丸と交戦し、終始圧倒するが滝丸の決死の一撃により弱点である仙骨（骨盤を構成する骨）を抜き取られ、痛み分けに終わる。後に他の骨を総動員して仙骨の機能を補い、何とか回復して氷山を脱出しようとするがバリーガモン共々復活したヘルボロスに丸呑みにされてしまった。その後はアルファロによって偶然に助け出され、共に撤収した。
年齢：25歳（第1章）、誕生日：3月18日、血液型：AB型、星座：魚座、身長：187cm、体重：90kg、視力：1.0、足のサイズ：29cm
- 技

イレギュラーショット
軌道の読めない不規則な動きのパンチを連続で放つ。
レギュラーブロー
至近距離から相手を殴り飛ばす。
アイアンブロー
手に分銅を持った状態から相手を殴りつける。
イレギュラーアイアン
腕の関節を外した状態から手に持った分銅で相手を狙い打つ。

セドル
声 - 陶山章央
美食會第6支部（食糧調達チーム）支部長。一人称は「オイラ」。
胴体や顔に幾つか獣の爪で付けられた様な傷痕がある男。目玉のネックレスを着けており、自分に懐いた動物の生きた目玉を収集するという悪趣味を持つ。
「宝石の肉」を入手する為に頭部に羽飾りの着いた青色のGTロボを用いてリーガル島へと赴き、リーガルマンモス体内にてサニーと交戦。遠距離戦に持ち込み、彼の疲弊を狙うがサニーの挑発に乗って接近してしまった事が敗因となって自滅した。その後、任務失敗の責任を取らされて料理長から他の第6支部のメンバー共々制裁を受け、幹部達の会議の際には全身に包帯を巻いて登場した（クッキングフェス襲撃時には既に完治したのか、包帯は取っていた）。
年齢：24歳（第1章）、誕生日：6月3日、血液型：B型、星座：双子座、身長：178cm、体重：80kg、視力：0.2、足のサイズ：28cm

### 料理人
千代（ちよ）
声 - 坂本千夏
別名「繊細料理の千代」。「雲隠れ割烹」の初代料理長であった小柄な老婆。大きな薄紫色のお団子ヘアと糸目が特徴。「包丁一振り一億円」とも言われた伝説的な女性料理人で、節乃とも肩を並べた程の天才と言われている。
珍の妻にして元コンビで、食林寺師範代でもある。かつては世界ランクでも常に「トップ5」 に入り、圧倒的カリスマ性で世界中に狂信的な弟子も多かったという。クッキングフェスでも4回 の優勝経験がある。また、食義も心得ており、「シャボンフルーツ」を完璧に調理する事も出来る。数年前にランキングから名が消え、謎の失踪を遂げていたが、美食會の一員となっていた。
小柄な体躯とは裏腹に脅威的な戦闘能力を誇り、包丁を武器に使って相手が気付かぬ間に一瞬で体の一部を切り刻む程の繊細な包丁捌きの持ち主。食義を極めた食林寺の師範代達をも簡単に惨殺し、トリコからは「セツ婆クラス」と言わしめている。
大竹とゴーレムを引き連れて食林寺を強襲。食林寺では残虐な包丁捌きで殺戮の限りを尽くし、駆け付けて来た珍と戦い瀕死の重傷を負わされながらも勝利した。その直後に食義を受け継いだトリコと対峙するがスタージュンが迎えに来た事で去って行った。
珍との間には息子、千優（ちゆう）が居たが、病気で生まれてから12年間を病院で過ごしており、初めて退院を許された日に自分の店に食事に連れて行く途中で容態が急変し、一度も手料理を食べさせられないまま亡くなってしまった。彼女が美食會に寝返った理由は「死んだ息子の蘇生」 で、息子を亡くしてからも珍から「あらゆる出来事に感謝せよ」と説かれ続けられた事から珍だけでなく食義をも憎むようになり、謎の覆面の人物から隠されたアカシアのフルコース・前菜にして究極の蘇生食材「C」の情報を知らされたのが決定打となり、美食會の一員になった。以降は、「C」を手に入れて息子を蘇らせようとした。
クッキングフェスでは他の美食會のメンバーと共に襲撃し、節乃と対峙して激闘を繰り広げる。しかしその最中に本来ならIGO側である筈の栗坊・光才老・ザウスが節乃に攻撃を仕掛けたのを見て呆気に取られ、その隙を突かれてザウスの不意打ちや光才老の攻撃を受け戦闘不能となったが、癒しの国ライフで節乃に介護され、一命を取り留め、珍と和解する。
第二部では、美食會に身を置いていた頃と違って穏やかな性格（溢れ出るベアを見て目が飛び出し大声を挙げて仰天している）になっている。裏の世界の話を聞き、たった一度でも良いから息子に料理を作り、一緒に食事をする為に援護組の一員としてグルメ界に入った。エリア6では、ピクニックボンバーとアサルディーによって賽の目切りにされたサンゴーレムが再生した事を遠距離から目視し、彼らよりもさらに細かく正確に賽の目切りにした上でノッキングまで済ませるという離れ業を披露する。魂の世界で息子の千優（ちゆう）の魂と再会し、生前息子に何も食事を作ってやれなかった事を悔やんでいたが、彼からは母の愛情の味を食べさせてくれた事を感謝され、気持ちに区切りが付き、残り少ない人生を珍と共に歩む事に決め、エリア2でココ達と合流した後でアカシアのフルコースを届ける為に人間界に帰還した。
年齢：148歳以上、誕生日：4月12日、血液型：AB型、星座：牡羊座、身長：142cm、体重：250kg、視力：2.0、足のサイズ：22cm、好きなもの：息子、嫌いなもの：食義、好きな言葉：肝大心小。
- 技

一刀 雷切り（いっとう らいぎり）
包丁を突き出すと同時に螺旋状の斬撃を繰り出す。
- 所持道具

まな板シールド
まな板の形をした巨大な盾。トリコとの戦闘で破壊された。

大竹（おおたけ）
声 - 優希比呂
小松の昔馴染みで、修業仲間の一人だった青年料理人。まだ若手ながらも成長著しい「メルヘン料理」専門の七ッ星レストラン「オトギの城」のオーナーで、世界ランク「99位」になった。小松からは「竹ちゃん」と呼ばれている。
元々は孤児であったが、本人はその境遇をも踏み台と考えており、修行時代には小松と仲梅と共に「皆が喜ぶ美味しい料理を作る」という志を抱いていた。しかし自分が育った孤児院「オトギのしろ」の集団食中毒事件で子供達を亡くし、更に子供達が施設を出てから一度も会いに来ない自分を尊敬していた事を知り、彼らにとって自慢の先輩で居られる様にする為に「GODが食べられる孤児院」を作る事を目標にした過去がある（店の料理を子供向けのメルヘン料理にしたのもその為）。目標実現の為に現在では野心的になり、「稼げる料理」を至上とする様になり、客を「バカ」と吐き捨て、マスコミへの買収工作など売名の為には手段を選ばない傲慢な姿勢を示している。その為、その事を小松から非難されても態度は変わらず、互いの考えの違いから決別する。
その後、美食會によってグルメ界に連れ去られ、美食會の一員として小松と敵対する事になる。グルメ細胞を直接体内に注入されている為、食林寺で対峙した時点では顔中に血管が浮き出た風貌になっている他、身長も当初は小松とあまり変わらない小柄な体格だったのが別人の様な長身になっている。また、蘇生包丁の技術を習得する等小松との料理人としての力の差を付けており、スタージュンとコンビを組んでいた。クッキングフェスでの騒動後、スタージュンに拉致されてきた小松と再会した際に自らの思いや小松に嫉妬していた事を伝えた上で、多少は彼との関係を修復できた。尚、小松が攫われてきた時は顔に浮き出た血管は消滅していた。
第二部ではグルメ日食が起こった時にブランチと出会い、ご馳走を作って三虎の帰りを待っている事を告げたが、ブランチから三虎はここに戻って来ないから弁当を作って応援しに行けと諭され、ブランチと共にエリア2へと向かい、エリア2で小松達と再会した後で地中から出現したGODと対峙。ゼブラの音弾でGODの調理法を伝授され、小松、仲梅と共にGODの調理を完了させた。最終決戦後、IGOと再生屋協会の強力でGODの品種改良と人工栽培が為され、念願のGODを食べられる孤児院を設立できた。
年齢：25歳、誕生日：5月5日、血液型：AB型、星座：牡牛座、身長：165cm、体重：58kg、視力：1.0、足のサイズ：26cm、好きなもの：子供たちの笑顔、嫌いなもの：過去の自分、キレイ事、好きな言葉：美味い。

### その他
ジョージョー

ギド

ベイ
声 - 矢部雅史
美食會第6支部メンバー。
半裸で全身に血管が浮き出た様な緑色の皮膚を持つ男。狡猾かつ残忍な性格で、スタージュン曰く食い物の趣味が悪くそれ故「雑食のベイ」と呼ばれる。
トリコやマンサムが最初に戦ったGTロボの操縦者として緑色のGTロボを用いて、ドヘムに変装してグルメコロシアムに進入。マンサムにダメージを与え、テリーの母親を無益に殺害するがそれに激怒したトリコにロボを破壊される。クッキングフェスでは頭部に小さな角のようなものが生えた姿で再登場し、ドーサ・ザイパーと共にリンと対峙する。その後の戦闘描写は無く、茂松や美食會後続部隊の灰汁獣襲撃時には倒されていた。
- GTロボの技

ピーラーショット
食技 人肉オロシ
GTロボの両腕の鋭い爪で相手を切り裂く。

ザイパー
声 - 大林洋平
美食會第6支部メンバー。
「怪人ザイパー」と呼ばれる、爬虫類の様に目付きの悪い黄色い肌のスキンヘッドの男。仲間であっても喧嘩腰な程に乱暴な性格。
「宝石の肉」を入手する為に肩にレーザー砲を搭載した紫色のGTロボを用いてリーガル島へと赴く。しかし、リーガルマンモスに背後から足で潰され、GTロボが損傷。そこにやって来たギドに助けを求めるが無視された挙句、完全にGTロボを破壊されて戦線離脱した。その為、ギドに対して怒りを露わにし、彼に制裁を加えようと息巻いていたがジョージョーに却下された。クッキングフェスでは背中に羽が生えた姿で再登場し、ベイ・ドーサと共にリンと対峙する。その後の描写は無いが、茂松や美食會後続部隊の灰汁獣襲撃時には倒されていた模様。

ドーサ
美食會第6支部メンバー。
「野人ドーサ」と呼ばれる、全身に毛皮の様なものが生えた野性的な出で立ちの男。
他のメンバーと同じ様に「宝石の肉」の入手の為にGTロボを用いてリーガル島に赴いたが、途中から来たスタージュンの意向で彼にロボの操縦を交代された。クッキングフェスでその姿を現し、ベイ・ザイパーと共にリンと対峙する。その後の描写は無いが、茂松や美食會後続部隊の灰汁獣襲撃時にはベイと共に倒されていた。

## NEO

### 主要メンバー
ジョア
声 - 難波圭一
NEOのトップ。「闇の料理人」と呼ばれる、元ジダル王国国王専属料理人 で、ジダル王宮の料理長も務めていた。
初登場時はイソギンチャクの様な形をした特徴的な覆面を着けていた。アカシアによって魂を呼び寄せられ、アカシアの前菜センターとフローゼの肉体で蘇った。200年前に開催された第1回クッキングフェスの優勝者であるが、大会終了後に数々のルール違反が発覚し、事実上料理界から永久追放され歴史から葬られた。節乃曰く「今では知る者も居ないが、微かに黒い噂を聞いていた」。四獣襲撃の際に裏で暗躍していた張本人でもあり、四獣編以降は目元以外を黒いマントで包んでいた。また、ライブベアラー曰く誰も知らない筈の「ポイズンポテト」の完璧な毒抜きの方法と「アトム」の情報を知っているらしい。
その実力は対峙した鉄平に「料理されるとリアルに覚悟した」と言わしめ、本気を出した節乃をも簡単に圧倒する程。経緯は不明だがフローゼが使っていた伝説の名包丁「シンデレラ」を所持しており、この包丁で対象者のグルメ細胞に消えない傷を付ける事でその者を洗脳する事が出来る。フローゼの技も使える他、アカシアとフローゼしか食べた事の無いアカシアのフルコースを食べた事でグルメ細胞の力を完全にコントロールしているが、節乃によるとフローゼのグルメ細胞とは違うとの事。
ダーニル・カーンと共にアカシアの手帳を狙っている。トリコ達が王宮に来ている事を察し、一足早くダーニル・カーンと共に姿を消した。四獣編ではトリコ達が四獣本体を倒した直後に自分を追跡してきた鉄平を殺そうとするが、プキンを始めとした何重もの警戒網を張っていた再生屋達が駆けつけた事により自分の正体がバレるのを恐れ、鉄平を殺さずに姿を消した（この時鉄平の顔に傷を残した）。その後、キングオクトパスコングに壊滅させられたグルメピラミッドに訪れる。
クッキングフェスでは目的は不明だが、小松を確保する為に洗脳しNEOの一員にした鉄平と共にクッキングスタジアムに現れる。レッドニトロを復活させて節乃を追い詰めるも、次郎により妨害される。その後、スタージュンが目当ての小松を連れてスタジアムに現れるが、次郎、節乃、覚醒したスタージュンの三人を同時に相手取るのは少々分が悪い事と、三虎のメテオスパイスが迫ってきた事で、仲間を連れてスタジアムから撤退した。
第二部ではダイニングキッチンを訪れてブルーニトロと同盟を結び、アカシアのフルコースを誰にも渡さない為にNEOの一員をグルメ界各地に送り込む。その後、自身のアジトに乱入して来た三虎と対峙し、方舟を壊されまいと三虎を陸海の森に引き摺り込み、ワープキッチンを発動させる。三虎によって命球を全て砕かれ、闘いに於いて三虎に敵わないと悟るが、生物を瞬時に侵食する菌と食運で形勢逆転し、三虎を金の缶詰に封印して陸海に廃棄する。そしてアカシアと共にGODの元を訪れ、グリンパーチとトミーロッドを菌で葬り、ココ、サニー、ゼブラ、スタージュンを食運で下すも、スタージュン相手に食運を使い切ってしまった事が仇となり、復活した三虎に敗北。身体が消滅しかけた所をアカシアにノッキングされたと思われたが、実は止めを刺されていた。
アニメ版では食材を世界征服の道具と考えており、トリコ達の分け合う気持ちを馬鹿にする。全ての食材を独占する為にGODを狙っており、その野望の為に小松の食運とニトロが残した手帳を求め、トリコ達四天王と対峙して圧倒的実力で彼らを苦しめ、更に悪魔の様な姿に変貌したが、グルメ細胞を制御したトリコに敗北し、撤退した。
- 技

テイスティングスコープ
特殊な眼で対象者の旨味（生命力）や味（思考）を読み取る。
瞬間脱皮（しゅんかんだっぴ）
黒いマントを脱ぎ去り上空に飛び上がる。
テイストチェンジ
シンデレラで相手を切り付ける事でその者の味（思考）を変え洗脳する。傷が残らない、つまりジョアの圧倒的な力にグルメ細胞が屈服しなければ操られないが、洗脳を解く場合ジョアが与えた以上の大ダメージをグルメ細胞に与え、相手が耐えなければならない。
億枚おろし（おくまいおろし）
シンデレラを振るい、超強力な衝撃波を放つ。クッキングスタジアムの一部を破壊し、海まで「おろす」程の威力。
鮮度UP 蘇生切り（せんどアップ そせいぎり）
暗技。シンデレラを地面に突き刺し、その振動でその場にいる倒れた者を強化した上で復活させる。
神の料理術 空切り（ゴッドクッキング そらぎり）
フローゼの技。シンデレラを横薙ぎに振るい、横一文字の斬撃を繰り出す。次郎が起こした天変地異を掻き消す程の威力。
魔王のみじん切り（サタンミンチ）
グルメ細胞の力で自身の顔を変えた状態から、シンデレラで相手の攻撃を打ち消す。
食運（グルメラック）
元々フローゼが持っていた食運。あらゆる攻撃を受けない。
中和菌
受けた菌を中和する。
発光菌
眩しく発光する菌を放つ。
魔王の風穴（サタンホール）
宇宙まで届く螺旋状のエネルギーを放つ。
惑星かつらむき
惑星をかつら剥きにする程の激しい斬撃。
魔王の消化液（サタンドリップ）
口から対象を消化する液体を吐き出す。
魔王の点火（サタンボム）
手から無数の爆発を起こす。
サタンスラッシュ
アニメオリジナル。シンデレラを一振りして斬撃を飛ばす。
乱切り
アニメオリジナル。シンデレラから無数の斬撃を放つ。
陸切り
アニメオリジナル。シンデレラを地面に突き刺して衝撃波を放つ。
空間そぎおろし
アニメオリジナル。シンデレラを振るい、空間をも切り裂く斬撃を飛ばす。
絶命荒切り
アニメオリジナル。シンデレラから巨大な斬撃を飛ばす。
サタンチャンク
アニメオリジナル。変身した状態でシンデレラで突く。
サタンスマッシュ
アニメオリジナル。変身した状態で両手で斬撃を放つ。
神の料理術 絶・心命切り（ゴッドクッキング ぜつ・しんめいぎり）
アニメオリジナル。変身した状態でシンデレラにオーラを纏わせて攻撃。

ダーニル・カーン
声 - 石塚運昇　
元ジダル王国国王。わぶとらと同じく福耳が特徴の老人。
極悪で有名な独裁者として知られ、薔薇牡蠣にレモンを一滴絞らなかっただけで口に入れた薔薇牡蠣を侍女の顔に吐きつける等、暴君として君臨している（アニメではその描写が為されていない代わりに侍女を投獄している）。「あの場所」へ行く事を目標とし、アカシアが残したという秘密の手帳を狙っており、その計画の為に10数年前からグルメカジノの経営を地下料理界に一任し、資金を集めさせていた。しかしジダル王国に居たのはGTロボであり、その後ジョアと共に姿を消した。後にクッキングフェスにてその姿を現し、美食會襲来時には他のメンバーと共に介入の時を窺っていた。第二部では登場しなかった。
年齢：不明、誕生日：1月5日、血液型：A型、星座：山羊座、身長：162cm、体重：50kg、視力：0.1、足のサイズ：25cm、好きなもの：富、嫌いなもの：貧困、好きな言葉：ギャンブル。
カーネル・モッコイ
声 - 斎藤志郎
年商20兆の「（株）グルだらけ」の元会長にして、グルメ大富豪。冷酷で猜疑心の強い老人。
「センチュリースープ」入手の為に100億もの懸賞金をかけ美食屋を募った。しかし、自分そっくりのGTロボを遠隔操作して影武者として人前に出す上、スーツに盗聴器を仕掛けたりした挙句スープが無いと判ると美食屋達をアイスヘルに置き去りにした。彼が最初に集まった大勢の応募者を選考に掛けず全員採用したのも、応募者の大部分が途中で死亡する事を見越しての策略であった。その後、クッキングフェスティバル会場に姿を現し、美食會襲来時には他のメンバーと共に介入の時を窺っていた。第二部では登場しなかった。
年齢：82歳、誕生日：9月9日、血液型：O型、星座：乙女座、身長：148cm、体重：55kg、視力：0.8、足のサイズ：25cm、好きなもの：希少価値のある物、嫌いなもの：安物、好きな言葉：金さえあれば飛ぶ鳥も落ちる。

マーマイ・モイ
声 - 宝亀克寿
世界で唯一グルメ宇宙旅行ツアーを楽しめる時価総額812兆円（世界第3位）の株式会社「グルメツーリスト」の元会長で、グルメ大富豪の老人。
仲梅の「仲梅料理学校」に出資しており、同時に彼を専属の料理人として雇っている。半年間のグルメ宇宙旅行から帰還し、クッキングフェスに訪れる。美食會襲来時には他のメンバーと共に介入の時を窺っていた。第二部では登場しなかった。
年齢：不明、誕生日：8月12日、血液型：O型、星座：獅子座、身長：153cm、体重：855g、視力：0.5、足のサイズ：24cm、好きなもの：金を出す庶民、嫌いなもの：貧乏人、好きな言葉：金が金を呼ぶ。

### 元IGO・美食會・料理人
茂松（しげまつ）
声 - 石井康嗣
元IGO副会長。野心的な性格で、その性格を一龍に見込まれ、IGOの副会長の地位を託された。
堂々とした体格の中年男で、濃い髭を蓄えている。普段は鼻にノーズクリップを装着し、左目を閉じているが、戦闘時にそれを外して左目が開かれると、筋肉が肥大し殺気漲る姿となる。
クッキングフェスでは巨大な大蛇を従えて、無数の超巨大GTロボと交戦していたマンサムを背後から襲撃し、メテオスパイスが人間界に降り注いだ際に透影によって回収され、NEOの本部に到着する。
第二部ではエアを略奪する為鉄平達と共にエリア8を訪れ、トリコ達を襲撃するもトリコの∞釘パンチを受け、凄まじい勢いで空の彼方へ吹き飛ばされる。最後は猛獣に捕食され、大自然の栄養として最期を迎えたが、その直前にジョアの洗脳が解けた描写が見られた。
年齢：不明、誕生日：4月2日、血液型：A型、星座：牡牛座、身長：210cm、体重：170kg、視力：1.5、足のサイズ：36cm。好きなもの：クセの強い食べ物、嫌いなもの：薄味、好きな言葉：引導を渡す。
ウーメン梅田（うめだ）
声 - 小西克幸 / 最上嗣生（ラジオドラマ）
元IGO事務局長。小松、スミスの上司にあたる。
おかっぱ頭と濃い髭が特徴のオカマ。「インパクト」を「ィヤンパクト」と発言する。ファッションには煩いらしい。ザウス曰く意外に武闘派。
四獣本体がフードパーク広場の近くに現れた際には闘おうとするマンサムを制止する等不可解な行動を見せたが、クッキングフェスでその本性を現し、一龍が不在の際に開かれた局長会議で他の局長達を惨殺。メテオスパイスで人間界が壊滅した後、NEOの本部に到着していた。
NEOの基地崩壊後、鉄平達の前に姿を表し、ザウス、アッポロと対峙し、彼らによってジョアの洗脳が解けた。

光才老（こうさいろう）
声 - 麦人
元第0ビオトープ職員で、別名「グルメ仙人」。
仙衣を身に纏った色黒細身の老人。アカシアのドリンク「アトム」の在り処を割り出した。
クッキングフェスでは一龍の意向でフェスに現れる美食會に対抗する為にクッキングスタジアムに訪れるが、美食會が襲来して来た際には他のメンバーと共に介入の時を窺っていた。その後、ザウス・栗坊と共に節乃と交戦した。第二部では、NEOのアジトで鉄平と対峙。蛸の脚を全身から無数に生やす様になっていた。
年齢：不明、誕生日：6月4日、血液型：A型、星座：双子座、身長：165cm、体重：45kg、視力：0.1、足のサイズ：25cm、好きなもの：瞑想、嫌いなもの：雑念、好きな言葉：カロリーは吸う物。
- 技

食術「カロリー喰い」
相手の額に特殊な札を貼り付け、そこから大量のカロリーを吸い取る。

鉄平（てっぺい）

ノマーチ
元G7。頭髪が無い垂れ目の老人。第二部では登場しなかった。

トッポ
元G7。眼鏡を掛けた目の濃いクマが特徴の男性。世界料理人ランキングが変動した原因を知っていた模様。第二部では登場しなかった。

アーモン
声 - 坂巻学
元G7。鼠の様な髭を持つ壮年の男性。第二部では登場しなかった。

ザウス
声 - 浜田賢二
「レストランザウス」元オーナーシェフ。世界ランク「1位」の料理人。別名「調理王」。
立派な口髭と三つ編み、右目の目元にある複数本の傷 が特徴の長身の老人。非常に長い太刀を武器に持つ。
節乃・フローゼと並び、包丁にしか関心の無い初代メルクが持ち主に興味を示した数少ない一人。クッキングフェスでの優勝回数は歴代2位の14回。節乃とは互いに競い合う良きライバルであった。
クッキングフェスの決勝トーナメントでは第一回戦から小松と対戦し、その際彼に意味深長な発言を残した。その直後のスタージュンの乱入の際には何故か倒れ、そのまま蒸発するかのように消えたが生きていた。その後、節乃を倒す為に光才老・栗坊と共に彼女と対峙する。その後、メテオスパイスが人間界に降り注いだ際に透影に回収され、NEOの本部に到着する。第二部ではNEOのアジトで鉄平と対峙し、黒い羽とゴリラの様な手を持っていた。闘いの末、三虎のメテオスパイスで洗脳が解け、鉄平の手によってNEOのアジトを脱出しようとする。その後、一行に立ちはだかるウーメン梅田と対峙し、彼の洗脳を解く。
アニメでは原作でクッキングフェスに先駆けて登場。トリコ達がモンプランを倒した後に現れ、モンプランの殻が食材になる事を教える。その際に砕く瞬間が目視出来ない程の速さでモンプランのイガを粉々に砕いてみせた。クッキングフェス予選3回戦の「一島丸ごとクッキング」では、島一つ分もある巨大な猛獣をデコピン一発でノッキングするという次郎顔負けの技を見せた。
年齢：不明、誕生日：1月3日、血液型：A型、星座：山羊座、身長：197cm、体重：90kg、視力：3.0、足のサイズ：30cm、好きなもの：料理、嫌いなもの：向上心のない人、好きな言葉：革新。
- 技

一刀 輪廻おろし（いっとう りんねおろし）
太刀で対象の相手だけを正確に一刀両断する奥義。この技で負わされた傷は遺伝子にまで刻まれ、その後は数世代に渡り遺伝するという。

アッポロ
宇宙料理「スペース」元店長。世界ランク「27位」の料理人。「宇宙料理のパイオニア」の異名を持つ。
宇宙服を着た太めの男。未知の「宇宙食材」で食文化に金字塔を打ち立てた「宇宙料理」の第一人者。
クッキングフェスでの美食會襲撃の混乱の最中、「IGOでも美食會でもない所に行く」と他の料理人に言い残し、その場を去って行った。第二部ではNEOのアジトで料理人に料理を運ばせていたが、三虎のメテオスパイスで洗脳が解け、その直後に立ちはだかったウーメン梅田と対峙し、彼の洗脳を解く。

モーヤンシャイシャイ
プキンの師匠にして「美食人間国宝」の一人。角のように尖った髪と髭、不気味な目つきが特徴の老人。ビデオのように対象を操る能力を持つ。
世界最高の技と技術を持つ再生屋で、かつては死の大陸を一瞬にして緑に変えたが、四獣を再生させた張本人。再生させた四獣が現れる数日前に姿を消して、NEO本部へ移っていた。
第二部ではカカ曰く、現在は「とんでもないモノを再生させようとしている」との事で、NEOのアジトでは蜘蛛のような姿になり、アジトを脱出しようとする鉄平を迎え撃つ。
年齢：不明、誕生日：8月2日、血液型：AB型、星座：獅子座、身長：165cm、体重：300kg、視力：0.01、足のサイズ：26cm、好きなもの：野心家を見る事、嫌いなもの：変化のないもの、好きな言葉：破壊は再生の母。
- 技

人喰い芝
生き物の様に襲いかかる芝。
一時停止
対象の動きを停止させる。
早戻し

再生

早送り
自身の攻撃を速める。
糸槍
槍の様に鋭い糸を吐く。

ドレス
声 - 園部啓一
元美食會総料理長。
異常に長いコック帽を被った老人。二振りの刀を背負っている。
グルメ界「産声の樹」にて第0ビオトープの愚衛門やマリーと対峙する。
一龍と三虎の闘いが決着した後、NEO本部へ移り、GODを巡る最終決戦でジョアに召喚され、スタージュン、グリンパーチ、トミーロッドと対峙するが敗北。
年齢：不明、誕生日：10月4日、血液型：A型、星座：天秤座、身長：222cm、体重：200kg、視力：2.0、足のサイズ：45cm、好きなもの：食材に火が通る瞬間、嫌いなもの：寝る事、好きな言葉：機知縦横

ナイスニィ
声 - 楠大典
元美食會総料理長補佐。
口髭を生やしたオールバックの中年男性。両腕を伸ばす能力を持つ。世界中の名のある料理人達を美食會の奴隷にすべく、誘拐する計画を指揮している。また、人間界の事は眼中に無く、第0ビオトープの職員達を当面の脅威だと考えている。
グルメ界「始まりの大陸」にて第0ビオトープのリュウやラップと対峙し、一龍と三虎の闘いが決着した後、NEO本部へ移った。
GODを巡る最終決戦ではジョアに召喚され、スタージュン、グリンパーチ、トミーロッドと対峙するが敗北。
年齢：不明、誕生日：1月2日、血液型：O型、星座：山羊座、身長：230cm、体重：215kg、視力：5.0、足のサイズ：50cm、好きなもの：才能ある人間、嫌いなもの：無能な生き物、好きな言葉：勝てば官軍。

カイトラ
声 - 白川周作
元美食會専属再生屋。
肩や顔に刺青の様な模様がある半裸の男で、濃い青色の肌と6本の腕を持つが、耳と口が無い。敬語で話す。
グルメ界「グルメの園」にて第0ビオトープの与作やマナンと対峙する。
一龍と三虎の闘いが決着した後は闘いを切り上げ、モーヤンシャイシャイと鉄平がNEOの一員になった事やもう美食會に用は無くなったという事を与作に告げて去って行き、NEO本部へ移った。第二部では登場しなかった。
- 技

テーブルクロス
強い粘着力のあるシートを地面に広げる事で相手の動きを封じる。作中ではカリウの蠅帳と合わせて一龍に放ったものの通じなかった。
- 所持道具

茨の根
棘が生えた鞭。相手に巻き付けて切り刻む事が出来る。

クロマド
声 - 金尾哲夫
元美食會料理長。
異常に長い紺色のコック帽と横に長く伸びた鋭い髭が特徴。冷徹な性格の男で、任務に失敗した部下達を連帯責任で容赦無く処罰する。グルメ界に乗り込める程の実力を持ち、3人の副料理長と6人の支部長、及び多数の構成員達を従えている。
グルメ界「星屑の川」にて第0ビオトープのラブやタックやララと対峙する。
一龍と三虎の闘いが決着した後、NEO本部へ移り、GODを巡る最終決戦ではジョアに召喚され、スタージュン、グリンパーチ、トミーロッドと対峙するが敗北。
年齢：不明、誕生日：9月15日、血液型：O型、星座：乙女座、身長：210cm、体重：180kg、視力：3.0、足のサイズ：44cm、好きなもの：お化粧、嫌いなもの：命令される事、好きな言葉：テーブルマナー。

カリウ
元美食會料理長。
サソリの尻尾を太くした様な帽子とサングラスが特徴の男。
グルメ界「知恵熱橋」にてボンレスと共に第0ビオトープのメリスマンや桜と対峙する。
一龍と三虎の闘いが決着した後、NEO本部へ移った。第二部では茂松に連れられ鉄平達と共にエリア8を訪れ、トリコ達を襲撃するも、トリコに一瞬の内に上半身を吹き飛ばされて死亡し、エアツリーに養分として吸収された。
年齢：不明、誕生日：9月10日、血液型：O型、星座：乙女座、身長：195cm、体重：90kg、視力：2.0、足のサイズ：30cm、好きなもの：果粒入りジュース、嫌いなもの：果汁0%ジュース、好きな言葉：果粒入り。
- 技

蠅帳（はえちょう）
口から風船ガムの様に膨らませた粘着質の物体を発射し、檻状に変化させ相手を覆わせて閉じ込める。作中ではカイトラのテーブルクロスと合わせて一龍に放ったが通じなかった。

ボンレス
元美食會料理長。
パンツ一丁で筋骨隆々の身体という、プロレスラーの様な姿をした大男。肩から首にかけてムカデの様な虫を巻き付けている。
グルメ界「知恵熱橋」にてカリウと共に第0ビオトープのメリスマンや桜と対峙する。
一龍と三虎の闘いが決着した後、NEO本部へ移った。第二部では茂松に連れられ鉄平達と共にエリア8を訪れ、トリコ達を襲撃しカリウが瞬殺され臨戦態勢に入るも、トリコに一瞬の内に上半身を吹き飛ばされて死亡し、エアツリーに養分として吸収された。
年齢：不明、誕生日：7月4日、血液型：O型、星座：蟹座、身長：250cm、体重：300kg、視力：1.0、足のサイズ：60cm、好きなもの：昆虫料理、嫌いなもの：退屈、好きな言葉：弱肉強食。

ジョージョー
声 - 島田敏 / チョー（JSAT2010）
元美食會技術部所属の開発者。
緑のローブを羽織り杖を突いている、大きく裂けた縫われた口を持つ腰の曲がった老人。GTロボの製造・管理やグリンパーチのストローの開発を行っている他、中間管理職的な仕事もしている。
クッキングフェスでのIGOと美食會の闘いでは美食會第6支部に残り、現場に投入されたGTロボを通して戦況を監視しジョアに伝えていた。一龍と三虎の闘いが決着した後は、NEO本部へ移った。第二部では、NEOのアジトで鉄平と対峙。切れた瞬間再生するカメレオンの舌を使う様になっていた。
アニメではギドの代わりにスタージュンにNEOの一員だと勘付かれており、混乱に乗じてソーンウッドの美食會本部を爆破した。

ギド
声 - 安元洋貴
NEOの一員。美食會第6支部新入りメンバー。名前と声のみの登場。
容姿は不明だが、美食會の中で唯一巨大GTロボを操れる人物。性格は卑劣で、自分の手柄の為には仲間も平気で裏切る。その正体はNEOから送り込まれたスパイだったが、スタージュンには見破られており、彼に「雑なスパイ」と酷評されていた。
「宝石の肉」を入手する為に桃色の巨大GTロボを用いてリーガル島へと赴くが、仲間である筈のザイパーの乗ったGTロボを破壊、彼の任務遂行を妨害する等の蛮行に及んでいた。その後、リーガルマンモスの体外にてココと交戦し、巨体を生かして優位に立つがその油断が仇となり、ココが核に打ち込んだ王水によってロボのコントロール（平衡感覚）を失い、戦闘不能となった。グリンパーチの話では後に任務失敗の責任を取らされ、料理長からの制裁を受けて死亡したとの事だが、詳細は不明。
- GTロボの技

調理用のファイア
GTロボの掌の火炎放射器から炎を発射する。
ピーラーショット

## ニトロ

### 味仙人
レッドニトロの中でも3人しか居らず、3人合わせて「金のシェフ」「銀のシェフ」「銅のシェフ」と呼ばれ、太古より食材のレシピを遺跡の中で壁画に残してきた。かつては他のレッドニトロ同様ブルーニトロの奴隷だったが、ブルーニトロの真の目的を知り、彼等を裏切り、一龍に名前を与えられ、匿って貰っていた。
チチ
銅のシェフ。 第1ビオトープのオクトパスイカの頭上の家で乾眠したフリをしてトリコ達を待ち続けていたニトロで、自称「味仙人」。頭頂部が禿げており、関西弁を話す。部屋に大量のエロ本を隠し持ち、女性の匂い付きの衣類を欲しがる程の変態で、雌のカブトムシとコンパに行くなど何でもあり。四天王から飛び出したグルメ細胞を一瞬で引っ込める程の実力を持つ。その後、次郎、節乃と共にエリア1を訪れ、次郎にネオについて教え、自身にドーピングを施す。そして他のレッドニトロを食して自身のグルメ細胞の純度を上げ、筋骨隆々になってエリア2を訪れると、自らの身体を美食屋四天王に食べさせて彼らを復活させ、力尽きた。
年齢：不明、誕生日：不明、血液型：不明、星座：不明、身長：165cm、体重：460kg、視力：10.0、足のサイズ：50cm、。
カカ
銀のシェフ。エリア7の古代遺跡に棲むニトロ。ピンク色の毛皮で、綺麗な目と整ったまつ毛が特徴。物事を計算する癖がある。味仙人の一人で、トリコ達の事はチチから聞いていた。ブルーニトロを裏切った為にエリア7で彼等に殺された為、作中では食霊として登場する。実はトリコ達がグルメピラミッドを訪れた際に小松が乾眠から目覚めさせたニトロでもある為、小松に恩義を感じている。裏の世界から小松に本当のペアの捕獲方法を教え、ペアを捕獲し産声の樹に戻ったトリコ一行の下に現れた。そして、ブルーニトロやグルメ細胞の真実を話していた所、ジョアの中のグルメ細胞の悪魔に拉致されたが、魂の世界で小松と再会し、アナザ調理の手引きをする。
年齢：不明、誕生日：不明、血液型：不明、星座：不明、身長：170cm、体重：380kg、視力：12.0、足のサイズ：47cm。
ジジ
「金のシェフ」。全身が茶色くて深い体毛に覆われており、口髭に見える部分は眉毛でその下に目が隠れている。老人口調で話す。アカシアのフルコース全ての在処と調理法を知り、小松がグルメピラミッドから持ち帰ったノートを記したのも彼である。エリア6でトリコ達と出会い、相手のグルメ細胞から人の実力を見抜き、残りのアカシアのフルコースを同時に捕獲するメンバーを編成し、その後は小松達アナザ捕獲メンバーと共にエリア6に同行。アナザ・ニュース・アース・アトム捕獲後は四天王や小松や愛丸をエリア2に案内し、他のメンバーにはフルコースを人間界に届けさせる。GODとの最終決戦ではネオに食われてしまうが、その瞬間、GODの調理法を四天王達に教えた。
年齢：不明、誕生日：不明、血液型：不明、星座：不明、身長：168cm、体重：350kg、視力：7.0、足のサイズ：45cm。

### ブルーニトロ
エア
はぐれ島で三虎が網の目の様に張り巡らせたハングリートングをいとも簡単に掻い潜り、三虎に真に倒すべき相手を告げようとした一龍に止めを刺したが、三虎に威嚇され立ち去った。
最果ての厨房でネオを調理していた所、殆ど体力が残っていない所をアカシア（ネオ）に食われ死亡した。
ペア
作中最初に登場したニトロ。白と黒の体毛に覆われ、頭髪と尾の先の毛が赤い。トリコ達が使用しているリドルチャプターのデータは彼のもので、アカシアの指示によってネオの細胞の色と食の好みのデータを伝える為、データを送った。
アカシアとはエリア7で初めて出会い、アカシアのスープ、ペアを捕獲する為に同格の猛獣との共食いに失敗した所、サンドリコの花粉を受けて同じく瀕死のアカシアと共食いし、ペア捕獲に成功した（その時にアカシアの体内にネオを発見している）。
トリコや小松とはベジタブルスカイで出会い、その際オゾン草をトリコと小松のやり方を見て食したが吐き出して、何処かへと去って行った。
エリア8編のダイニングプラネットでの会合には出席していなかったが、エリア7編ではダイニングプラネットに戻っており、トリコと小松のコンビを評価しつつも、猿王には勝てないと語っていた。その後、エリア2のアカシアの元に駆け付け、アカシアに次郎を殺害させ、彼と共にGODの元へと向かう。
そしてブルーニトロのセンターからアカシアの前菜センターを託された際、自分に殺されれば何時か復活出来るとしてセンターを殺害。前菜のセンターをアカシアに食べさせてネオを完全復活させようとしたが、アカシアに裏切られ、ノッキングされてしまう。しかし鉄平によってノッキングが解かれ、テイストチェンジでトリコの感情に怒りを植え付けた。実はネオの封印と、ネオの中から聞こえてきた同胞達の解放の狭間で葛藤したまま最終決戦に望んでおり、アカシアが理性を取り戻した後で、アカシアとの思い出とアカシアの逃れられぬ死に涙した。最終決戦後、トリコとリンの結婚披露宴に列席した。
- 技

スクラブショット
両手の爪を突き立て、相手の攻撃を押さえる。
テイストチェンジ
相手の思考を変え、感情を浮き出させる。
アナザ
フリル付きの衣装を来たブルーニトロの紅一点。敬語で話す。
エリア7編では小松達がアカシア（地球）のフルコースの真の味を何処まで引き出せるか見てみたいと語っていた。
その後、二狼と対峙するがビッグバンで宇宙に殴り飛ばされた。
- 技

一光年螺旋おろし
包丁から螺旋状の斬擊を放つ。
ニュース
ブルーニトロの中でも大柄。ネオの調理中、ネオの一部に上半身を食われたが、命球によって復活した。
その後、二狼と対峙するが、エターナルノッキンで再起不能に追い込まれた。
- 技

マントルショット
力を込めた両腕で相手を殴りつける。惑星のマントルをも揺らす威力。
星の核抜き
金のコルクスクリューを回転させた状態で、相手の身体を抉る。
アトム
味仙人カカに成り済ましていたブルーニトロ。本物のカカとの違いは無表情で、口を開かずに喋る事。
正体はアフロヘアが特徴で、戦闘時は口を大きく開き（口の中にも目がある）、全身からトゲを生やす。エリア7で猿達に襲われていたトリコ達を助け、ブルーニトロも知らないペアの捕獲方法を四天王に教える等ペア捕獲の手引きをするが、ペアを持つ猿王バンビーナにトリコ達が歯が立たなかった為、彼らを見限り本性を現した。その後、トリコ達が捕獲したペアを狙おうとするも、猿王のダンスを邪魔した事によって彼に吹き飛ばされるも、生存している。
ネオの調理中にエアがアカシアに食われた事でネオを黙らせようとするが逃げられ、アカシアとネオを追ってペアと共にエリア2へと向かう。トリコ達と対峙するも、鉄平にウチューリップを植えられて身動きが取れなくなり、乾眠した。
アース、GOD
ドレッドヘアが特徴のブルーニトロと、頭部も毛皮で覆われ軽装を纏ったブルーニトロ。どちらがどの名前なのかは不明。前者はニ狼のヘッドシェイカーで倒されて命球を奪われ、後者はギネスパンチで空高くに吹き飛ばされた。
- 技

地殻剥き
後者のブルーニトロが使用。両手のヘラを打ち付ける。
センター
全身真っ黒い毛皮で覆われ、頭頂部はトサカのように三本の毛が跳ねている。
ダイニングプラネットでの会合の後、アカシアの前菜センターを採取し、最終決戦でアカシアの待つエリア2へと向かう。アカシアの前菜センターをペアに託すが、万が一の保険として復活出来るようにという理由でペアに殺害された。
- 技

チョッパークラッシュ
両腕を振るい、無数の衝撃波を放つ。

## グルメ細胞の悪魔
オーガー
声 - 置鮎龍太郎
トリコに宿るグルメ細胞の「悪魔」。筋骨隆々とした、白い長髪で全身赤紫の鬼。温和だが、怒ると手が付けられない孤高の戦士で鼻が利き、食べる事に特化しているが個の実力では史上No.1とされる。トリコは猛獣や強敵に出会った際に意図的に威嚇として登場させており、トリコ自身も自食作用や食没の際に深層意識で会話出来る。
最終決戦ではトリコがGODを食った事で実体化し、現実世界で初めてトリコと対面。食運を使ってトリコにセンターを食べさせ、自らトリコの食欲の一部となった。
年齢：不明、誕生日・星座：不明、血液型：不明、身長：3m、体重：2t、視力：15.0、足のサイズ：不明。
- 技

ジェットパンチ
青鬼（仮称）
トリコに宿る二体目のグルメ細胞の「悪魔」。正式名称は不明。ブルーニトロと同じ青い細胞を持ち、青の食材を好物とする。トリコと同じ髪型と色をしており、トリコの髪が青いのはこの悪魔が宿っている所為であり、この悪魔が外に出るとトリコの髪は黒くなる。
初登場は、馬王ヘラクレス戦の時で、それまでトリコ自身存在を認識してなかった。非常にファンキーな性格の戦闘狂であり、オーガーもあまり関わりたくない描写がある。
- 技

ブルースピット
槍の様に変化させた腕で相手を突く。
デビルナイフ
トリコのナイフと同じ。
白鬼（仮称）
トリコに宿る三体目のグルメ細胞の「悪魔」で、グルメ細胞の色は白。正式名称は不明。仏の様な顔で、左目の下に傷があり、背中に羽が生えている。礼儀正しい口調で話し、トリコの「ごちそうさまでした」という言葉を好む。一瞬でも飛び出たら今のトリコの身体が保たない程の力を持つという。
金の缶詰に封印されていたが、エリア2で小松が缶詰を開けた事で封印が解け、アカシアとの最後の闘いでほんの一瞬だけ登場し、アカシア（ネオ）を屈服させ止めを刺した。
ポイズンデビル
ココに宿るグルメ細胞の「悪魔」。斑模様で、長髪を生やした不気味な顔をしている。致死性の猛毒はもちろん、中毒により無数の生物を虜にして従え、巨大惑星を支配した。クッキングフェスではグリンパーチとの戦いで、地下深くで巨大なエネルギーを見つけたココに対し「資格が無く、入口も違うから先に入れない」事を告げた。
ヘアモンスター
サニーに宿るグルメ細胞の「悪魔」。髪を束ねた人型の怪物。生物のみならず星そのものを貪り飲み込み、それらを下僕として吐き出し銀河をも支配した。王食晩餐を切っ掛けに、クッキングフェス編で他の四天王のグルメ細胞の悪魔よりも先に目覚めた。
ボイスデーモン
ゼブラに宿るグルメ細胞の「悪魔」。全身に皴割れの様な模様のある口が裂けた怪物。悪道の声と腕力で数々の星を壊滅させた。
ジョアのグルメ細胞の悪魔
ロングストレートの髪、灰色の体色で継ぎ接ぎだらけの凶悪な顔をした悪魔。口が悪い。ブルーニトロの真の目的をトリコ達に話すカカを奇襲して拉致し、料理人達をエリア6へと誘う。
フローゼのグルメ細胞の悪魔
白い肌と青白い長髪が特徴の女性の悪魔。正式名称は不明。エリア6では常しえの厨房で小松と出会い、アカシアのフルコース調理の手引きをする。最終決戦ではGODの中で小松のGODの調理を手伝った。
ドン・スライム
読者が考案したキャラクターで、エリア6に向かう途中に磁貝の中に紛れ込んでいた食霊。名前を呼ぶ際は「ドン」を付けるよう要求する（本人曰く「ドンスラでも良い」との事）。昔は全宇宙を支配した王で、パンチ一発で星を破壊し小さな星すら複製する程の力を持っており、宇宙の災害とまで呼ばれていたが、何らかの理由で死亡し食霊となった。
あらゆる物体に見た目だけでなく細胞レベルにまで姿を変える事が出来、地球上の多くの生物を同時に宿主として操り、アカシアのフルコースを数億年掛けて欠片を復活させ、その欠片をジャイアントシェルに掻き集めてあらゆる物体に姿を変え、ブルーグリルを創造した。
完全復活を遂げる為、閻魔大王イカと協力してアカシアのフルコースと自分の身体を再生・調理する為のプロジェクトを開始。プロジェクトを進めながら完全復活する為の強い宿主を一龍に決め、ブルーグリルの国民の殆どの細胞に潜む。国民全員に自分を国王と認識させ、自分の本体が一龍に宿っている間、国のプロジェクトであるフルコースを横取りされないよう国民に宿って監視していた。
そして一龍がまだ若い頃、彼に乗り移り、強くなって貰う為に旨い食材を沢山食う事を願っていたが、聞き入れて貰えず。しかし、一龍から「ドン・スライム」と名付づけられ、長い交流を経て彼の食を分け与える気持ちを知る。一龍の死後、自らの本体をジャイアントシェルに戻し、プロジェクトで復活させる対象を自分から一龍に変えた。
エリア6編ではアナザを捕獲する為、小松達人間界から来た料理人達と十貝五人衆との料理勝負を承認したが、ムーンが動き出した事で料理対決を中断。プロジェクトでアカシアのフルコースの調理を完成させ、一龍を復活させる事を小松達に告げ、彼らを魂の世界に案内する。
分身に食霊を監視させ、一龍の魂を発見して復活を要望するが聞き入れて貰えなかった為、プロジェクト終了後はフルコースを食べる者をアサルディーに決めて彼の肉体を犠牲に復活。アサルディーの身体ではドン・スライムのエネルギーに耐え切れず、長く保たないとジジは言うが、無数の脚を持ち、髭を生やした巨大な姿に変貌し、ネオ(アカシア)を止めようと戦う。そしてアカシアに一龍を侮辱されて怒りを顕にし、惑星を破壊する程の攻撃を次々と繰り出したが、その全てをネオに食われ、悲鳴を上げながら自身もネオに食われてしまった。
- 技

黒い稲妻
ドン・ナイフとフォークを振るい、黒い稲妻を落とす。
漆黒の竜巻
黒い竜巻を起こす。
黒の卸し金
地面に真っ黒い棘を発生させる。
竜巻卸し
漆黒の竜巻で捕らえた獲物を黒の卸し金で卸す。
災害豪雨
巨大な隕石を無数に降らせる。
超新星爆発
半径5光年以内の惑星に棲む生命体を絶命させる宇宙最大の災害とも言える大爆発を起こす。作中で発生させた小さな恒星でも地球程度の大地を全て蒸発させる。
ネオ
100億年以上も昔から何度でも蘇る捕食生物で、アカシアの体内に潜むグルメ細胞の悪魔。グルメ細胞の色は「黒」。不気味な無表情の顔を持つ。ジョア曰く元々は小さな1個のグルメ細胞だった。
身体の一部だけでもブルーニトロや捕獲レベル4000近い猛獣を一瞬で食う程の力を持ち、天然物、人工物はおろか天変地異までも食べてしまう。
死に対して強い絶望を抱いた生物を好物とし、時には一匹の獲物に至近距離で張り付き、絶対に逃げられない恐怖を与えて旨味を最高潮に引き上げてから食す。ネオに食われた細胞は完全にこの世から消え、二度と復活出来ないと思われていたが、実際は体内に留まり続けている。
数億年前、ニトロの使役する益獣に紛れており（ニトロ曰く、元から居たかどうか判らないらしい）、小柄でノロマでロクに搾取も出来ない使えない魔物だと嘲笑されていた。ニトロが数億年掛けて築いた肥沃な星を放れる際、自分だけ置き去りにされた(実際は自らの意思で離れた)のを切っ掛けにその星を僅か一ヶ月で滅ぼし、以降も生物の住む星を数百万と食い尽くす。しかし、数億年に一度、超新星爆発に巻き込まれたり、優秀な戦闘種族に倒されたりして何度か死んだものの、多くの惑星を食い続けた後、地球でアカシアに乗り移る。
ブルーニトロはペアがエリア7でアカシアと共食いした際に存在を確認し、ネオを完全な状態で復活させ、金の缶詰に封印する為に数億年もの間、アカシアのフルコースを持ち出して彼を調理している。完全復活には幾つかの条件があり、中でもアカシアの魚料理「アナザ」が化物復活の鍵を握っているとの事。
最終決戦ではGODを食って完全体へと変化し、捕獲レベル22000相当の実力で八王を次々と圧倒するも、アカシアに取り込まれる。しかし、アカシアが適合食材を食べていなかった為、アカシアの意識を乗っ取るも、自身の苦手とする怒りだけの攻撃をトリコから喰らって敗北し、今まで食べた食材とブルーニトロを吐き出した。全て吐き出した後、トリコから数十億年で初めて食材を分け与えられ、無邪気な笑顔を見せた。その後、トリコとリンの結婚披露宴に列席した。

## その他の人物

### 研ぎ師
初代メルク

二代目メルク
声 - 矢島晶子
初代メルクの唯一の弟子である若い女性。一人称は「オレ」で、人前では男性の様に振る舞っている。右頬には幼少時に仕事場の包丁が顔に落ちた際に付いた十字の傷がある。
赤子の頃、捨て子だった所を初代に拾われ、実の子供の様に育てられた。15歳の時点で既に研ぎ師としての腕は初代と変わらず、初代が最後の仕事の旅に出る際に二代目を託された。しかし初代の度を越した小声の所為でその事が伝わっていなかった為、研ぎ師としての自信を喪失しており女である事も隠していた。小松の励ましのお陰で研ぎ師としての自信を得て、女としての自分も取り戻す。その後真の二代目最初の仕事として、小松の折れた包丁にデロウスの牙を融合させ、新しい包丁を完成させた。小松からは「あんなに可愛いらしいのに」と女性として意識されている描写がある。
クッキングフェスでは、観客としてマッチと同じく小松の活躍を見守っていた。その後の美食會襲撃時には、自身も闘いに参加していた。
グルメ界編では、援護組の一員としてグルメ界へ向かった。そして、小松達と共にエリア6に残ってアカシアの魚料理・アナザを入手する為に深海のグルメ都市ブルーグリルに到着。七獣の素材から金の包丁を研ぎ、小松のお願いで金の缶詰を開ける缶切りも造った。アナザ調理後は、フルコースを届ける為に人間界に帰還した。
年齢：21歳（第1章）→25歳（第2章）、誕生日・星座：不明、血液型：A型、身長：170cm、体重：60kg、視力：2.5、足のサイズ：26cm、好きなもの：刃物を研ぐ音、嫌いなもの：使い捨ての道具、好きな言葉：努力は才能を研ぎ澄ませる。
- 技

ウロコ斬り
包丁を使い一瞬で対象の鱗や皮膚を削ぎ取る。
砥石ブーツ
ブーツで一回擦る事で包丁の欠けた部分を元に戻す。

### 食林寺
珍鎮々（ちん ちんちん）

シュウ
声 - 千葉進歩
食林寺師範代の一人。三つ編みの長髪が特徴の青年で、礼儀正しい性格。
総合的な戦闘力はさほど高くないが、最小限のエネルギーで最大限のパワーを発揮できる「食義」によって無駄の無い繊細な動きを可能としている。
珍に命じられてトリコと小松に食義の修行を付け、トリコ達の実力を飛躍的にアップさせる貢献を果たした。千代を含む美食會の襲撃の際には力及ばなかったものの、珍とトリコの助けが間に合い師範代の中でコッポゥ同様に生き残った。
- 技

ペティナイフ
トリコのナイフと同じ手刀。トリコのナイフと比べれば力も切れ味も劣るが、食義の繊細なコントロールによって服の布や産毛「だけ」切る事が出来る。
食技「瞬間血抜き（しゅんかんちぬき）」
両手に持ったナイフで相手の動脈を狙う。

コッポゥ
声 - 園部啓一
食林寺師範代の一人。眼鏡を掛け、立派な髭を蓄えた小柄な老人。
食林寺を襲ってきた千代と対峙するが、千代の圧倒的な戦闘力の前に為す術も無く敗北した。第二部では生存している事が判明し、トリコ一行が悪霊たちの港に旅立つのを見送っていた。
- 技

食技「百枚下ろし（ひゃくまいおろし）」
相手に多数の斬撃を繰り出す。

ワゴン
声 - 川田紳司
食林寺師範代の一人。腰まで届くほどの長髪と細い目が特徴の男性。言葉遣いは丁寧ながら態度はやや尊大。
食林寺を襲ってきた千代と対峙しようとするが、胴体部分を骨だけ残して切り取られて死亡。
連載時は妙に目立つ存在感から、一部でカルト的な人気を博した。
- 所持道具

出刃ヌンチャク
二つの出刃包丁の柄を鎖で繋げた武器。

スースー
食林寺師範代の一人。厳つい顔つきのスキンヘッドの男性。名前の通り頭がスースーする。
千代と対峙した際、右腕をかつら剥きにされた。

### トリコの知人
十夢（とむ）
声 - 柿原徹也 / 津田健次郎（ラジオドラマ） / 藤原啓治（JSAT2009）
グルメ中央卸売市場の卸売商。既婚者。
黒髪で浅黒い肌にサングラスを着用（入浴時でも外さない）している男。トリコとは仲が良く、トリコが交渉相手にする数少ない人物の一人。貧しい小売りを沢山抱えているらしく、IGOが定める相場よりかなり安い値で卸す（ヨハネスは苦言を呈していた）事も多い。「美食丸」という小型船舶を操縦する。グルメ税が上がったので、奥さんはカンカンに怒っているらしい。
四獣編では薬膳餅の材料を卸売商総出で調達した。
年齢：25歳（第1章）→29歳（第2章）、誕生日・星座：不明、血液型：A型、身長：180cm、体重：70kg、視力：1.5、足のサイズ：28cm、好きなもの：食材を手にした人の笑顔、嫌いなもの：食材を粗末に扱う人、好きな言葉：衣食足りて礼節を知る。

モリ爺
声 - 江川央生
グルメタウンにある「Bar ヘビーロッジ」店主（マスター）。
トリコとは旧知の間柄で、トリコは駆け出しの頃からお世話になっていた。長年美食屋の相手をしてきた経験から一目でその美食屋の才能と実力を見極める事が出来る他、節乃以外に誰も気付かなかった小松の潜在能力（食材に好かれる才能）をも見抜いた。

スマイル
声 - 津田健次郎
フードラインの「food建設スマイル事務所」で働くグルメ一級建築士。
トリコの家であるスウィーツハウスを設計した以前にも、グルメタウンのグルメタワーやグルメ高速道路（フリーウェイ）、グルメ列車のデザインを務めた若き天才建築家。笑顔をモットーとしているがあまりの仕事の多忙さで笑う事が苦手になっていた。スウィーツハウスの新築祝いにて小松の「センチュリースープ」を飲み、その味を満喫した（本人曰く「笑顔を思い出した」）。
アニメでは、美食王決定戦の会場の設計にも携わった。
ちはる
バー「ぬもんちゅが」のマスターで、トリコとは顔馴染み。
番外編で度々登場しているが、作者は本編で出したいと言っており、本編ではトリコとリンの結婚式で神父役として出演させた。
感動に打ち震えたり、足の爪を噛んだり、脱糞しながら接客をする。メニューは軒並み高く、一部は法外な値段。

### ハニープリズンの囚人
ノリ介
声 - 坂巻学
ハニープリズンの囚人の一人で、おかっぱ頭と繋がった眉毛が特徴。「食い逃げのノリ介」の異名を持ち、高級料理店の無銭飲食の総額が2兆円を超える、第一級グルメ詐欺師。
大の甘党故に「脱食のフルコース」の前菜では、甘味を感じる味覚を遮断されて大好物を奪われる苦しみを味わっている。
リック
声 - 白川周作
ハニープリズンの囚人。麻薬食材の密売及び使用の常習犯で、一匹で一国を滅ぼすと言われる隔離生物「ドラッグまいまい」の養殖及び使用も行っていた重罪人。
その罪で脳内の麻薬受容体と快感神経を麻痺・遮断させられており、永遠に「ドラッグまいまい」の禁断症状だけが出て苦しみ続けるという罰を受けている。
ジョイマル
ハニープリズンの囚人で、モヒカン頭が特徴の傷だらけの巨漢。グルメ食材密猟グループのヘッドで、今までに17種1600頭もの保護動物を乱獲した重罪人。
バイダン
声 - 銀河万丈
ハニープリズンの囚人。グルメ山賊のリーダーで、これまでに20人の美食屋を殺して食糧を略奪した凶悪犯。

### その他
ドヘム
声 - 金光宣明
ロト共和国の大統領。ベイは彼の皮を被ったGTロボを用いてグルメコロシアムへと潜入した。原作での生死は不明だが、アニメに於いて生存が確認されている。
アニメではマグロのトロが好物でかなり偏屈な性格の為、国民からは「ド偏屈のドヘム」と呼ばれている。グルメコロシアムに敵の侵入を許したIGOの警備能力に憤り、重要（?）なグルメ法案。の成立に一人反対の姿勢を見せていたが、小松がウールスターソースとウール火山の灰で調理した「マーメイマグロ」の「バブリートロ」の味に感動し、法案の成立に賛成した。

ハッチ
声 - 小池謙一
グルメジャーナリスト。元美食屋で気象予報士の資格と航海術の知識を持つ。作中では過去の人物として扱われている。
かつて取材でグルメ界に入り命からがら生還して、それまで天国の様な世界だと思われていたグルメ界が実際は地獄そのものの世界である事を公の場で証言した。この証言により、グルメ界の概念は一変し、IGOによってグルメ界全域が危険特定区域とされた。

うみまる
声 - 白川周作
高明なグルメ経済学者。丸眼鏡と左目を縦に貫くような刺青が特徴の男性。経済理論は得意だが、恋愛理論は不得意。
ゼブラ出所によって全世界で数千兆円、10ヵ国以上の先進国がこの世から消滅する被害を被る事を発表した。
アニメでは名称が「マネイ」になっており、所属もグルメ大学経済学部長に変更されている。

ハデス
サンドガーデンに住む老婆。あだ名は「はっちゃん」で、昔はヤンチャしていたが、近年続いていた紛争で送り込まれた生物兵器、ヤマタノサソリによって息子、孫を失った。
ゼブラの出所によって紛争が収まった為、ゼブラを英雄視している。

よっち
声 - 石田太郎
ニワトラの住処「巨万の一坪」を所有する老人。顔の三本傷と団子鼻が特徴。
50年程前までは現役の美食屋で、病気がちの妻「美子（みこ）（声 - 土井美加）」を養う為美食屋の仕事に精を出していたが、その所為で彼は家を留守にする事が多く、本当は彼と一緒の団欒を何よりも望んでいた妻の気持ちを思いやれないまま、妻を孤独の中で死なせてしまった。その翌年、妻の墓標がある場所でニワトラの雛を発見し、妻がその卵を好んでいた事から運命を感じて妻の名から「ミーコ」名付け、美食屋も辞めて片時も離れず大切に育てるようになった。
自分の死期が近い事を悟り、最後に残った唯一の財産である「巨万の一坪」を他人に譲ろうと決めたが、我が子同然の大切なミーコをあくどい金儲けに利用される事を嫌い、投資目的で大金を積んで現れる富豪達を尽く門前払いにしてきた。しかし、投資目的でなく純粋に「ニワトラ」の卵が欲しくて彼の家を訪れたトリコと小松だけは気に入り、トリコ達にミーコの世話を託して「巨万の一坪」を快く譲った。それから間もなく亡くなり、彼と妻の墓標は同じ場所に並んで建てられた。
アニメではニワトラの発見場所が妻と初めて二人で食事をした場所に変更されており、夫婦の墓は建てられていない。

ぽんこち
声 - 白川周作
フリーのグルメDJ。食材に合った音を提供してくれる腕利きのDJで、予約は何か月先まで一杯であるという。時給200万円という高額のギャラを取るが、トリコからは全く評価されず（「うるせーからその音止めろ」としか言われなかった。アニメではサニーと話があるからという理由で止められる）、ショックを受けていた。第二部ではサニーと知り合いになっていた。
アニメではラッパーの様な口調で喋る。
パーポー
声 - 園部啓一
グルメ神社の神官にして本殿の管理者。「食運」と書かれた服を着ており、「グルメ神官」と書かれた烏帽子を被っている小柄な老人。食男に選ばれたトリコと小松が分け合う気持ちを見せた事に対し、アカシア像が嬉しそうに見えた模様。
アニメでは千歳飴の材料であるコトブキビの捕獲を食男のトリコと小松に依頼した。
森田
声 - 島田敏
グルメ雑誌「Calorie」編集者。サングラスと髭の剃り残しが特徴の中年男性。大竹から賄賂を受け取った。

ジャンピン
声 - 田中一成
国際連合軍元帥。四獣が人類を食い尽くさんとしてグルメ界から出現した際、四天王よりも早くこれを迎え撃つべく、国際連合軍の誇る巨大戦車や戦闘機の部隊を大量に投入させたが、敢えなく全滅した。

ムナゲ
声 - チョー
クッキングフェスの司会を務める、色黒の中年男性。グルメ番組司会者好感度15年連続No.1。去年は2位の「ウデゲ」に抜かれかけたらしいが、フェスのギャラを死守する為に何とか裏で「ごじょごじょ」して阻止したとの事。美食會襲撃時にはゼブラの声で他の観客共々クッキングアイランドの外へ避難させられた。アニメではルー大柴の様な英語混じりの口調で喋る。

ハナゲ
クッキングフェスのリポーター。チョビ髭と真ん中だけが禿げているという特徴的な髪型を持つ中年男性。ムナゲにブランチがフェスに来ているという情報を教えた。
卓（すぐる）
眼鏡をかけた少年。母の看病のため、毎日八百屋へお使いに行っている。
ゼン
病に侵されていたとある村に住んでいた少年。村人を救う美食屋になるのが夢で、捕獲レベルが低いものの人々の病を治すフルコースを持っており、ユダとコンビを組みたがっていたが病によって命を落とす。

## グルメ界

### エリア8
マッピー
トリコ達がユトウ島で出会ったトラベルフロッグ。読者募集で捕獲レベル不明の妖怪獣類。妖食界に住む旧三獣士で、リュックサックを背負い、髭を生やした二足歩行のカエル。一人称は「オイラ」で、語尾を伸ばす口調だが、興奮するとカエルの鳴き声で喋る癖がある。捕獲レベル500台の猛獣と互角に渡り合う実力を持つ。
エア捕獲の時はトリコや小松と共にCARエルに乗り、馬王の丘へと向かった。エア調理後は、瀕死の重傷を負った小松の為にトリコにお守りを託した。
年齢：不明、誕生日：10月12日、星座：てんびん座、血液型：A型、身長：140cm、体重：100kg、視力：10.0、足のサイズ：35cm。
たけし
妖食界に住む旧三獣士。ぬめりひょんの孫の友達の弟が通っている塾の横に住んでいる。
のぺ吉
妖食界の旧三獣士。頭に比べて顔が非常に小さく、のっぺらぼうに見える一つ目小僧。
ダルマ仙人
妖食界の村長。名前の通りダルマの様な顔とした巨大な老人。高齢だがかなりスケベな性格で、河童温泉の女湯を覗いて興奮して死にかける程である。ゼブラに雌河童が何を話しているか聞き出してもらう事を条件に、彼のフルコースのデザート「ダルマ仙人の献上品」とダルマホースを貸し与えたとされる。
大気の不安定な環境で生活していた為、高山病に近い病気になっていたが、エアから噴出した酸素によって症状が回復した。
年齢：不明、誕生日：10月10日、星座：てんびん座、血液型：O型、身長：7m、体重：3t、視力：10.0、足のサイズ：1m、好きなもの：生意気な奴、嫌いなもの：美しいもの、好きな言葉：あの世千日この世一日。
ディナー
鬼ヶ村出身の妖食三獣士の一人で、若き再生屋。通称「青鬼のディナー」。一本角、福耳が特徴の一つ目の青鬼で、物静かな性格。エア捕獲の時はココと共に毒雨草原へと向かう。
ノッシュ
河童谷出身の妖食三獣士の一人で、新鋭美食屋。通称「河童のノッシュ」。陽気な性格。エア捕獲の時はサニーと共に蜂の巣平野へと向かう。
- 技

皿盾
全身の筋繊維を頭の皿に集中し、全てを反射する無敵のシールドを作り出すが数秒しか保たず、2分ぐらい経たないと再使用は不可。
大皿盾（おおざらたて）
さらに巨大な皿盾。
ブランチ

### エリア7
カカ

### エリア6
ドン・スライム

チャコ
ブルーグリルに住む少年。12歳。立派な料理人になるのが夢で、憧れの十貝五人衆のサインを宝物にしている。嗅覚と味覚が弱く、常しえの厨房に連れ去られてしまい、フルコースの肥料にされる寸前で母に救出される。アナザ調理後は母との生活を取り戻し、人間界のホテルグルメにいつか訪れる事を約束する。
トリコとリンの結婚式には母親と共に出席した。
チャコの母
名前は不明。料理人だが目が見えず、チャコを育てるためにそれを隠していたが、半年前に判明して強制収容され、アカシアのフルコースの肥料として命を奪われた。死後、魂の世界で料理の腕を認められ、最近になって別の体で蘇る事を許された。チャコがフルコースの肥料にされない様手引きし、小松に自分にチャコの記憶がある内にチャコの好む手料理の味を教え、アナザ調理後はチャコとの生活を取り戻した。
チャコの祖父
名前は不明。チャコの母方の祖父で、ブルーグリルのスラム街で絶望しながら生活している。チャコが拉致された直後、チャコを救おうとする小松を案内し、アナザ調理後に記憶を取り戻した。
マリ
仮面を着け、四本の腕を持つ七ッ貝料理人。
ST10
スピリチュアルテイスターと呼ばれる住人の味鑑定士。現世の味だけでなく、霊食の味にも精通した味覚マスター。グリルスタジアムの料理対決で審査員を務める。
閻魔大王イカ
読者が考案したキャラ。魂の世界を取り仕切る食霊であり、魂の再生屋。閻魔大王の姿をした巨大なイカで、長い髭と八本の腕を持ち、関西弁で喋る。
過去にドン・スライムと協力し、アカシアのフルコースを長年掛けて再生。現在ではドン・スライムにネオが復活しそうな事を告げ、一龍の魂が見つからないと嘘を吐いた。
メイル
読者が考案したキャラで、ブルーグリルの総料理長。閻魔大王イカの娘で、イカの様な頭と脚、四本の腕を持つ女性。「キショい」が口癖。国のプロジェクトの一環で、GODの肉片を調理している。

#### 十貝五人衆（とおかいごにんしゅう）
ブルーグリルにたった5店舗しかいない十貝料理店のシェフ達で、彼らの料理は匂い及び眺めるだけでお米10杯はいけると評されるブルーグリルの英雄。 魂の取引きによって何十回も蘇った為、何千年も生きた感覚を味わい、人生の経験値と料理の腕が増している。生き返る度に姿が変わる為、お互いの区別の為に仮面を被っている。アナザ調理後、アサルディーはドン・スライムに肉体を提供して昇天し、残りの四人はワープキッチンで小松達と共に残りのアカシアのフルコースを回収した四天王を迎え、フルコースを人間界に届けに行った。
コンドルウインドー
深海草料理「BLUE・INN」オーナーシェフ。四本の腕を持ち、螺旋状に髪が逆立っている。「メガトン」が口癖で、3000年以上生きた事を自称しており、他者を見下す。料理対決一回戦でユダと対戦し、多重力に翻弄されるも、瞬時にリーフィッシュをノッキングし調理。しかしユダが多重力空間を捌いた事でバランスを崩し、霊魂炉に落ちて敗北した。
ピクニックボンバー
油潮専門料理屋「珊瑚の塔」店長。四本の腕を持つ。料理対決の2回戦でわぶとらに勝利する。
カキノキッシュ
水圧食感料理「アイスショック」シェフ。五人衆の紅一点。 料理対決の4回戦でののに敗北する。その後、ワープキッチンでメルクが金の包丁を砥ぐ手助けをし、彼女に恋心を抱く。
アサルディー
深海絹刺し割烹「シルクマリーン」オーナーシェフ。通称「英傑の料理人」。仮面の下には丸眼鏡を掛けている。趣味は読書で、四本の腕で二冊同時に一瞬で読み、年間一万冊近く読んでいる。千代が遠距離からサンゴーレムを賽の目切りにすると同時にノッキングしたのを見て他のメンバーを集める。料理対決の5回戦では千流と勝負するが、中断された。
前の身体の時、フルコースの肥料にされる瞬間に恋人のシルクに新しい身体になって雪の教会に迎えに行くと約束し、アナザ調理後に約束を思い出して教会に向かったが、シルクは既に亡くなっていた。そして二度と復活出来ない事を承知の上で身体をドン・スライム復活の為に提供し、シルクと共に昇天した。
メイメイ
海鍋料理店「亀の里」店長。小柄で顔を目元以外布で覆い隠している。老人口調で話す。料理対決の3回戦でダマラスカイに勝利する。本人曰く、自分のワープキッチンはアサルディー達より質が高く、その後、ワープキッチンで栗坊が金の調理器具を作る手助けをする。

## 相棒・ペット
テリークロス
IGOのコロシアムで産まれたバトルウルフの子供で、名付け親はトリコ（名の由来は「厚手のタオル地の様に毛並みが気持ち良い」事から）。通称テリー。
産まれた直後にベイのGTロボによって母親を殺された。通常バトルウルフが人に懐く事は無いと言われているが、母親を全力で助けるトリコの姿とそのスケールの大きな人望を目の当たりにし、トリコに懐いて彼の相棒となる。「古代の王者」の末裔に恥じぬ優れた素質を持ち、凄まじいスピードで成長を続けている。知能はかなり高く、人間の言葉を理解したり、その場にある物を活用して敵を倒す手段とする事も簡単にやってのける。
グルメ界のエリア7ではペアと小松を狙う偽のカカをキッスやクインと共に足留めしようとしたが、彼に見せられた謎の生物の欠片に恐怖した自分を情けなく思い、キッスやクインと共にトリコ達と別れ猿王バンビーナの元で修行をし、後に現れたネオの分裂「A」からイアイアイを救出。GODを巡る最終決戦ではブルーニトロのセンターに奇襲されたトリコを助ける。最終話ではエリア2の八王ギネスがネオに敗北したのを理由に引退した為、次の八王の座を狙い群れに帰った。
年齢：不明、誕生日：2月10日、星座：水瓶座、血液型：O型、体長：8m、体重：6t、好きなもの：トリコ、BBコーン、嫌いなもの：臭いもの。

キッス
ココの相棒として飼われている、漆黒の翼を持つ巨大なエンペラークロウ。捕獲レベル測定不能の鳥獣類。
知能が高くココの言葉を理解し、意見疎通を図る事が出来る。
年齢：不明、誕生日：9月6日、星座：乙女座、血液型：A型、体長：8m、体重：3t、好きなもの：ブレオカジキ、嫌いなもの：雨。
- 技

ブラインドフェザー
相手の目の前で自身の羽をばら撒く事で視界を封じる。

クイン
サニーの相棒として飼われている、マザースネークの子供。
並の猛獣を一呑みにする程の強さと時速400km強の速さを持つ。サニーは自分以外の者を乗せる際、土足厳禁にしている。
年齢：不明、誕生日：8月8日、星座：獅子座、血液型：A型、体長：50km、体重：65億t、好きなもの：水浴び、嫌いなもの：極寒。

ダルマホース
ゼブラがダルマ仙人から借り受けて、足代わり（ゼブラ談）にしている、テリー達が小さく見える程とてつもなく巨大なシマウマ。捕獲レベル不明の魔獣類。
自然種はエリア8の「馬王の丘」に生息し、その丘に生息する馬達の中でも、幻獣ヘラクに次ぐと言われている。
ユン
声 - 金田朋子
小松がアイスヘルで出会ったウォールペンギンの子供。当初はよく「ユンユン」と鳴いていた為、小松に「ユン」と名付けられた。腹部の中は安全地帯になっている。
最初は親とはぐれており、後に再会するもトミーロッドによって親を殺されてしまったことで小松が引き取った。アイスヘルで何世代にも渡って「センチュリースープ」を餌としてきたため、スープの味の一部がその体に染み込んでおり、その唾液は小松の「センチュリースープ」にとっての最後の材料となった。当初は小松よりも小柄な体型だったが、クッキングフェスの時には小松を背中に乗せられるくらいに大きくなり、短時間ではあるが空を飛ぶことも可能になった。
ウォールペンギンは読者募集の猛獣。雛は警戒心を持たない為誰にでも懐くが、それ故に他の猛獣に襲われやすく、現在では絶滅危惧種になっている。しかし、成体は獰猛な上に捕獲レベル30にも達する強力な生物である。
実は高度なセーフゾーンを持つキャンピングモンスターで、腹部の模様が扉になっている。第二部では、鉄平に心臓を奪われた小松を匿っていた。アナザ調理後は何故か巨大化しており、残りのフルコースを入手した四天王を迎えに行き、人間界に帰還した。
年齢：不明、誕生日：12月12日、星座：射手座、血液型：B型、身長：145cm、体重：100kg、視力：10.0、足のサイズ：35cm、好きなもの：小松、センチュリースープ、嫌いなもの：猛獣。

リッキー
マンサムの相棒として飼われている、豹の様な体毛に翼と長い尻尾を持つ巨大なハイアンパンサー。哺乳獣類。初登場時は捕獲レベル35だったが、成長と共に身体が大きくなり、現在では捕獲レベル70前後。普段はグルメ研究所にあるマンサムの部屋で寝そべっているが、マンサムの指示一つで部屋から飛び出し、高速で逃げるGTロボの核アンテナを一瞬で粉砕するほどのスピードとパワーを持つ。クッキングフェス編の終盤ではジュラフバードの群れを率いて三虎の放ったメテオスパイスを迎撃した。好物はホロホロパフェ。

オブサウルス
トリコがリーガル島で出会った緑色の皮膚を持つ4足歩行恐竜の様な猛獣。捕獲レベル28の哺乳獣類。
10本の足と2つに分かれた口を持つ。自分よりも強い者に忠実に従う性質を持っているが、更に強い者と出会った場合にはその者を新たな主人とする。たとえ重傷を負ってもすぐに回復するほどタフ。セドル→トリコ→スタージュンという流れを経てテリーの下僕となり、そのままトリコの家に居付いている。愛称は「オブ」。異常に長く二股に分かれた舌で犬の様にペロペロしてくる。

リムジンクラゲ
節乃のペット。体長25mの巨体で空中浮遊する事が出来る。その体内には人間が住める居住スペースがあり、移動式の住居にもなる。生態・生息地等は謎が多く、人間界の生物なのかも不明。

ポチコ
二代目メルクが可愛がっているヴァンパイアコング。捕獲レベル20の哺乳獣類。読者募集の猛獣。
蝙蝠の様な風貌の紫色のゴリラで、世界中の様々な顧客からメルクに依頼された包丁を配達している。見た目は怖そうだが利口で人懐こいらしい。

蠍魔牛（さそりまぎゅう）
ヘビーホールに棲む、サソリの様な尻尾と鋏を持つ2足歩行の牛。捕獲レベル53の哺乳獣類。読者募集の猛獣。
子供でありながらヘビーホールでは無敵の強さを誇る。初代メルクに手懐けられ、仕事の邪魔が入らない様に見張りをしている。非常に知能が高く、聴覚が優れている。
連載前はトリコと闘う予定だったが、展開的に時間が無いという理由で没にされた。

ジャニスユニコーン
一龍がグルメ界にある美食會の総本部に乗り込む際、乗り物にしていた大型の哺乳獣類。6本の脚と大きな翼と角を持つ白馬。普段は温厚だが、仇なす敵には容赦しない。愛称は「ポチ」。
自然種はエリア8の「馬王の丘」に生息している。
CARエル（カーエル）
マッピーが乗り物にしている捕獲レベル455の両生獣類。読者募集の猛獣。車の様な外見のカエル。
- 技

トップギア
車輪を4輪増やし、超高速で走る。

## アニメオリジナル
ペック
声 - 桃井かおり
映画オリジナルキャラクター。トリコが小松と出会う前に旅に同行した少年。ある時村を怪鳥ゲロルドに襲われ、ゲロルドの退治をトリコに依頼する。

ティナ
声 - 水樹奈々
テレビアニメオリジナルキャラクター。グルメTVの情報番組「グルメニュース」の新米女性レポーター兼キャスター。アニメ本編に於いて狂言回しを務めており、作中のイベントでは司会も務める。
髪型はオレンジのかかった茶色のセミロング。服は淡い桃色のスーツを着ているが、まれに腹部が開いた服装等もしている。食べる事が大好きで、人一倍の負けず嫌い。世界中の美味しい食材の情報を皆に届けたいという思いは誰よりも強く、それに関しては一切の妥協を許さない。
虹の実編で仕事中に偶然トリコ達と出会った事が切っ掛けで、彼らの行く先々に独自に足を運び取材しようとするが、自身の運の無さや詰めの甘さが災いしてか失敗に終わる場合が殆どで、頻繁にカメラも壊す等のトラブルを起こす為、嫌味な性格の部長（声 - 菊池正美）からは快く思われていない。また、スクープの為なら不法侵入等も行う為、ヨハネスとはお互いに苦手意識がある（この為四獣の一件ではヨハネスに頼まれた事に驚いていた）。しかしそれでも懲りる様子は無く、大スクープを掴もうと日々奔走している。「フグ鯨」のハントでゾンゲ一行と出会って以来彼等とは妙な縁が出来たのか、その後の話でも頻繁に絡む様になった。「てんこ盛り」「1グラムも」が口癖。
四獣編ではIGOからの発表をフードパーク広場の人々に流すだけのグルメTVに疑問を持ち、取材を提案するがその直後にグルメTVがIGOが受信している四獣との闘いの衛生画像を傍受し、広場のスクリーンにその映像を繋ぐ事を提案する。そして四天王が四獣から人類を救ってくれる事を信じて祈っていた。その後、四獣本体が緑の雨を降らせた後はヨハネスから電話で頼まれ、小松の薬膳餅の調理レクチャーを世界中の料理人に中継する手伝いをした。
原作でも1コマだけモブキャラクターとして登場している。ちなみにアニメ100回放送記念『トリコ　キャラクター総選挙』では17位にランクインしていた。
クルッポー
声 - 菊池こころ
テレビアニメオリジナルキャラクター。ティナと行動を共にする伝書風船鳩で、他の個体と比べると黄色の体色をしている。
その帰巣本能を利用して、電波も届かない僻地から、記者から預けられたスクープ映像のデータを本社に送り届ける事を役目としている。また、身体を風船の様に膨らませてクッションの役割も果たす。
原作でもティナと一緒に1コマだけモブキャラクターとして登場している。

フォン・ド・ボーノ
声 - 三瓶由布子
ゲーム『トリコ グルメサバイバル!』より登場。世界各国で手広くチェーン展開しているレストラン「ボーノ」の経営者。
コック帽の様な髪型が特徴の小柄な青年。グルメ長者番付10位圏内にランクインしており、カーネルに迫る勢いだという。
幼少期に森で弱っていたクリスを拾い、以来一緒に暮らす様になった。クリスの事は家族同然の存在だとして心底大切に思っており、クリスの食欲不振を解消する食材を探す為、賞金10億を募って「美食王決定戦」を開催する。
グルメビーチ編ではグルメビーチに向かうトリコの為にグルメ列車を貸した。
クリス
アニメオリジナルグルメモンスターコンテスト5ツ星賞受賞作。ボーノの家族である七色ネッシー。捕獲レベル34の翼竜獣類で、カラフルな体色の8本足のネッシー。
既に両親を亡くしているボーノにとっては、残された唯一の家族。昔からボーノとは食材を分け合って食べていたが、巣立ちの時が近付き、最後に思い出のパフェをボーノと食べる為、何も食べなくなっていたが、四天王が捕獲した食材から小松が作ったパフェを食べて成長し、グローアップルを産み落とし飛び去っていった。
リョウテイ、コリョウ
声 - 大塚明夫、折笠富美子
ゲーム『トリコ グルメサバイバル!2』オリジナルキャラクター。リョウテイはグルメビーチでボルトラフグの解体ショーを披露し、コリョウはリョウテイの手伝いをしていた。
クミン
声 - 高戸靖広
テレビアニメオリジナルキャラクター。トリコの知り合いで、グルメビーチにあるカレー屋の息子。太めの体型。泣き虫かつ涙脆い性格。語尾に「〜っス」と付ける。先月に父を亡くし、妹サフラとコンビを組んで店を継いだが、店のメニュー「ガツカツカレー」に合う食材が見付からずに困っていたが、トリコ一行の助力もあって独自にガツカツカレーを作った。

サフラ
声 - 仙台エリ
クミンの妹で、美食屋。青い髪をツインテールにした少女で、ダイバースーツを着ている。兄とは対照的に気の強い性格だが、兄想いで優しい一面もある。「泣くならタマネギ切ってからにしろっての」が口癖。
バブー
第2回アニメオリジナルグルメモンスター5ッ星賞受賞作品。サフラのパートナーであるバブルナックル。捕獲レベル15の哺乳獣類で、海をも泳げる水陸両生の生物。

タッチーノ・カワゴエ
声 - 川越達也
テレビアニメオリジナルキャラクター。グルメタウンの有名創作イタリア料理店店長。「キッチンのファンタジスタ」の異名を持つ、甘いマスクのイケメンシェフ。番組最後のグルメニュースにのみ登場し、簡単なレシピを紹介した。モデルは料理人の川越達也で、声も本人が担当している。

あやめ
声 - 真矢みき、魏涼子（ゲーム『トリコ グルメガバトル!』）
劇場版オリジナルキャラクター。旧第1ビオトープ所長。かつては美食人間国宝の節乃と腕を競い合っていたと言われる凄腕料理人。現在は引退しており、アカシアのキッチンを管理している。美食會のギリムとは元コンビであったが、とある事情から現在はコンビを解消している。
ポッチー
あやめのパートナーで、巨大な黒猫の姿をしている。美食會の最新型GTを軽く圧倒する程の実力を持つ。

ギリム
声 - 北大路欣也、大友龍三郎（ゲーム『トリコ グルメガバトル!』）
劇場版オリジナルキャラクター。美食會特別料理顧問。兜と鎧に身を包み背中に翼を持つ大男。美食會副料理長を上回る実力を持つと言われており、ガスバーナーの様な青い炎を放つ事が出来る。あやめとは元コンビであったが、とある事情から現在はコンビを解消している。